# Liste von Söhnen und Töchtern der Stadt Philadelphia
Dies ist eine Liste bekannter Persönlichkeiten, die in der US-amerikanischen Stadt Philadelphia (Pennsylvania) geboren wurden. Die Liste erhebt keinen Anspruch auf Vollständigkeit.

## 18. Jahrhundert

### 1701–1750

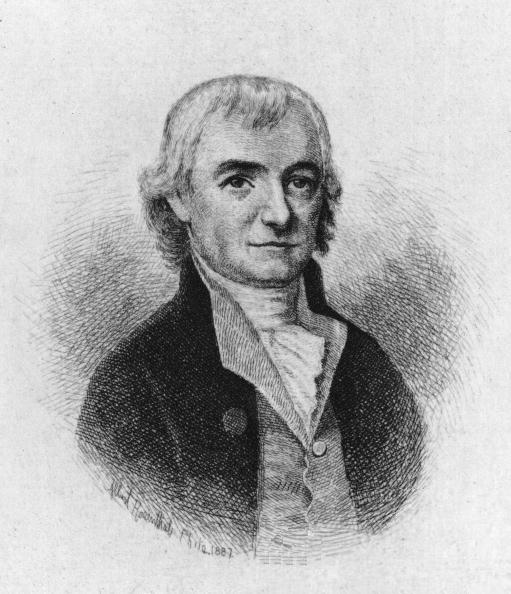
Michael Hillegas
(1729–1804)

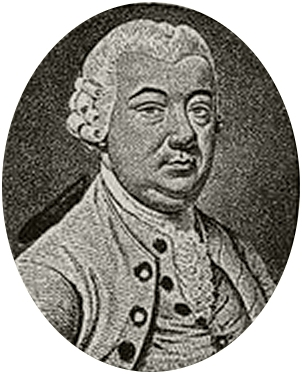
Samuel Wharton
(1732–1800)

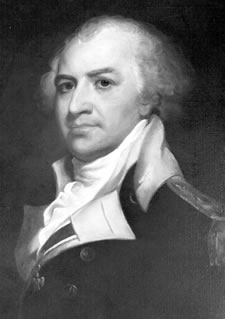
Thomas Mifflin
(1744–1800)

- Samuel Rhoads (1711–1784), Politiker
- William Shippen (1712–1801), Politiker
- James Claypoole (1720–1784), Maler
- John Hesselius (wahrscheinlich 1728–1778), Porträtmaler
- Michael Hillegas (1729–1804), Politiker
- James Kinsey (1731–1803), Jurist und Politiker
- Thomas Willing (1731–1821), Politiker
- David Rittenhouse (1732–1796), Astronom und Mathematiker
- Samuel Wharton (1732–1800), Politiker
- Arthur Donaldson (1734–1797), Schiffsbauer und Erfinder
- Matthew Pratt (1734–1805), Porträtmaler
- William Moore (um 1735–1793), Politiker
- Jacob Philadelphia (1735–1795), Zauberkünstler
- Owen Biddle (1737–1799), Astronom, Uhrmacher und Geschäftsmann
- Francis Hopkinson (1737–1791), Gründervater der Vereinigten Staaten
- Edward Biddle (1738–1779), Politiker
- William Bartram (1739–1823), Naturforscher; geboren in Kingsessing
- George Clymer (1739–1813), Politiker und einer der Gründerväter der USA
- Elias Boudinot (1740–1821), Politiker
- Andrew Allen (1740–1825), britischer Politiker im kolonialen Nordamerika
- Samuel Meredith (1741–1817), Politiker
- Cadwalader Morris (1741–1795), Politiker
- Jonathan Bayard Smith (1742–1812), Politiker
- Henry Benbridge (1743–1812), Porträtmaler
- Ebenezer Hazard (1744–1817), US-Postminister
- Thomas Mifflin (1744–1800), Politiker und Generalmajor im Unabhängigkeitskrieg
- Richard Peters junior (1744–1828), Jurist und Politiker
- Benjamin Rush (1746–1813), britisch-US-amerikanischer Arzt, Chemiker, Schriftsteller, Lehrer und Humanist; geboren in Byberry Township
- Gunning Bedford, Jr. (1747–1812), Politiker, Jurist und einer der Gründerväter der Vereinigten Staaten
- Thomas Forrest (1747–1825), Politiker
- James White (1749–1809), Politiker

### 1751–1770

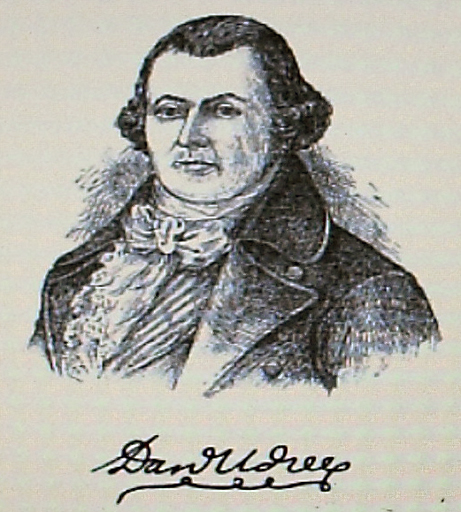
Daniel Udree
(1751–1828)

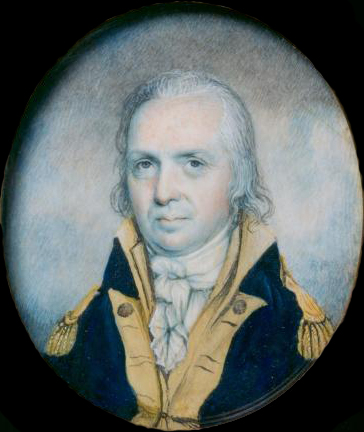
Josiah Harmar
(1753–1813)

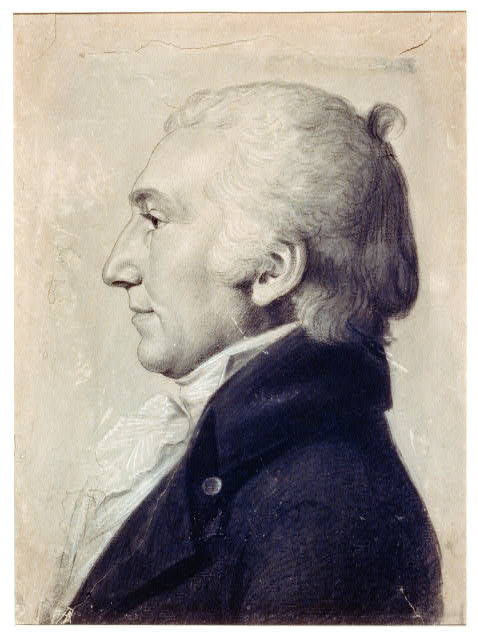
Michael Leib
(1760–1822)

- Daniel Udree (1751–1828), Politiker
- William Bingham (1752–1804), Politiker
- Betsy Ross (1752–1836), nähte angeblich die erste Flagge der USA
- Josiah Harmar (1753–1813), Offizier
- George Logan (1753–1821), Politiker
- William Cooper (1754–1809), Jurist und Politiker
- William Bradford (1755–1795), Jurist und Politiker
- Tench Coxe (1755–1824), Politiker
- Franklin Davenport (1755–1832), Politiker
- Benjamin Say (1755–1813), Politiker
- David Brooks (1756–1838), Offizier, Jurist und Politiker
- James Duncan (1756–1844), Politiker
- William Rush (1756–1833), klassizistischer Bildhauer
- Anna Young Smith (1756–1780), Dichterin
- Joseph Anderson (1757–1837), Politiker
- William Jones (1760–1831), Politiker, Marineminister der Vereinigten Staaten
- Michael Leib (1760–1822), Politiker
- Deborah Norris Logan (1761–1839), Historikerin
- Caspar Wistar (1761–1818), Arzt und Anatom
- Sally Wister (1761–1804), Tagebuchschreiberin
- Samuel Sitgreaves (1764–1827), Politiker
- Anne Willing Bingham (1764–1801), Salonnière
- Robert Waln (1765–1836), Politiker
- James A. Bayard senior (1767–1815), Politiker der Föderalistischen Partei
- William Milnor (1769–1848), Politiker
- Joseph Clay (1769–1811), Politiker
- Joseph Hopkinson (1770–1842), Jurist und Politiker
- Jacob Swoope (≈1770–1832), Politiker
- James Woodhouse (1770–1809), Chemiker

### 1771–1790

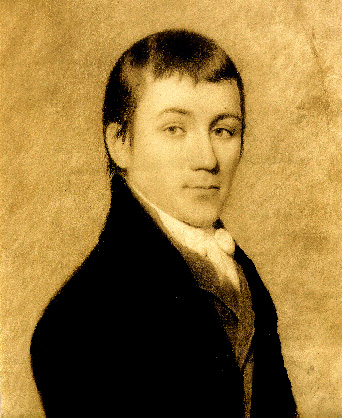
Charles Brockden Brown
(1771–1810)

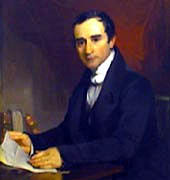
John Sergeant
(1779–1852)

Sophie de Marbois-Lebrun
(1785–1854)

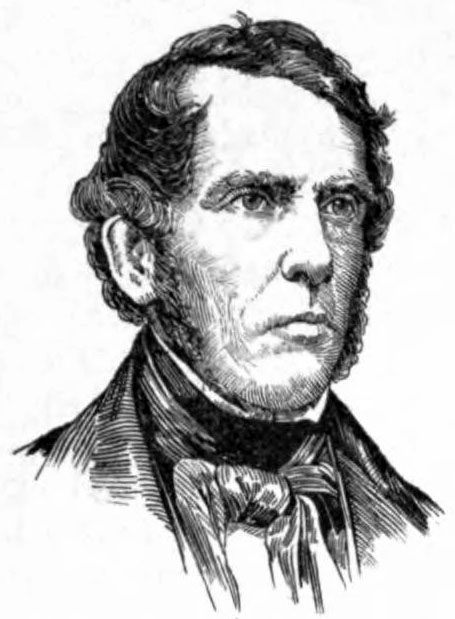
Joseph Reed Ingersoll
(1786–1868)

- Charles Brockden Brown (1771–1810), Schriftsteller
- Patrick Gass (1771–1870), Soldat und Entdecker, Mitglied der Lewis-und-Clark-Expedition
- Thomas Morris (1771–1849), Jurist und Politiker
- John Harrison (1773–1833), industrieller Chemiker
- Thomas Horsfield (1773–1859), britischer Arzt, Zoologe und Botaniker
- James Milnor (1773–1844), Politiker
- Adam Seybert (1773–1825), Politiker
- Raphaelle Peale (1774–1825), Stilllebenmaler
- John Sergeant (1779–1852), Politiker
- Horace Binney (1780–1875), Politiker
- Thomas Lee (1780–1855), Politiker
- Richard Rush (1780–1859), Politiker, Justizminister und Finanzminister
- Robert Hare (1781–1858), Chemiker, Erfinder des Schneidbrenners
- George Ord (1781–1866), Naturwissenschaftler und Ornithologe
- Charles Jared Ingersoll (1782–1862), Jurist und Politiker
- John Syng Dorsey (1783–1818), Chirurg
- Hugh Glass (1783–1833), Trapper im Wilden Westen
- Rubens Peale (1784–1865), Maler und Museumsdirektor
- James Nelson Barker (1784–1858), Dramatiker
- Henry von Phul (1784–1874), Offizier und Pionier
- Thomas Irwin (1785–1870), Jurist und Politiker
- Sophie de Marbois-Lebrun (1785–1854), Philhellenin
- Mordechai Immanuel Noah (1785–1851), US-amerikanisch-jüdischer Journalist, Publizist, Diplomat und Philanthrop
- Nicholas Biddle (1786–1844), Präsident der Second Bank of the United States[1]
- Henry Horn (1786–1862), Politiker
- Joseph Reed Ingersoll (1786–1868), Politiker
- George Gray Leiper (1786–1868), Politiker
- Samuel Wells Morris (1786–1847), Politiker
- Sophonisba Angusciola Peale (1786–1859), Quiltkünstlerin und Ornithologin
- Georg von Sonntag (1786–1841), russischer Marineoffizier
- Thomas Hopkins Gallaudet (1787–1851), Geistlicher, Begründer der Schulbildung für taube Kinder in Hartford
- Magnus Miller Murray (1787–1838), Politiker
- Thomas Say (1787–1834), Entomologe, Conchologe und Karzinologe (Zoologie)
- James Cutbush (1788–1823), Arzt und Chemiker
- Michael Woolston Ash (1789–1858), Politiker
- William Sitgreaves Cox (1790–1874), Offizier im Britisch-Amerikanischen Krieg[2]

### 1791–1800

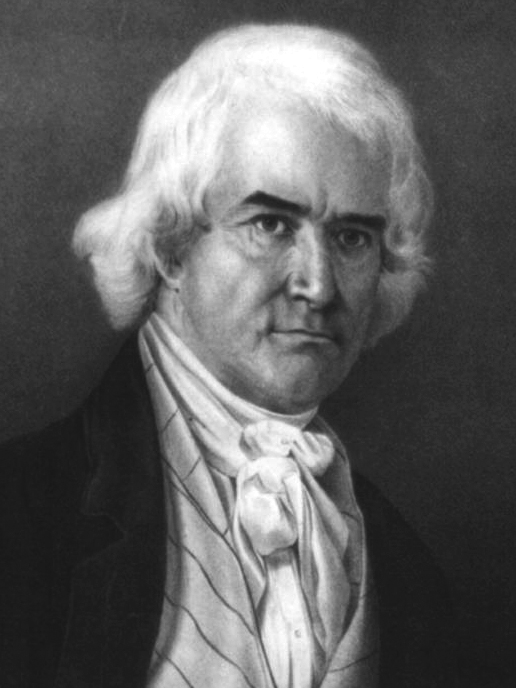
George M. Dallas
(1792–1864)

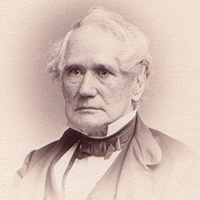
Henry Charles Carey
(1793–1879)

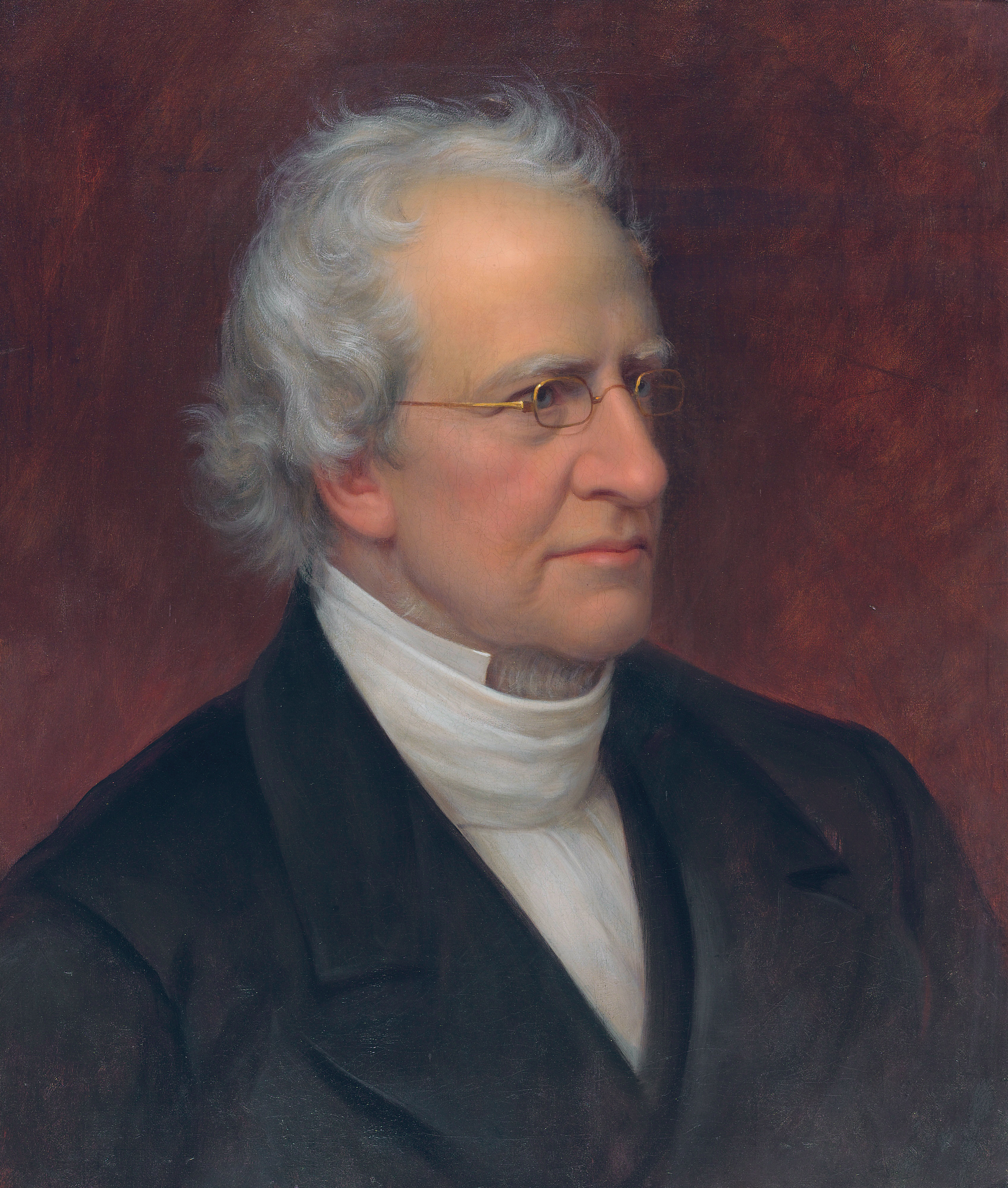
Charles Hodge
(1797–1878)

- John Brown Francis (1791–1864), Politiker
- Anna Claypoole Peale (1791–1878), Malerin
- John Biddle (1792–1859), Politiker
- George M. Dallas (1792–1864), Politiker und elfter Vizepräsident der Vereinigten Staaten von Amerika
- Francis Johnson (1792–1844), Komponist und Musiker
- Uriah P. Levy (1792–1862), Marineoffizier[3]
- Thomas Doughty (1793–1856), Maler
- Henry Charles Carey (1793–1879), Nationalökonom
- William C. Preston (1794–1860), Politiker
- Joseph Biles Anthony (1795–1851), Politiker
- Francis Swaine Muhlenberg (1795–1831), Politiker
- Margaretta Angelica Peale (1795–1882), Stillleben- und Porträtmalerin
- George Washington Toland (1796–1869), Politiker
- Samuel M. Moore (1796–1875), Politiker
- Richard Biddle (1796–1847), Politiker
- Richard Harlan (1796–1843), Zoologe, Arzt und Paläontologe
- Charles Brown (1797–1883), Politiker
- Charles Hodge (1797–1878), presbyterianischer Theologe
- Margaretta Morris (1797–1867), Entomologin
- Sophia Dallas (1798–1869), Second Lady
- David Claypoole Johnston (1798–1865), Zeichner, Karikaturist, Illustrator, Maler und Schauspieler
- Persifor Frazer Smith (1798–1858), Offizier, Militärgouverneur von Kalifornien
- William M. Meredith (1799–1873), Jurist und Politiker
- Rosalba Carriera Peale (1799–1874), Malerin
- Titian Ramsay Peale (1799–1885), Naturforscher und Künstler
- Sarah Miriam Peale (1800–1885), Malerin
- Kintzing Prichette (1800–1869), Gouverneur von Oregon
- John Renshaw Thomson (1800–1862), Politiker
- William Wall (1800–1872), Politiker
- Daniel H. Miller († 1846), Politiker

## 19. Jahrhundert

### 1801–1810

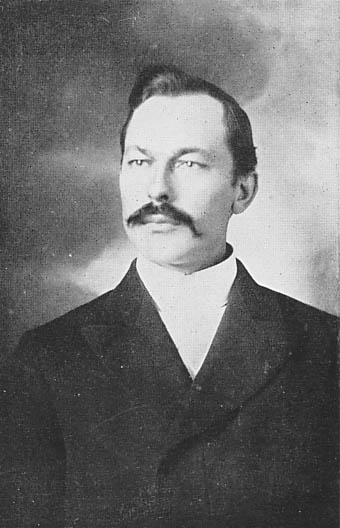
Charles Naylor
(1806–1872)

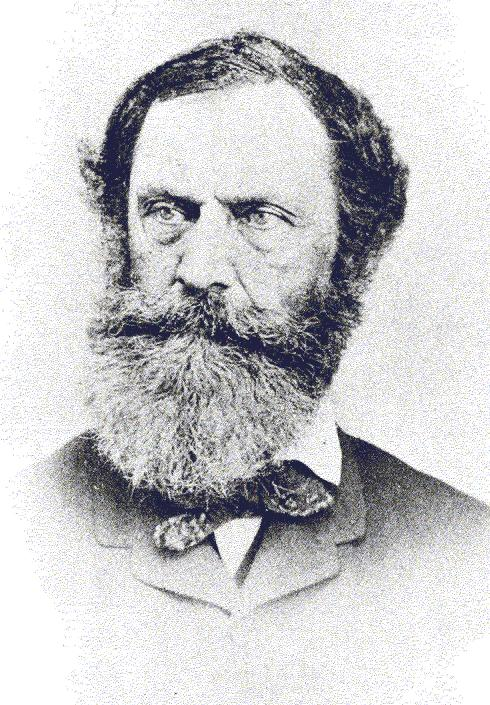
Thomas Green Clemson
(1807–1888)

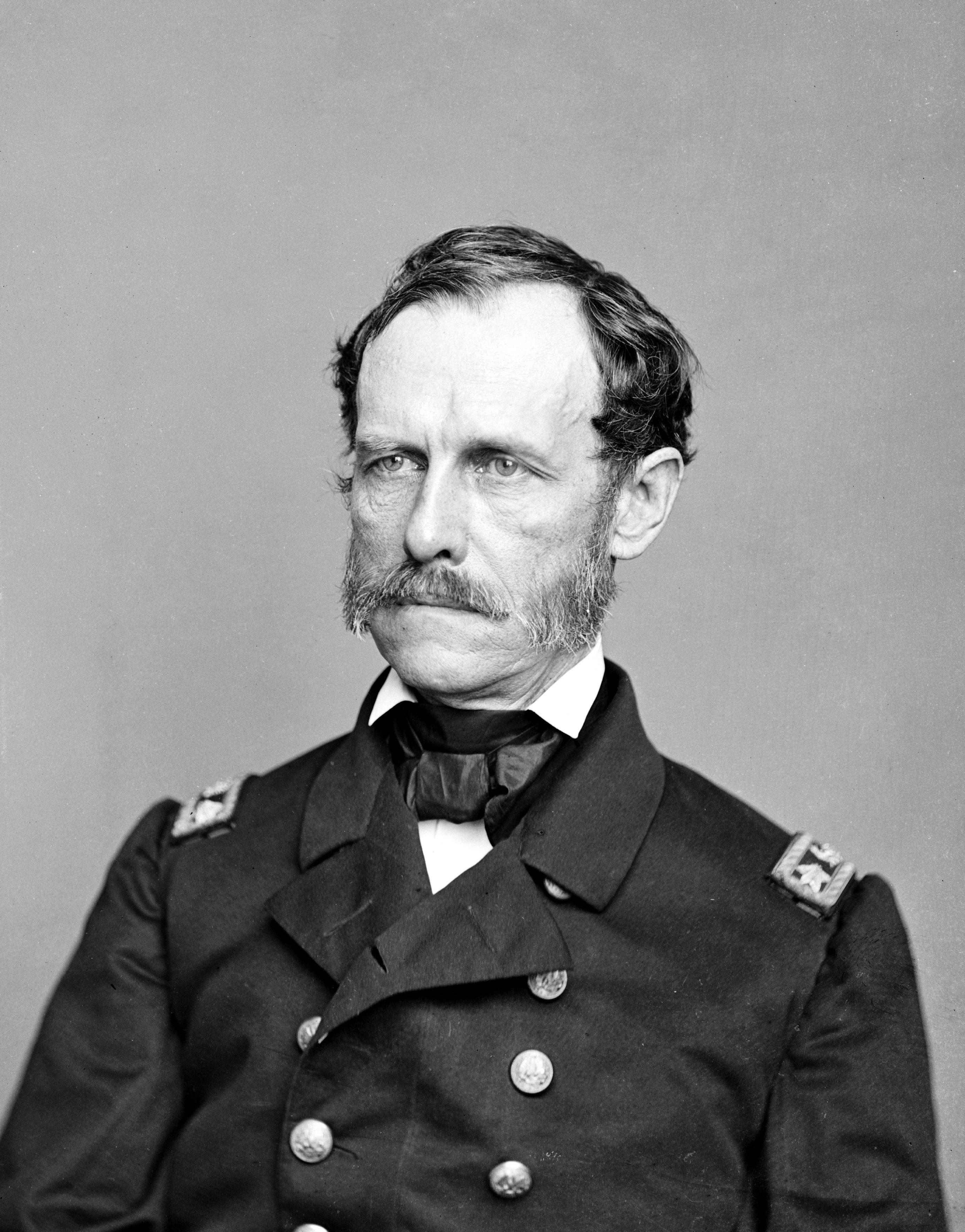
John A. B. Dahlgren
(1809–1870)

- Henry Roberts (1803–1876), britischer Architekt
- Job Roberts Tyson (1803–1858), Politiker
- William Barton Rogers (1804–1882), Physiker und Geologe
- Thomas Ustick Walter (1804–1887), Architekt
- John Cadwalader (1805–1879), Jurist und Politiker
- Sarah Yorke Jackson (1805–1887), Schwiegertochter des US-Präsidenten Andrew Jackson
- Alexander Dallas Bache (1806–1867), Physiker
- George Cadwalader (1806–1879), General im Mexikanisch-Amerikanischen Krieg sowie der Nordstaaten im Amerikanischen Bürgerkrieg
- Edwin Forrest (1806–1872), Schauspieler
- Benjamin Henry Latrobe, II (1806–1878), Bauingenieur, Eisenbahnbrückenbauer
- Charles Naylor (1806–1872), Politiker
- Jacob Zeilin (1806–1880), Brigadegeneral[4][5]
- Thomas Bellerby Wilson (1807–1865), Arzt, Naturforscher, Sammler naturhistorischer Exponate und Förderer der Academy of Natural Sciences
- Thomas Green Clemson (1807–1888), Politiker, Gründer der Clemson University
- Henry Darwin Rogers (1808–1866), Geologe und Hochschullehrer
- Adolph E. Borie (1809–1880), Politiker
- Robert Cornelius (1809–1893), einer der US-amerikanischen Pioniere der Fotografie
- John Adolphus Bernard Dahlgren (1809–1870), Konteradmiral der US-Marine
- John McGill (1809–1872), römisch-katholischer Bischof von Richmond
- George Middleton (1809–1888), Politiker
- Andrew A. Humphreys (1810–1883), General[6]
- Lorenzo Langstroth (1810–1895), Naturforscher und Imker
- John C. Trautwine (1810–1883), Bau- und Eisenbahningenieur

### 1811–1820

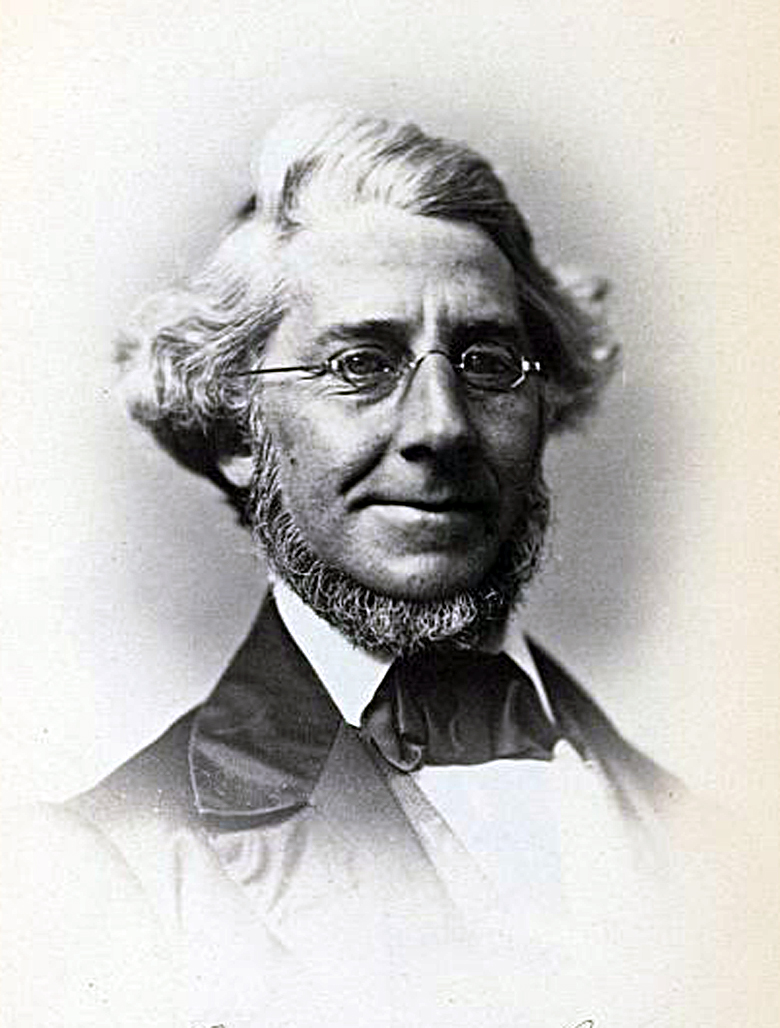
James Landy
(1813–1875)

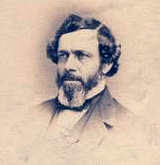
John F. Starr
(1818–1904)

- Henry Myer Phillips (1811–1884), Politiker
- James Campbell (1812–1893), Politiker
- Thomas Birch Florence (1812–1875), Politiker
- Fernando Wood (1812–1881), Politiker
- John Carlin (1813–1891), Maler und Dichter
- William Henry Fry (1813–1864), Komponist und Musikkritiker
- James Landy (1813–1875), Politiker
- William D. Kelley (1814–1890), Politiker
- John C. Pemberton (1814–1881), konföderierter General im amerikanischen Bürgerkrieg
- Mary Ellen Pleasant (1814–1904), Bürgerrechtlerin und Unternehmerin
- George A. Bicknell (1815–1891), Politiker
- Edwin Pearce Christy (1815–1862), Komponist, Sänger, Schauspieler und Theaterproduzent
- Edward Joy Morris (1815–1881), Politiker und Diplomat
- Edwin De Haven (1816–1865), Polarforscher und Seefahrer
- Trevor McClurg (1816–1893), Historien-, Genre-, Porträt- und Landschaftsmaler sowie ein Fotograf
- Richard Vaux (1816–1895), Politiker
- John Wood (1816–1898), Politiker
- Thomas Marshal Bibighaus (1817–1853), Politiker
- Herman Haupt (1817–1905), General und Eisenbahningenieur
- John Paul Verree (1817–1889), Politiker
- Charles Deas (1818–1867), Maler
- John F. Starr (1818–1904), Politiker
- Charles John Biddle (1819–1873), Politiker
- Thomas Dunn English (1819–1902), Politiker und Autor
- Richard Howell Gleaves (1819–1907), Politiker
- J. Peter Lesley (1819–1903), Geologe
- John Guier Scott (1819–1892), Politiker
- George Law Curry (1820–1878), Politiker und Gouverneur von Oregon
- Elisha Kent Kane (1820–1857), Forscher, Entdecker und Arzt
- Francis Wharton (1820–1889), Jurist, Pfarrer und Autor

### 1821–1830

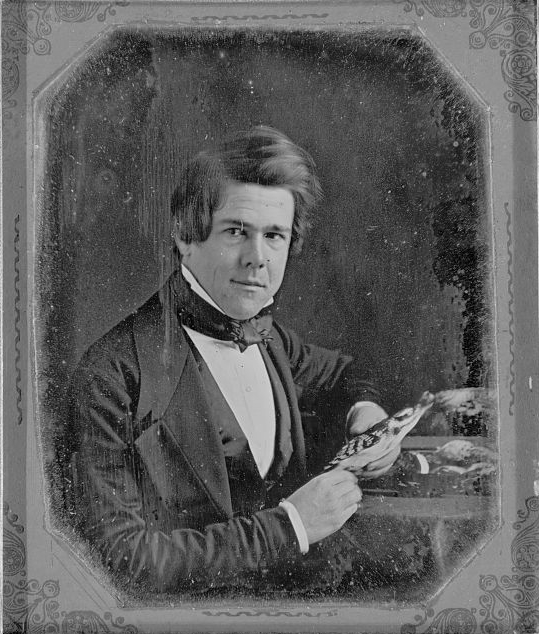
Samuel W. Woodhouse
(1821–1904)

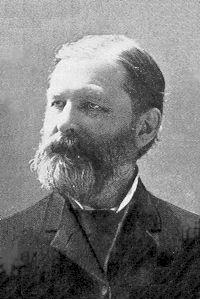
Robert Lowry
(1826–1899)

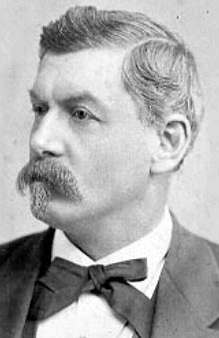
George B. McClellan
(1826–1885)

- Henry FewSmith (1821–1846), Porträt-, Akt- und Figurenmaler
- William Eckart Lehman (1821–1895), Politiker
- Charles O’Neill (1821–1893), Politiker
- Alfred Sully (1821–1879), General im Sezessionskrieg und den Indianerkriegen
- Benjamin Chew Tilghman (1821–1901), Erfinder
- Samuel Washington Woodhouse (1821–1904), Arzt und Naturforscher
- Anna T. Jeanes (1822–1907), Autorin und Philanthropin
- William Millward (1822–1871), Politiker
- Edward Clark (1822–1902), Architekt
- John O’Neill (1822–1905), Politiker
- George Henry Boker (1823–1890), Autor und Diplomat
- Matthew Carey Lea (1823–1897), Chemiker
- Thomas W. Evans (1823–1897), Zahnarzt und Mäzen
- Joseph Leidy (1823–1891), Anatom, Biologe und Paläontologe
- Jacob A. Dallas (1824–1857), Holzschneider, Illustrator und Panoramenmaler
- Charles Godfrey Leland (1824–1903), Abenteurer, Journalist und Mythenforscher
- Henry Charles Lea (1825–1909), Historiker
- James Williams (1825–1899), Politiker
- Anthony Joseph Drexel (1826–1893), Bankier und Philanthrop
- Robert Lowry (1826–1899), Literaturprofessor, baptistischer Geistlicher und Komponist
- George B. McClellan (1826–1885), Offizier und Politiker
- Joseph Wharton (1826–1909), Industrieller, Mitbegründer der Bethlehem Steel Company
- John Watkinson Douglass (1827–1909), Politiker
- William Henry Furness (1827–1867), Porträtmaler der Düsseldorfer Schule
- John Gibbon (1827–1896), General der US-Armee
- Charles G. McCawley (1827–1891), Commandant of the Marine Corps[7]
- Robert Pearsall Smith (1827–1898), Fabrikant und Methodist
- Septimus Winner (1827–1902), Liedtexter
- Samuel J. Randall (1828–1890), Politiker
- Silas Weir Mitchell (1829–1914), Arzt und Autor
- George M. Willing (1829–1874), Physiker, Prospektor und Lobbyist
- Mary Kyle Dallas (1830–1897), Schriftstellerin und Lyrikerin

### 1831–1840

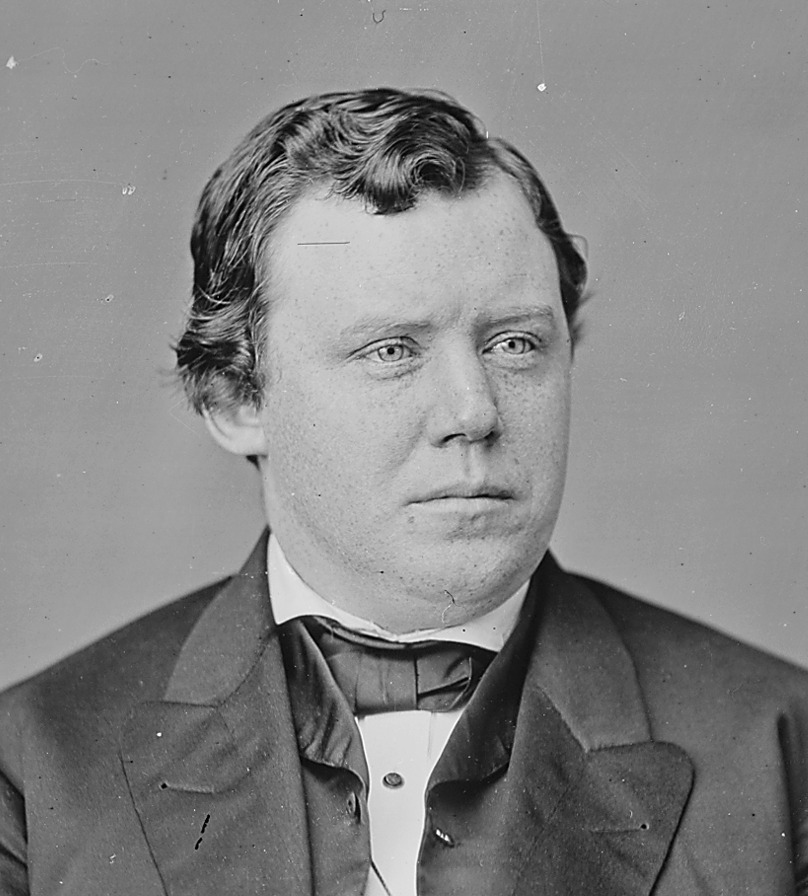
Ignatius Donnelly
(1831–1901)

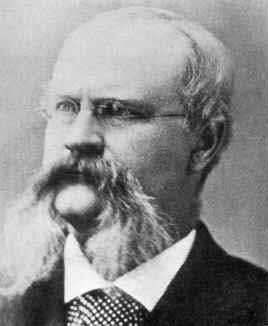
John Howard Van Amringe
(1835–1910)

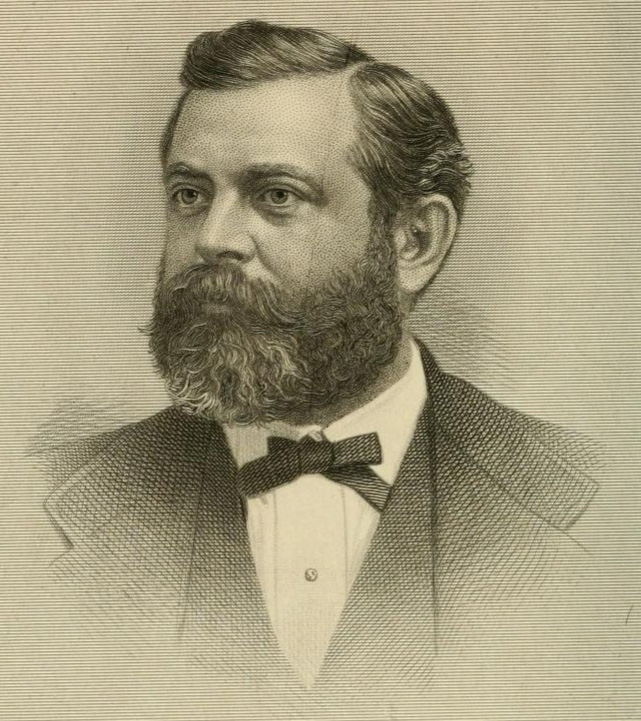
Leon Abbett
(1836–1894)

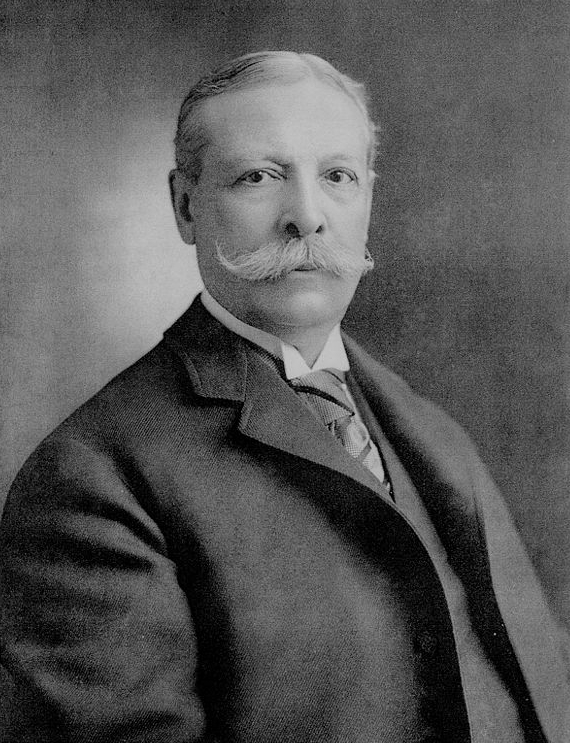
Charles T. Yerkes
(1837–1905)

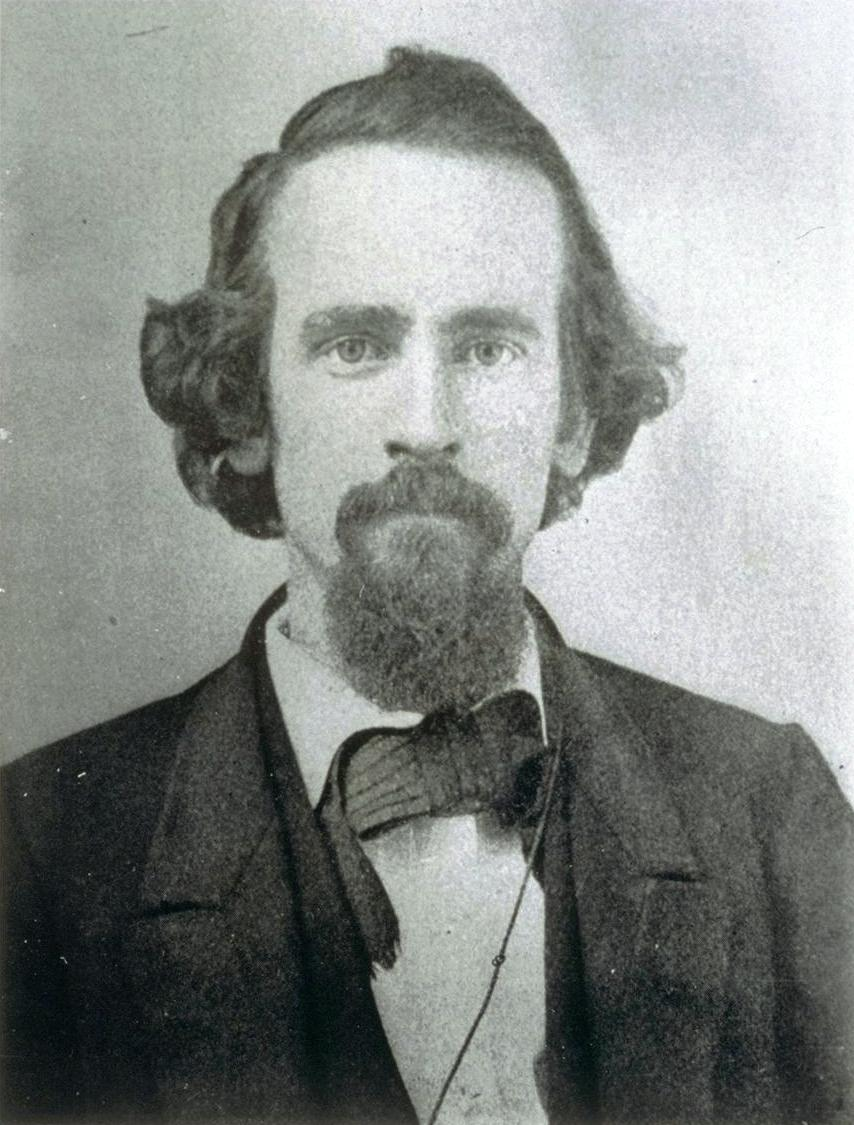
Henry George
(1839–1897)

- Gustav von Bohlen und Halbach (1831–1890), badischer Hofzeremonienmeister und Ministerresident
- Ignatius Donnelly (1831–1901), Jurist und Politiker
- Owen Thomas Edgar (1831–1929), Soldat
- Anna Hallowell (1831–1905), Bildungsreformerin und Abolitionistin
- Lewis Redner (1831–1908), Organist und Komponist
- John Smith (1832–1910), Politiker
- Chapman Freeman (1832–1904), Politiker
- Horace Howard Furness (1833–1912), Literaturwissenschaftler
- William Trost Richards (1833–1905), Landschafts- und Marinemaler
- Fairman Rogers (1833–1900), Bauingenieur, Pferdeexperte, Kunstmanager
- Frank R. Stockton (1834–1902), Schriftsteller und Humorist
- Alan Wood (1834–1902), Politiker
- Juliet Halbach-Bohlen (1835–1919), deutsche Schriftstellerin
- William Stanley Haseltine (1835–1900), Landschaftsmaler
- Charles H. Mansur (1835–1895), Politiker
- William Meredith (1835–1903), Schachkomponist
- John Howard Van Amringe (1835–1910), Mathematiker
- Leon Abbett (1836–1894), Politiker
- John Brewer Brown (1836–1898), Politiker
- Lewis R. Packard (1836–1884), Klassischer Philologe
- Ferdinand Heinrich Hermann Strecker (1836–1901), Entomologe
- Charles F. Manderson (1837–1911), Politiker
- William Ward (1837–1895), Politiker
- Charles Tyson Yerkes (1837–1905), Finanzier
- John R. Brooke (1838–1926), Generalmajor der US-Armee
- George Washington Tryon (1838–1888), Malakologe
- John Wanamaker (1838–1922), Kaufmann und religiöser Führer
- John Vaudain Creely (1839–1900), Politiker
- Frank Furness (1839–1912), Architekt
- Henry George (1839–1897), Ökonom
- Daniel Ridgway Knight (1839–1924), Maler
- Lewis Wolfley (1839–1910), Politiker
- Alfred P. Boller (1840–1912), Bauingenieur und Brückenbauer
- William Candidus (1840–1910), Opernsänger (Tenor)
- Edward Drinker Cope (1840–1897), Paläontologe und Zoologe
- George Henry Horn (1840–1897), Insektenkundler[8]
- Ignatius Frederick Horstmann (1840–1908), römisch-katholischer Geistlicher, Bischof von Cleveland
- John G. Johnson (1840–1917), Jurist und Kunstsammler
- Robert L. Ord (* 1940), Generalleutnant der United States Army

### 1841–1850

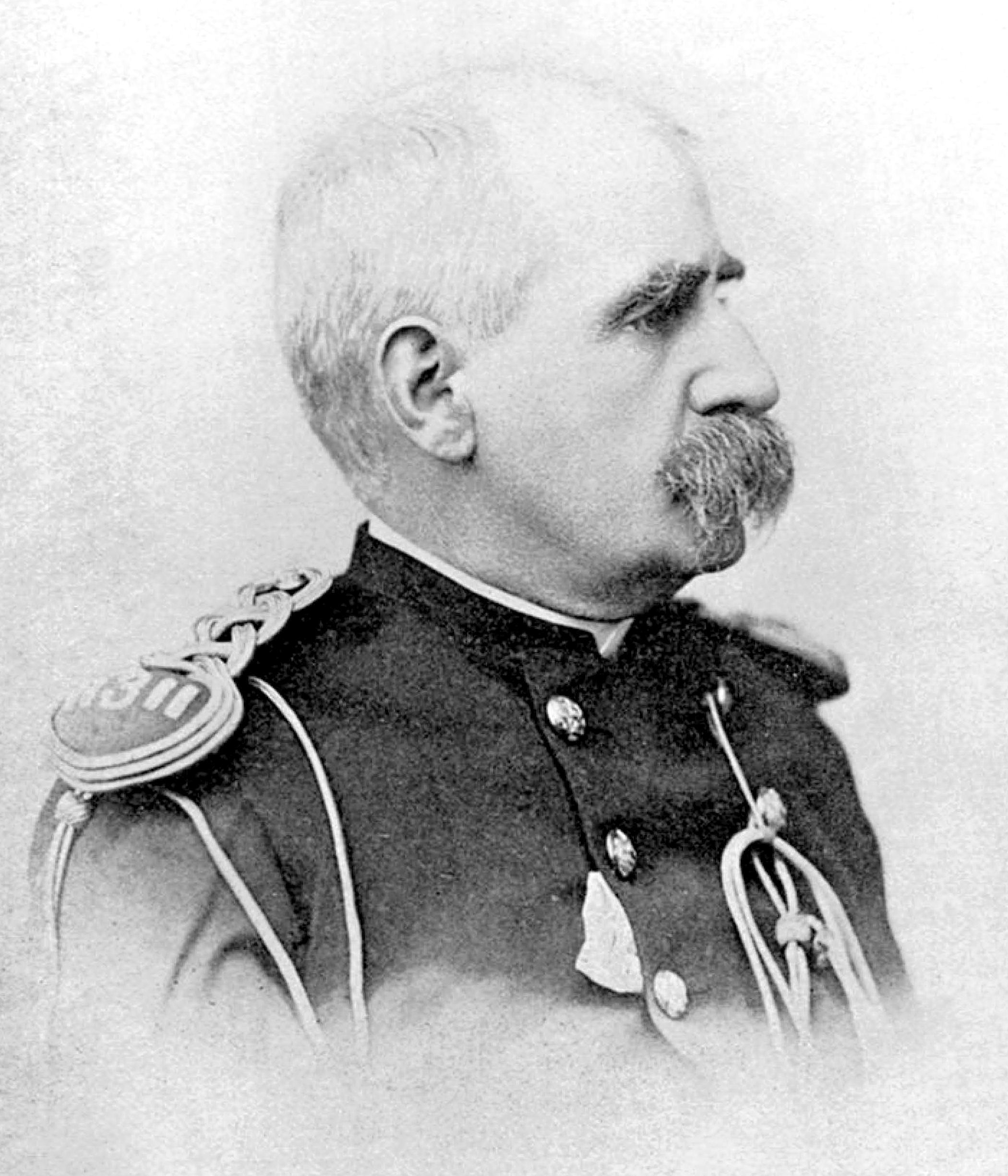
John Gregory Bourke
(1843–1896)

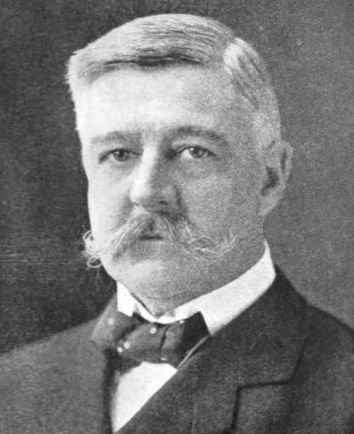
James Wolcott Wadsworth
(1846–1926)

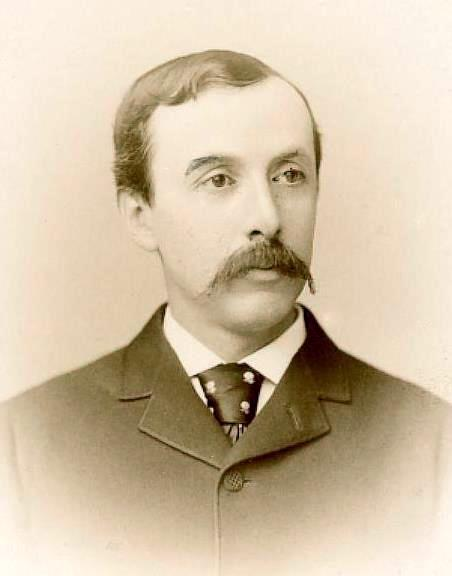
Robert Adams junior
(1849–1906)

- Harrison Allen (1841–1897), Mediziner und Anatom
- Henry H. Bingham (1841–1912), Politiker
- Theodor Hecker (1841–nach 1868), Landschaftsmaler der Düsseldorfer Schule und Fotograf
- Samuel Loyd (1841–1911), Schachkomponist, Spiele-Erfinder und Rätselspezialist
- Emily Sartain (1841–1927), Malerin, Grafikerin und Kunstpädagogin
- Theophilus Van Kannel (1841–1919), niederländisch-amerikanischer Erfinder
- William M. Bunn (1842–1923), Politiker und Territorialgouverneur im Idaho-Territorium (1884–1885)
- Joel Cook (1842–1910), Politiker
- Anna Elizabeth Dickinson (1842–1932), Frauenrechtlerin und Autorin
- L. C. Hughes (1842–1915), Politiker
- John Gregory Bourke (1843–1896), Ethnologe
- William Elliot Griffis (1843–1928), Pädagoge
- Joseph McKenna (1843–1926), Jurist und Politiker
- William Pepper (1843–1898), Arzt[9]
- Howard Roberts (1843–1900), Bildhauer
- William Sartain (1843–1924), Maler und Grafiker
- Richard Alsop Wise (1843–1900), Politiker
- Thomas Eakins (1844–1916), Maler
- Joseph Jorgensen (1844–1888), Politiker
- Anna Lea Merritt (1844–1930), Malerin
- James Wolcott Wadsworth (1846–1926), Offizier und Politiker
- Caspar René Gregory (1846–1917), deutsch-amerikanischer Theologe
- Maria Beasley (1847–1913), Unternehmerin und Erfinderin
- Sarah Paxton Ball Dodson (1847–1906), Malerin
- Rudolph Hering (1847–1923), Ingenieur
- James R. Young (1847–1924), Politiker
- Edward Julius Berwind (1848–1936), Unternehmer
- Charlemagne Tower, Jr. (1848–1923), Unternehmer und Diplomat
- William Henry Lippincott (1849–1920), Porträt- und Landschaftsmaler
- Robert Adams junior (1849–1906), Politiker
- Herman N. Hyneman (1849–1907), Maler
- William Morris Davis (1850–1934), Geologe, Meteorologe und Geograph
- George Scott Graham (1850–1931), Politiker

### 1851–1860

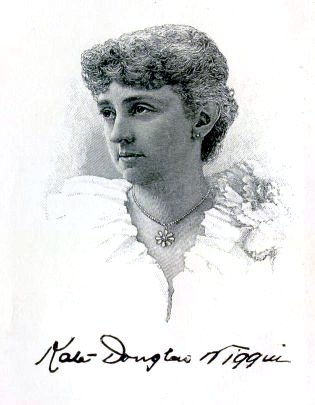
Kate Douglas Wiggin
(1856–1923)

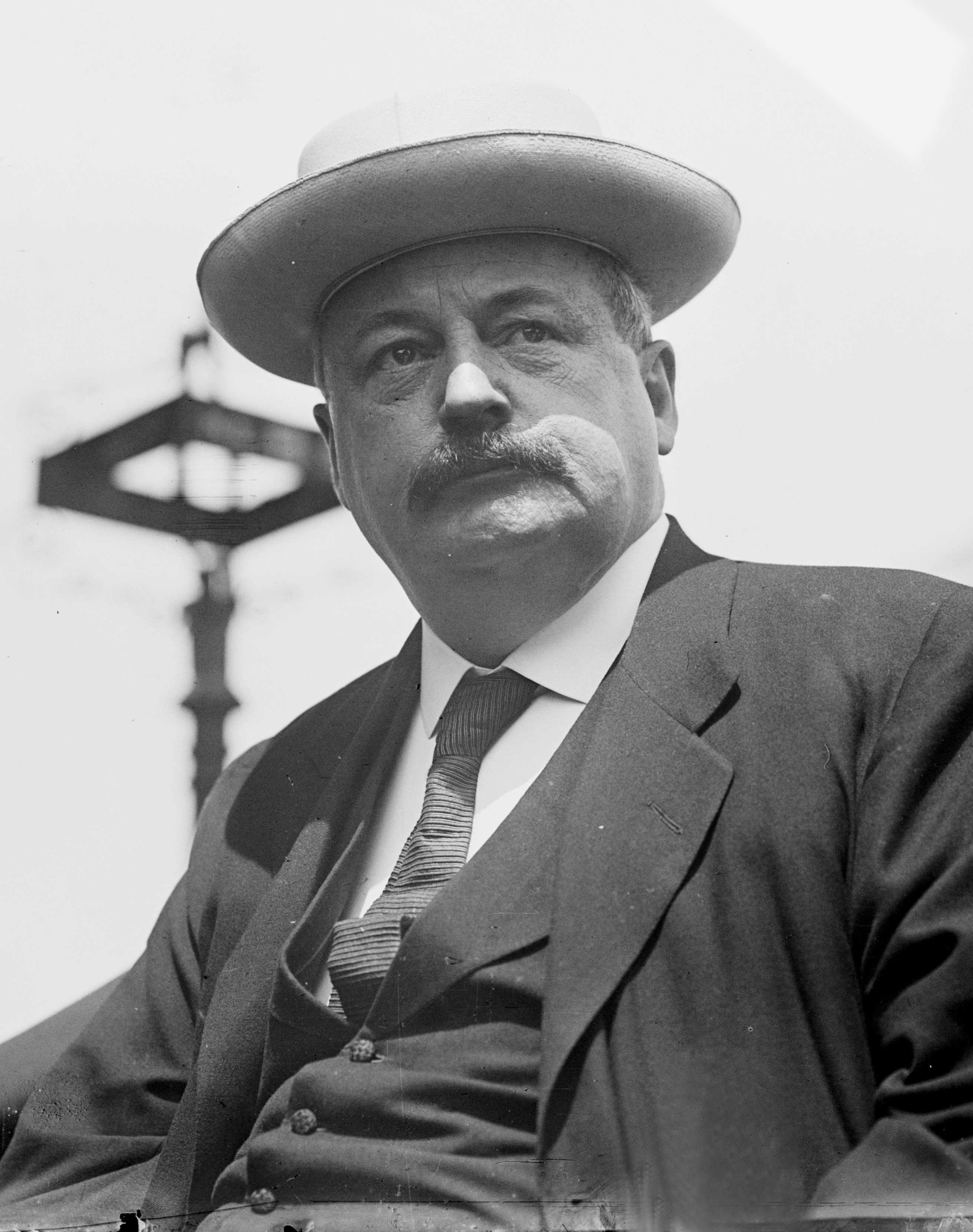
Boies Penrose
(1860–1921)

- Susan Macdowell Eakins (1851–1938), Malerin, Fotografin und New Woman
- Edwin Austin Abbey (1852–1911), Maler und Illustrator
- Mary Outerbridge (1852–1886), Pionierin des modernen Tennis in den USA
- Alexander Harrison (1853–1930), Marinemaler
- Edwin Sydney Stuart (1853–1937), Politiker
- George W. Cheyney (1854–1903), Politiker
- Isaac Guggenheim (1854–1922), Industrieller und Philanthrop
- L. Birge Harrison (1854–1929), Genre- und Landschaftsmaler, Lehrer und Schriftsteller
- Wilhelm Hoyer (1854–1932), deutscher Geologe und Ingenieur
- John Frederick Peto (1854–1907), Maler
- William Woodville Rockhill (1854–1914), Diplomat[10]
- William Harris Ashmead (1855–1908), Entomologe
- Cecilia Beaux (1855–1942), Malerin
- George Broderick (1855–1905), Opernsänger (Bass)
- George A. Castor (1855–1906), Politiker
- Jay Hunt (1855–1932), Filmregisseur und Schauspieler[11]
- Elizabeth Robins Pennell (1855–1936), Autorin
- Julius Stewart (1855–1919), Maler
- Colin Campbell Cooper (1856–1937), Maler des Impressionismus
- William Wallace Denslow (1856–1915), Illustrator und Karikaturist
- Francis Xavier Dercum (1856–1931), Neurologe und Namensgeber der Krankheit Morbus Dercum
- Daniel Guggenheim (1856–1930), Industrieller und Philanthrop
- Harry Stovey (1856–1937), Baseballspieler[12][13]
- Kate Douglas Wiggin (1856–1923), Kinderbuchautorin
- David Bispham (1857–1921), Opernsänger
- Margaret Lesley Bush-Brown (1857–1944), Malerin und Radiererin
- Ida Craddock (1857–1902), Autorin und Vorkämpferin der sexuellen Revolution
- Allan C. Durborow (1857–1908), Politiker
- Clifford Grayson (1857–1951), Maler
- James Huneker (1857–1921), Schriftsteller und Literaturkritiker[14]
- Joseph Pennell (1857–1926), Illustrator und Autor
- Gabrielle D. Clements (1858–1948), Malerin
- Katharine Maria Drexel (1858–1955), Ordensschwester, Heilige in der römisch-katholischen Kirche
- Murray Guggenheim (1858–1939), Industrieller und Philanthrop
- Hugo Albert Rennert (1858–1927), Romanist und Hispanist
- Charles Vezin (1858–1942), Landschafts- und Marinemaler
- Clarence Clark (1859–1937), Tennisspieler
- Florence Kelley (1859–1932), Sozialreformerin und Frauenrechtlerin[15]
- Howard MacNutt (1859–1926), Bahai und Jünger Abdu’l Bahas
- Frederick Vezin (1859–1933), US-amerikanisch-deutscher Maler, Radierer und Lithograph
- William Louis Abbott (1860–1936), Arzt, Naturforscher und Ornithologe
- Edward Hill Amet (1860–1948), Erfinder
- Helen A. Clarke (1860–1926), Autorin, Herausgeberin, Lyrikerin und Komponistin
- Carl Hering (1860–1926), Ingenieur
- Minnie Palmer (1860–1936), Schauspielerin
- Boies Penrose (1860–1921), Politiker
- Edward C. Stokes (1860–1942), Politiker
- Emily Drayton Taylor (1860–1952), Malerin

### 1861–1870

#### 1861–1865

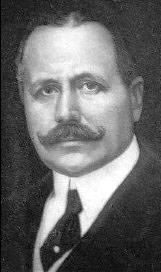
George Dunton Widener
(1861–1912)

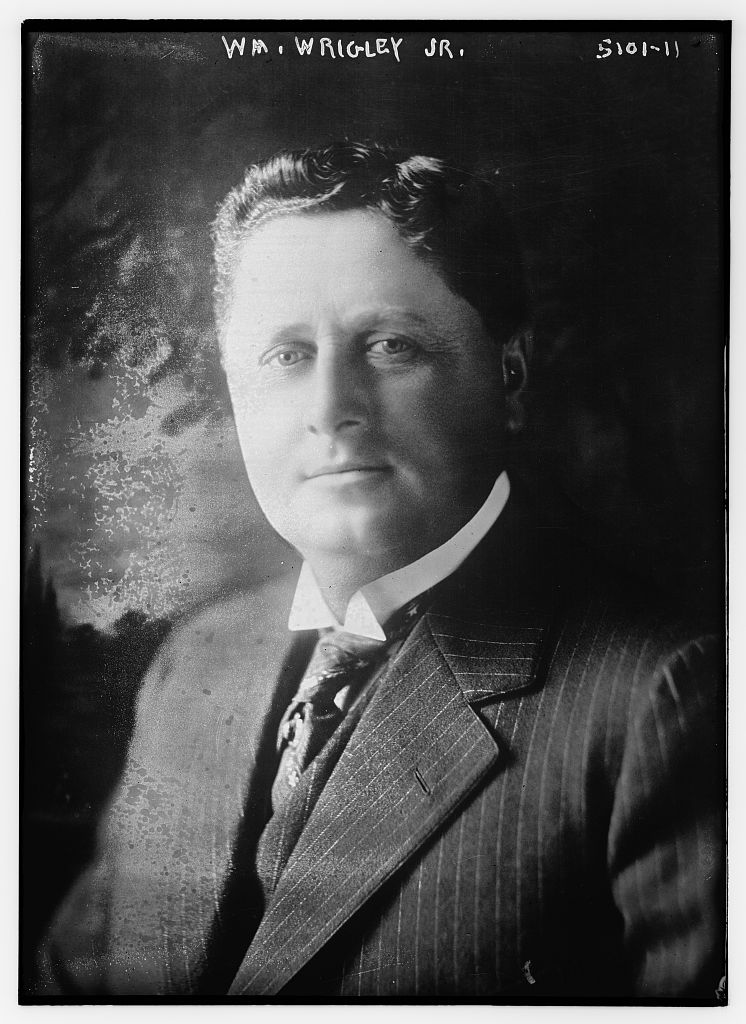
William Wrigley Jr.
(1861–1932)

- James M. Beck (1861–1936), Politiker, Jurist und United States Solicitor General
- Eugen Blasius (1861–1937), deutscher Physiker
- Solomon R. Guggenheim (1861–1949), Industrieller und Philanthrop
- Augustus Edward Jessup (1861–1925), Privatier und Kunstsammler
- Henry Brown Floyd MacFarland (1861–1921), Politiker
- George Dunton Widener (1861–1912), Geschäftsmann und Erbe
- William Wrigley Jr. (1861–1932), Industrieller; Kaugummihersteller
- Charles Grafly (1862–1929), Bildhauer und Kunstpädagoge
- Percy Moran (1862–1935), Maler
- John B. Thayer (1862–1912), Cricketspieler
- Jean Leon Gerome Ferris (1863–1930), Maler[16]
- Anita Hendrie (1863–1940), Schauspielerin[17]
- James Washington Logue (1863–1925), Politiker
- Harry C. Ransley (1863–1941), Politiker
- Jessie Willcox Smith (1863–1935), Illustratorin
- Lewis Rodman Wanamaker (1863–1928), Kaufmann
- George Barbier (1864–1945), Schauspieler
- Arthur Collins (1864–1933), Sänger[18]
- Richard Harding Davis (1864–1916), Schriftsteller, Journalist und Dramatiker
- Eleanor Everest Freer (1864–1942), Komponistin und Philanthropin
- Edwin Hedley (1864–1947), Ruderer
- George Howard Parker (1864–1955), Zoologe
- John W. Riddle (1864–1941), Diplomat[19]
- Robert William Rogers (1864–1930), Religionswissenschaftler und Altorientalist
- Harry H. Seldomridge (1864–1927), Politiker
- Alfred E. Aarons (1865–1936), Komponist, Theaterproduzent, Theaterdirektor, Liedtexter und musikalischer Leiter am Broadway
- Harry Clay Adler (1865–1940), Zeitungsmanager
- Victory Bateman (1865–1926), Stummfilmschauspielerin[20]
- Benjamin Guggenheim (1865–1912), Geschäftsmann
- Alfred M. Waldron (1865–1952), Politiker

#### 1866–1870

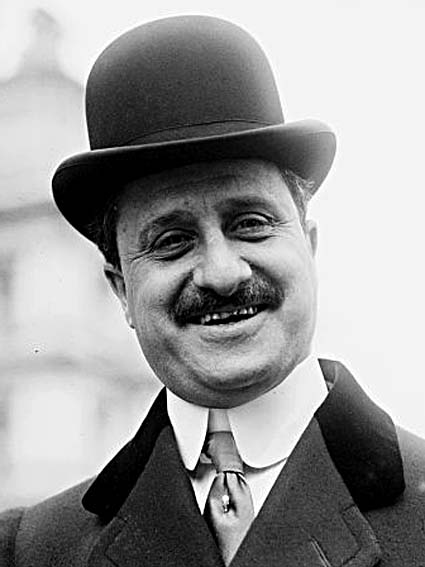
Simon Guggenheim
(1867–1941)

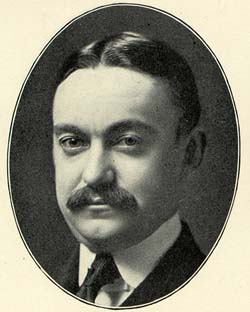
Horace Trumbauer
(1868–1938)

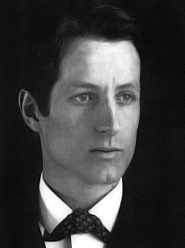
Maxfield Parrish
(1870–1966)

- David Werner Amram (1866–1939), Jurist und Judaist
- Walter Elmer Schofield (1866–1944), Landschafts- und Marinemaler
- Witmer Stone (1866–1939), Zoologe und Botaniker
- Heinrich Wendt (1866–1946), deutscher Archivar
- Edgar Buckingham (1867–1940), Physiker und Bodenmechaniker
- John Exley (1867–1938), Ruderer
- Simon Guggenheim (1867–1941), Geschäftsmann und Politiker
- Frank G. Lenz (1867–1894), Radsportler, der versuchte, mit dem Fahrrad die Welt zu umrunden (1892–1894)
- George W. Pepper (1867–1961), Politiker
- Frank A. Perret (1867–1943), Unternehmer, Erfinder und Vulkanologe
- William Scott Vare (1867–1934), Politiker
- Lightner Witmer (1867–1956), Psychologe
- Ava Willing Astor (1868–1958), High Society-Lady in der New Yorker Gesellschaft, später ein Mitglied der britischen Aristokratie
- Elizabeth de la Poer Beresford, Baroness Decies (1868–1944), Schriftstellerin und High-Society-Lady
- William B. Guggenheim (1868–1941), Industrieller und Philanthrop
- Lewis Edward Herzog (1868–1943), Maler
- John M. Morin (1868–1942), Politiker
- Horace Trumbauer (1868–1938), Architekt
- James A. Gallagher (1869–1957), Politiker
- Ellen Hansell (1869–1937), Tennisspielerin
- John William Harshberger (1869–1929), Botaniker und Mykologe
- Morris E. Leeds (1869–1952), Elektrotechniker
- Sheldon Lewis (1869–1958), Schauspieler[21]
- Kerry Mills (1869–1948), Komponist und Musikverleger
- Bertha Townsend (1869–1909), Tennisspielerin
- Isaac Bacharach (1870–1956), Politiker
- Alexander Stirling Calder (1870–1945), Bildhauer
- William Glackens (1870–1938), Maler und Illustrator
- Paul Joseph Nussbaum (1870–1935), römisch-katholischer Geistlicher und Bischof von Sault Sainte Marie and Marquette
- Maxfield Parrish (1870–1966), Maler und Illustrator
- Friedrich von Schirach (1870–1924), deutscher Komponist
- Edward C. Shannon (1870–1946), Politiker

### 1871–1880

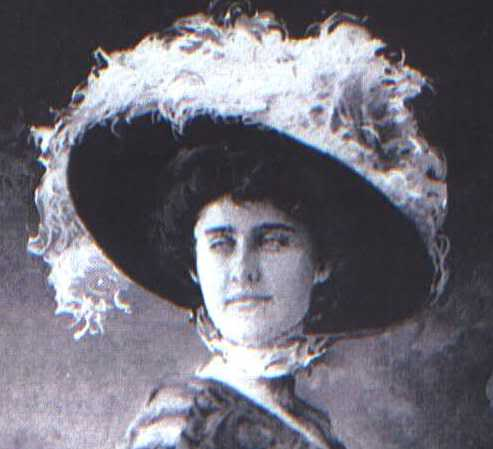
Edith Corse Evans
(1875–1912)

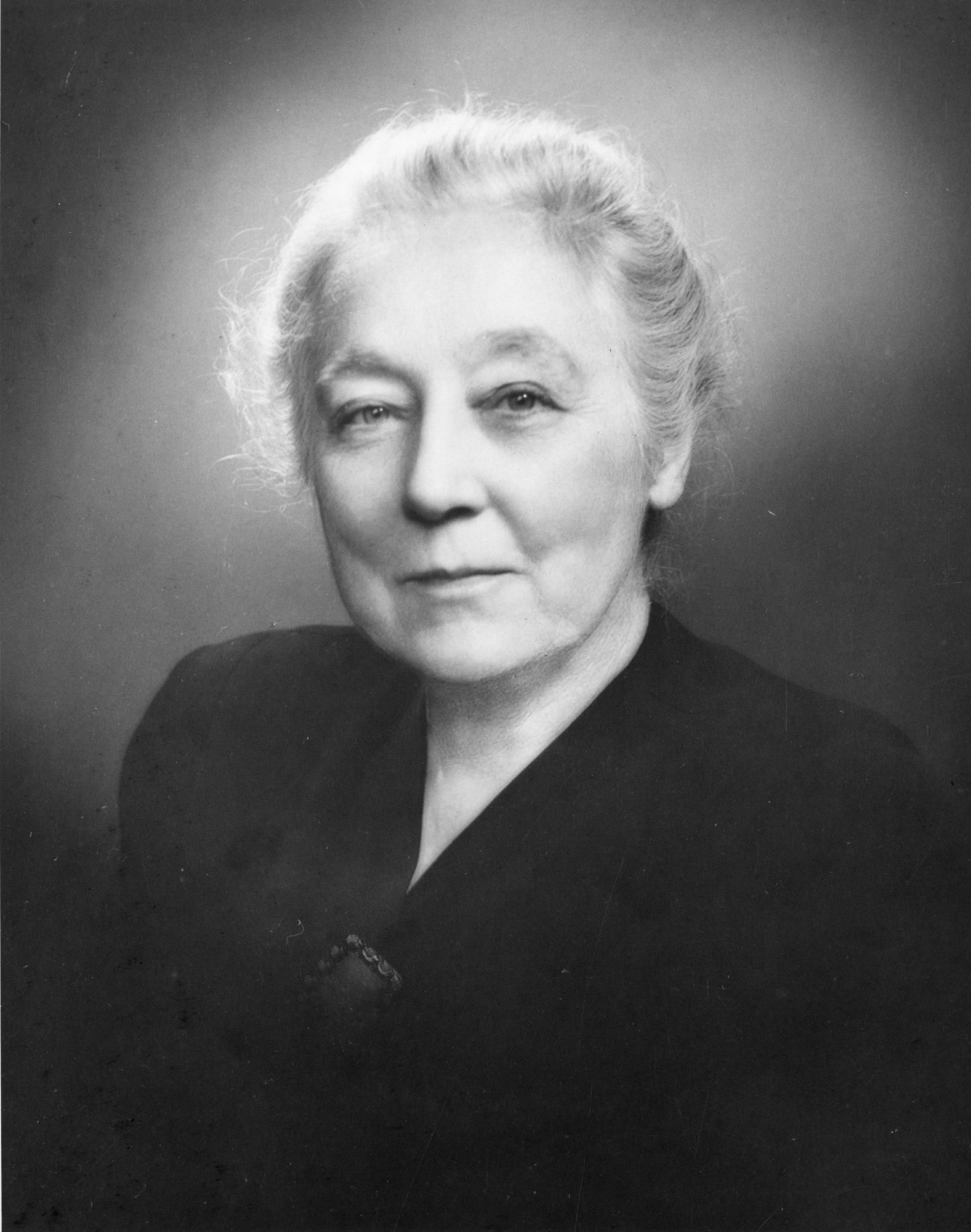
Catharine Macfarlane
(1877–1969)

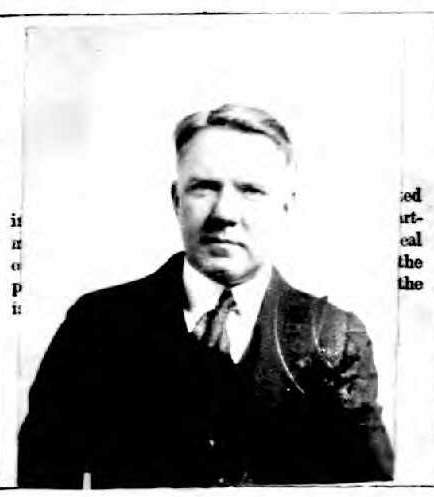
W. C. Fields
(1880–1946)

- Frederic Rodrigo Gruger (1871–1953), Illustrator
- Frank Patterson (1871–1966), Komponist
- Granville Redmond (1871–1935), Maler und Schauspieler
- J. Burrwood Daly (1872–1939), Politiker
- William Duane (1872–1935), Physiker
- Laura Henson (1872–1961), Tennisspielerin
- Walter Evans Edge (1873–1956), Politiker
- John Geiger (1873–1956), Ruderer
- Nellie Neilson (1873–1947), Historikerin
- George C. Thomas junior (1873–1932), Golfarchitekt
- James Ramsay Hunt (1874–1937), Neurologe[22]
- James Juvenal (1874–1942), Ruderer
- Gustavus T. Kirby (1874–1954), Jurist, Sportler und Sportfunktionär
- Edward Marsh (1874–1932), Ruderer
- Albert Warren Tillinghast (1874–1942), Golfarchitekt
- Charles Browne (1875–1947), Politiker
- Thomas Cardeza (1875–1952), Geschäftsmann
- Isador Coriat (1875–1943), Psychoanalytiker[23]
- Joseph Dempsey (1875–1942), Ruderer
- Edith Corse Evans (1875–1912), Society-Angehörige und Titanic-Opfer
- Arthur Hobson Quinn (1875–1960), Theater- und Literaturwissenschaftler
- Henry Pancoast (1875–1939), Radiologe
- Owen Roberts (1875–1955), Jurist
- Martha Walter (1875–1976), Malerin
- Camille Zeckwer (1875–1924), Komponist
- Michael Gleason (1876–1923), Ruderer
- Dorothy Hahn (1876–1950), Chemikerin und Hochschullehrerin
- Meta Vaux Warrick Fuller (1877–1968), Bildhauerin
- Djavidan Hanum (1877–1968), österreichisch-ungarische Schriftstellerin und Malerin
- Catharine Macfarlane (1877–1969), Medizinerin
- Billy Murray (1877–1954), Pop- und Novelty-Sänger
- John Rea Neill (1877–1943), Zeitschriften- und Kinderbuchillustrator
- William H. Wilson (1877–1937), Politiker
- Lionel Barrymore (1878–1954), Schauspieler und Regisseur
- Ray S. Bassler (1878–1961), Paläontologe
- Albert Berry (1878–unbekannt), Fallschirmspringer, sprang als erster aus einem Flugzeug ab
- Anna Coleman Ladd (1878–1939), Bildhauerin und Prothetikerin
- Meredith Colket (1878–1947), Leichtathlet
- Henry Weed Fowler (1878–1965), Zoologe; geboren in Holmesburg
- Truxtun Hare (1878–1956), Leichtathlet
- Anna Coleman Ladd (1878–1939), Bildhauerin[24][25]
- Philadelphia Jack O’Brien (1878–1942), Boxer im Halbschwergewicht
- Ethel Barrymore (1879–1959), Schauspielerin
- Harry DeBaecke (1879–1961), Ruderer
- John Grieb (1879–1939), Turner und Leichtathlet[26]
- John Haynes Holmes (1879–1964), unitarischer Pfarrer und Friedensaktivist
- David Landau (1879–1935), Schauspieler
- George Landenberger (1879–1936), Marineoffizier
- Jack Norworth (1879–1959), Lyriker, Komponist und Produzent
- J. Howard Redfield (1879–1944), Mathematiker, Bauingenieur und Linguist
- William Remington (1879–1963), Leichtathlet
- W. C. Fields (1880–1946), Komiker, Schauspieler und Entertainer
- David H. Keller (1880–1966), Psychiater und Science-Fiction-Autor
- Harry Lott (1880–1949), Ruderer
- Frank Orth (1880–1962), Schauspieler
- Edward L. Stokes (1880–1964), Politiker

### 1881–1890

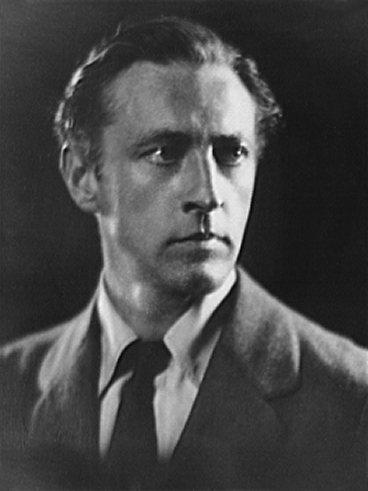
John Barrymore
(1882–1942)

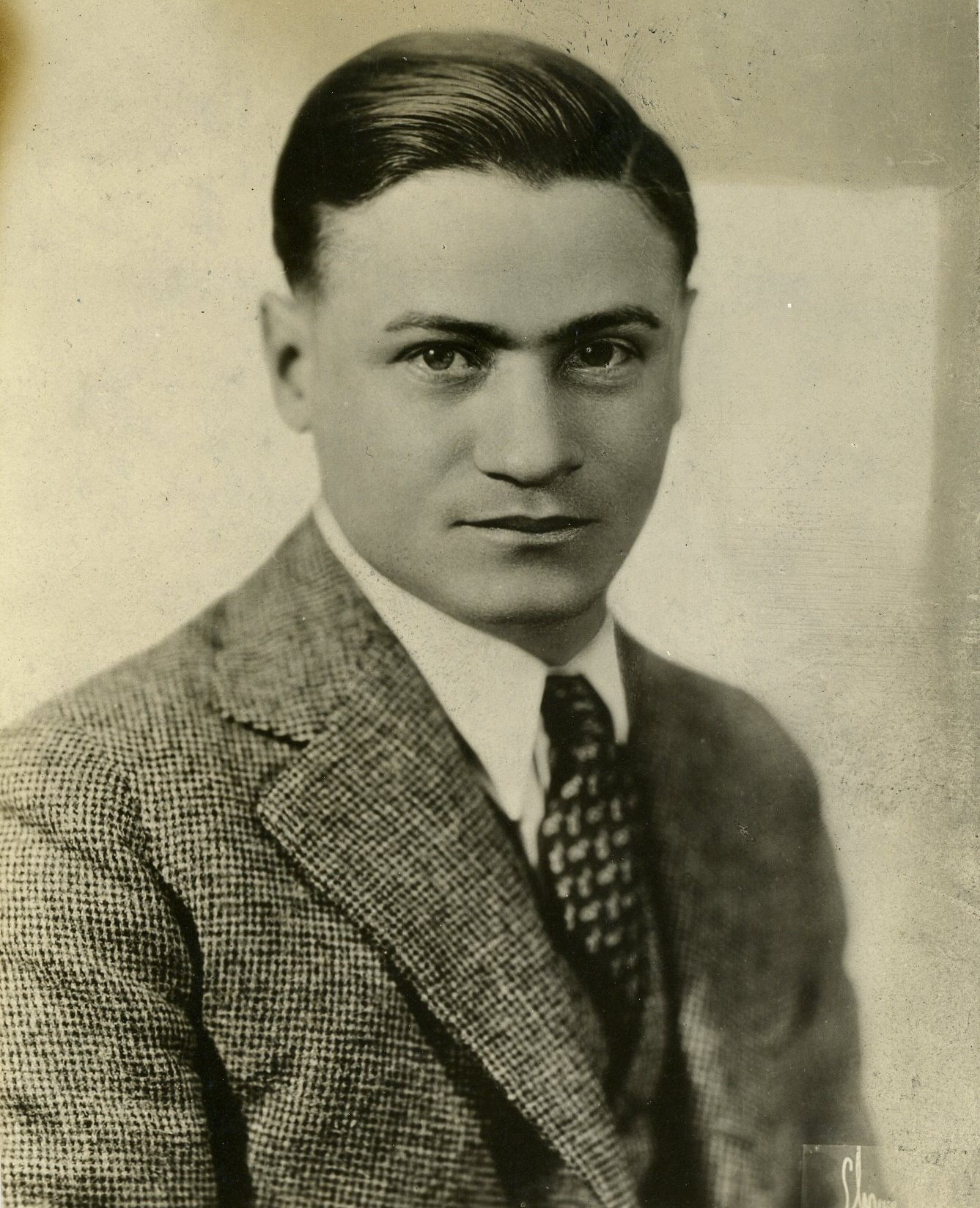
Emanuel Haldeman-Julius
(1889–1951)

#### 1881
- Charles Armstrong (1881–1952), Ruderer
- Julian F. Abele (1881–1950), Architekt
- James J. Connolly (1881–1952), Politiker
- James Abram Garfield Rehn (1881–1965), Entomologe
- Morton Livingston Schamberg (1881–1918), Maler
- Princess White (1881–1976), Bluessängerin

#### 1882
- George Bancroft (1882–1956), Schauspieler
- John Barrymore (1882–1942), Schauspieler
- Wilson Brown (1882–1957), Vizeadmiral der United States Navy
- George Matthews Harding (1882–1959), Maler
- Herbert E. Ives (1882–1953), Physiker und Erfinder
- Allan Muhr (1882–1944), Rugby-Union-Spieler, Sportfunktionär und -reporter, sowie Schauspieler in Frankreich
- Paul Neill (1882–1968), Elektroingenieur
- Henry Disbrow Phillips (1882–1955), Footballspieler und Bischof der Episkopalkirche der USA
- William S. Reyburn (1882–1946), Politiker
- Harry Vandiver (1882–1973), Mathematiker
- John Russell Young (1882–1967), Politiker

#### 1883
- Lesley Ashburner (1883–1950), Hürdenläufer
- Susan Adams McKelvey (1883–1964), Botanikerin
- Charles Sheeler (1883–1965), Maler des Realismus
- Harry Bischoff Weiss (1883–1972), Entomologe und Autor
- Sam Wood (1883–1949), Filmregisseur

#### 1884
- James Earle Ash (1884–1986), Pathologe sowie Offizier
- James Flanagan (1884–1937), Ruderer
- Oliver Perry-Smith (1884–1969), Bergsteiger
- Leon Schlesinger (1884–1949), Filmproduzent
- Joseph Sweeney (1884–1963), Theater- und Filmschauspieler

#### 1885
- Richard S. Edwards junior (1885–1956), Admiral der US Navy
- Benjamin F. James (1885–1961), Politiker
- Harry Widener (1885–1912), Student und Buchsammler

#### 1886
- Elsie Baker (1886–1958), Sängerin (Alt) und Rezitatorin
- Edwin Boring (1886–1968), Experimentalpsychologe und Psychologie-Historiker
- John Craige (1886–1954), Ringer
- Henry Jamison Handy (1886–1983), Schwimmer[27]
- Alain LeRoy Locke (1886–1954), Philosoph
- Ed Wynn (1886–1966), Schauspieler und Komiker

#### 1887
- Edmund Newton Harvey (1887–1959), Zoologe
- George Kelly (1887–1974), Schriftsteller
- Joe McCarthy (1887–1978), Baseballmanager, -spieler und -trainer
- Luckey Roberts (1887–1968), Jazz-, Ragtime- und Blues-Pianist, Komponist
- Oscar Shaw (1887–1967), Schauspieler
- John Wray (1887–1940), Schauspieler

#### 1888
- Frank Bettger (1888–1981), Verkäufer und Autor
- Joseph Breen (1888–1965), Filmzensor
- J. William Ditter (1888–1943), Politiker
- Arthur Fields (1888–1953), Sänger
- Alan G. Kirk (1888–1963), Admiral und Diplomat
- Robert N. McGarvey (1888–1952), Politiker
- Louis Mordell (1888–1972), amerikanisch-britischer Mathematiker
- Philip Francis Nowlan (1888–1940), Science-Fiction-Autor

#### 1889
- John L. Balderston (1889–1954), Bühnenautor, Journalist, Drehbuchautor
- Louis Douglas (1889–1939), Tänzer und Schauspieler
- Emanuel Haldeman-Julius (1889–1951), Journalist und Verleger
- William Keighley (1889–1984), Regisseur
- John B. Kelly senior (1889–1960), Ruderer und Unternehmer
- Arthur Lange (1889–1956), Filmkomponist, Dirigent, Arrangeur und Liedtexter
- Harry McCoy (1889–1937), Schauspieler[28]
- Michael Joseph Muldowney (1889–1947), Politiker
- Carey Wilson (1889–1962), Drehbuchautor und Filmproduzent
- Spencer Wishart (1889–1914), Automobilrennfahrer

#### 1890
- Alexander A. Aarons (1890–1943), Theaterproduzent
- John Frost (1890–1937), Maler
- Charlotte Greenwood (1890–1977), Schauspielerin[29][30]
- Otho Lovering (1890–1968), Filmeditor
- Frank A. Mathews (1890–1964), Politiker
- Man Ray (1890–1976), Maler und Fotograf
- Alfred Clarence Redfield (1890–1983), Ozeanograph
- Archer Taylor (1890–1973), Volkskundler

### 1891–1900

#### 1891

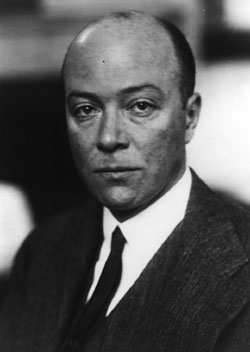
William C. Bullitt
(1891–1967)

- Albert C. Baugh (1891–1981), Sprachwissenschaftler und Mediävist
- Alan Bridge (1891–1957), Schauspieler
- Helen Broderick (1891–1959), Schauspielerin
- William C. Bullitt (1891–1967), Diplomat und Autor; erster US-Botschafter in der Sowjetunion
- Edwin Vincent Byrne (1891–1963), römisch-katholischer Erzbischof von Santa Fe
- Frank Joseph Gerard Dorsey (1891–1949), Politiker
- Vinton Freedley (1891–1969), Theaterproduzent
- Charlie Johnson (1891–1959), Jazz-Pianist und Bandleader
- Battling Levinsky (1891–1949), Boxer
- Ruth Plumly Thompson (1891–1976), Schriftstellerin

#### 1892
- John C. Bell (1892–1974), Politiker
- Clarence Gaskill (1892–1947), Liedtexter und Songwriter
- A. Irving Hallowell (1892–1974), Wirtschaftswissenschaftler und Kulturanthropologe
- Agnes von Kurowsky (1892–1984), Krankenschwester und Freundin von Ernest Hemingway
- Jackie Saunders (1892–1954), Schauspielerin[31]
- Allan Travers (1892–1968), Baseballspieler

#### 1893

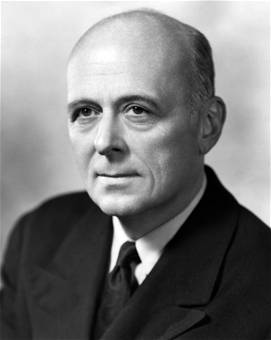
Thomas K. Finletter
(1893–1980)

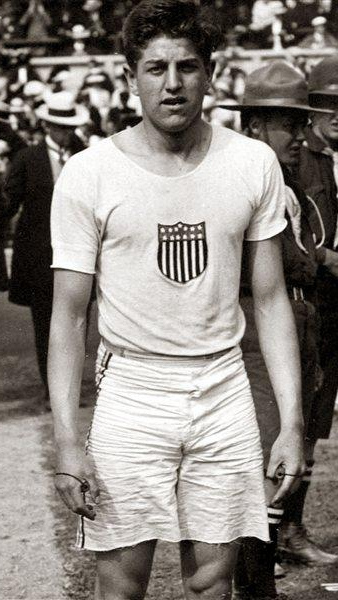
Donald Lippincott
(1893–1962)

- Robert Lee Davis (1893–1967), Politiker
- Thomas K. Finletter (1893–1980), Politiker
- Max Hoff (1893–1941), Boxmanager und Mobster
- Ralph Linton (1893–1953), Kulturanthropologe
- Donald Lippincott (1893–1962), Sprinter
- Theodore Pitcairn (1893–1973), Pfarrer, Kunstsammler und Mäzen
- Vivian Rich (1893–1957), Stummfilmschauspielerin[32]
- Richard Harrison Shryock (1893–1972), Medizinhistoriker
- Will Shuster (1893–1969), Maler, Bildhauer und Lehrer
- William Tilden (1893–1953), Tennisspieler

#### 1894
- Paul Costello (1894–1986), Ruderer
- Stuart Davis (1894–1964), Maler
- Heinrich Harry Deierling (1894–1989), deutscher Maler
- Franz Federschmidt (1894–1956), Rudersportler
- John Gray (1894–1942), Langstreckenläufer
- Walter Otto Grimm (1894–1919), deutscher Maler und Holzschneider des Expressionismus
- Henry Hazlitt (1894–1993), Journalist
- Baynard Kendrick (1894–1977), Schriftsteller
- James O. McManus (* 1894), Politiker

#### 1895

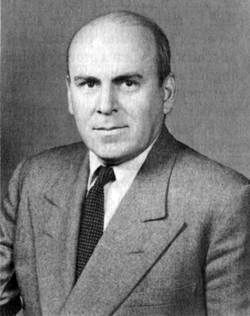
John Jay McCloy
(1895–1989)

- Alexander R. Bolling (1895–1964), Generalleutnant[33]
- Phil Boutelje (1895–1979), Pianist, Filmkomponist, Liedtexter, Autor und Dirigent
- Frances Carson (1895–1973), Schauspielerin[34]
- Erich Federschmidt (1895–1962), Rudersportler
- Clare G. Fenerty (1895–1952), Politiker
- Mark Fisher (1895–1948), Musiker und Songwriter
- Walter Freeman (1895–1972), Neurologe und Chirurg
- William T. Granahan (1895–1956), Politiker
- Laurence B. Keiser (1895–1969), Generalmajor der United States Army
- Katie Crippen (1895–1929), Entertainerin und Bluessängerin
- Albert Hay Malotte (1895–1964), Musiker und Komponist
- Edna Mayo (1895–1970), Theaterschauspielerin und Filmschauspielerin während der Stummfilm-Ära
- John Jay McCloy (1895–1989), Jurist und Politiker, von 1949 bis 1952 amerikanischer Hoher Kommissar in Deutschland
- James P. McGranery (1895–1962), Jurist, Politiker und Justizminister
- Blossom Rock (1895–1978), Schauspielerin
- Isaac Starr (1895–1989), Physiologe und Pharmakologe
- Sam Wooding (1895–1985), Jazz-Pianist, -Arrangeur und -Bandleader

#### 1896
- Robert Armbruster (1896–1994), Komponist
- Phil Baker (1896–1963), Schauspieler, Komiker, Radiomoderator und Songwriter
- William A. Barrett (1896–1976), Politiker
- Louis Fischer (1896–1970), Journalist
- Fred C. Gartner (1896–1972), Politiker
- Hortense Powdermaker (1896–1970), Anthropologin
- D. Lane Powers (1896–1968), Politiker

#### 1897

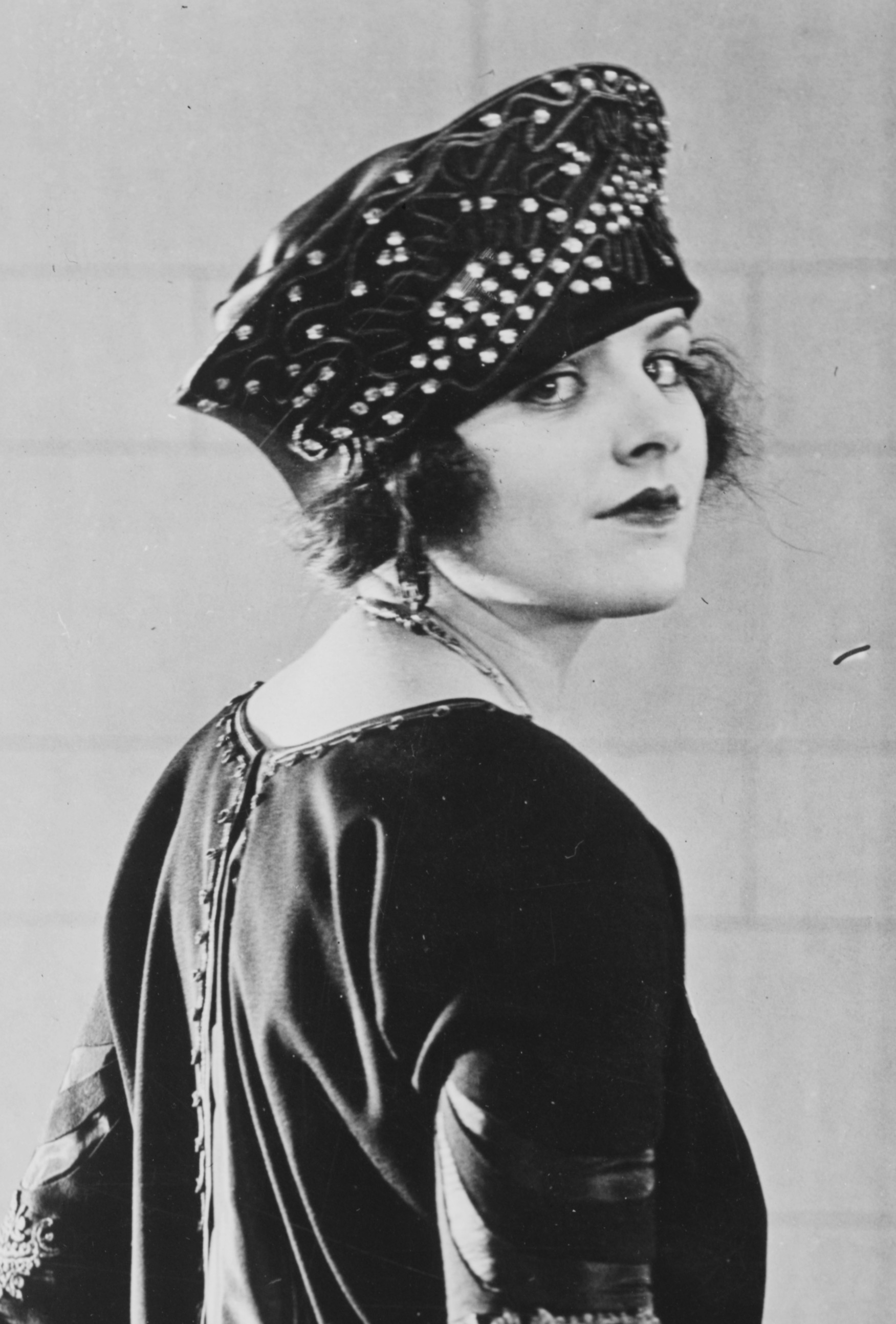
Elaine Hammerstein
(1897–1948)

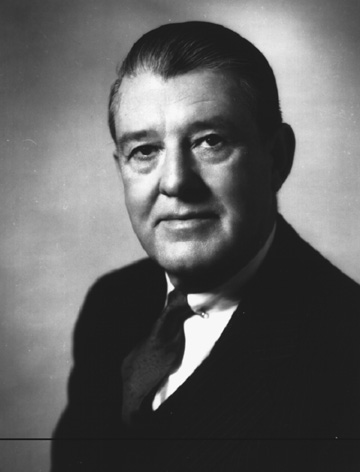
William H. Milliken
(1897–1969)

- Marian Anderson (1897–1993), Opernsängerin
- Gus Arnheim (1897–1955), Komponist und Bigband-Leader
- Joseph Auslander (1897–1965), Dichter
- Michael J. Bradley (1897–1979), Politiker
- Walter Brown Gibson (1897–1985), Journalist, Schriftsteller und Zauberkünstler
- Elaine Hammerstein (1897–1948), Schauspielerin
- Effa Manley (1897–1981), Baseballfunktionärin
- William H. Milliken (1897–1969), Politiker
- Albert Schneider (1897–1986), kanadischer Boxer
- Otto Siegel (1897–1962), Szenenbildner

#### 1898
- Sadie Alexander (1898–1989), Wirtschaftswissenschaftlerin und Rechtsanwältin
- Eleanor Boardman (1898–1991), Schauspielerin der Stummfilm- und frühen Tonfilmzeit
- Edwin Horace Bryan junior (1898–1985), Naturforscher
- Leonard Carmichael (1898–1973), Psychologe und Universitätspräsident
- Roy Coffin (1898–1982), Hockeyspieler
- Edward Jennings (1898–1975), Ruderer
- Charles Karle (1898–1946), Ruderer
- Willard Nash (1898–1942), Maler und Grafiker
- Walter C. Reckless (1898–1988), Soziologe und Kriminologe
- Morris Stoloff (1898–1980), Dirigent und Filmkomponist
- Lew Tendler (1898–1970), Boxer im Leichtgewicht

#### 1899
- Gordon Avil (1899–1970), Kameramann[35]
- Vernon Huber (1899–1967), Marineoffizier
- Franklin J. Maloney (1899–1958), Politiker
- Rodman Wanamaker (1899–1976), Polospieler und Polizist

#### 1900

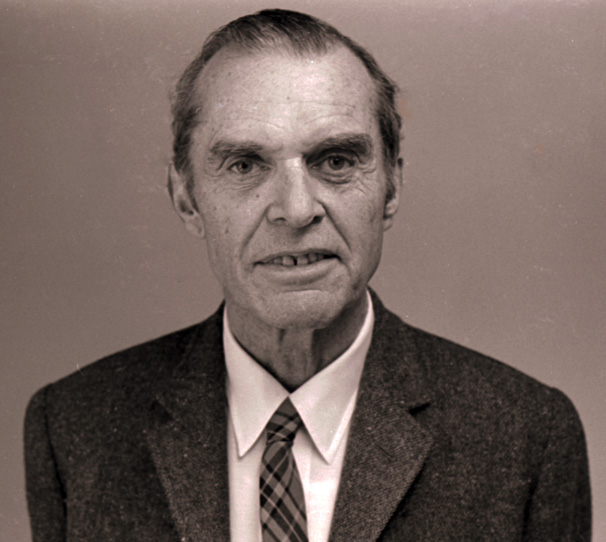
James Bond
(1900–1989)

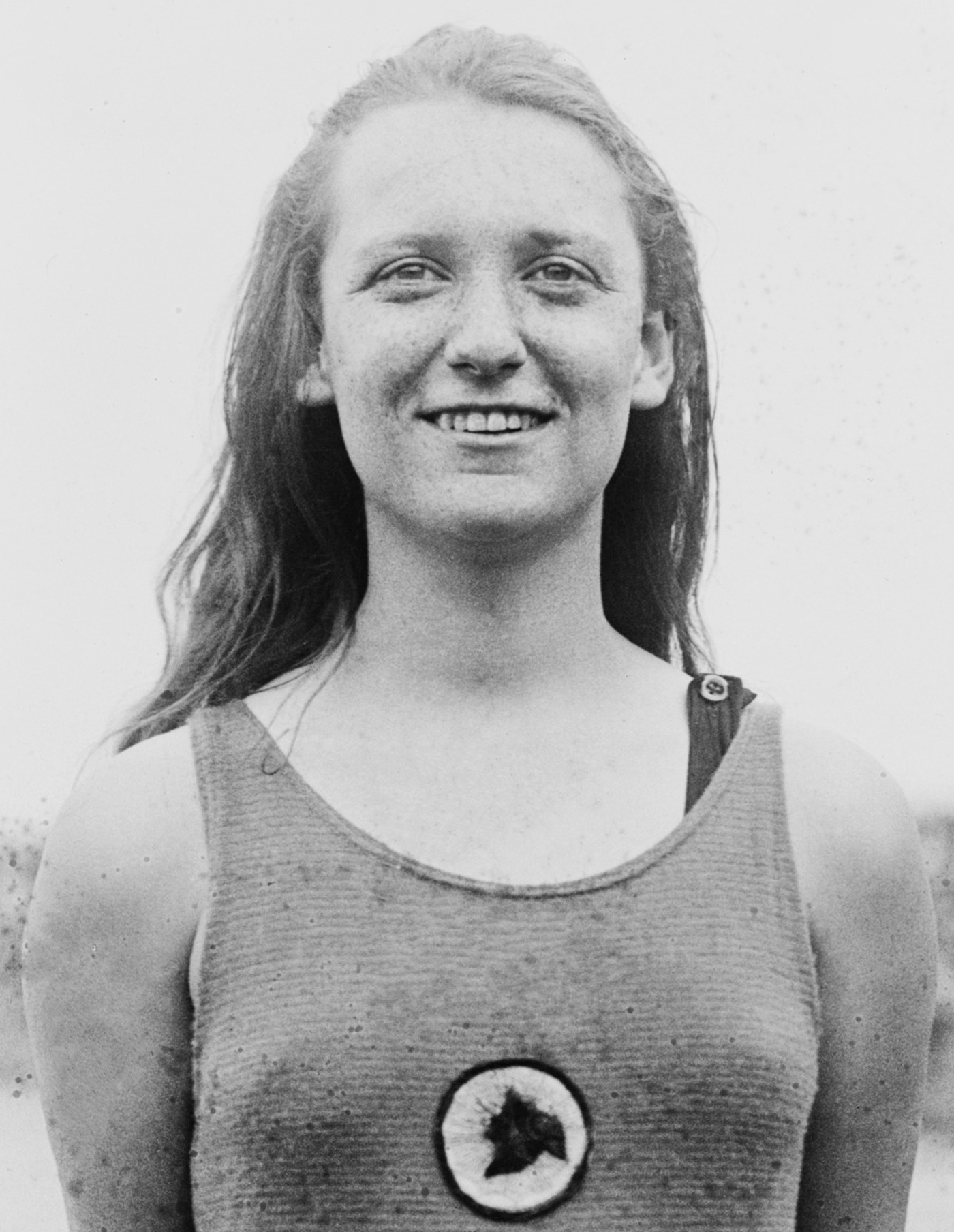
Irene Guest
(1900–1970)

- Herbert Biberman (1900–1971), Drehbuchautor und Filmregisseur
- James Bond (1900–1989), Ornithologe
- Nat Bonx (1900–1950), Songwriter und Liedtexter
- Charlie Gaines (1900–1986), Jazz-Trompeter und Bandleader
- Irene Guest (1900–1970), Schwimmerin[36]
- Jim Hayward (1900–1981), Schauspieler
- John Gerdell Kennedy (1900–1971), Ruderer[37]
- Dorothy Burr Thompson (1900–2001), Altertumswissenschaftlerin und Klassische Archäologin

## 20. Jahrhundert

### 1901–1910

#### 1901–1905

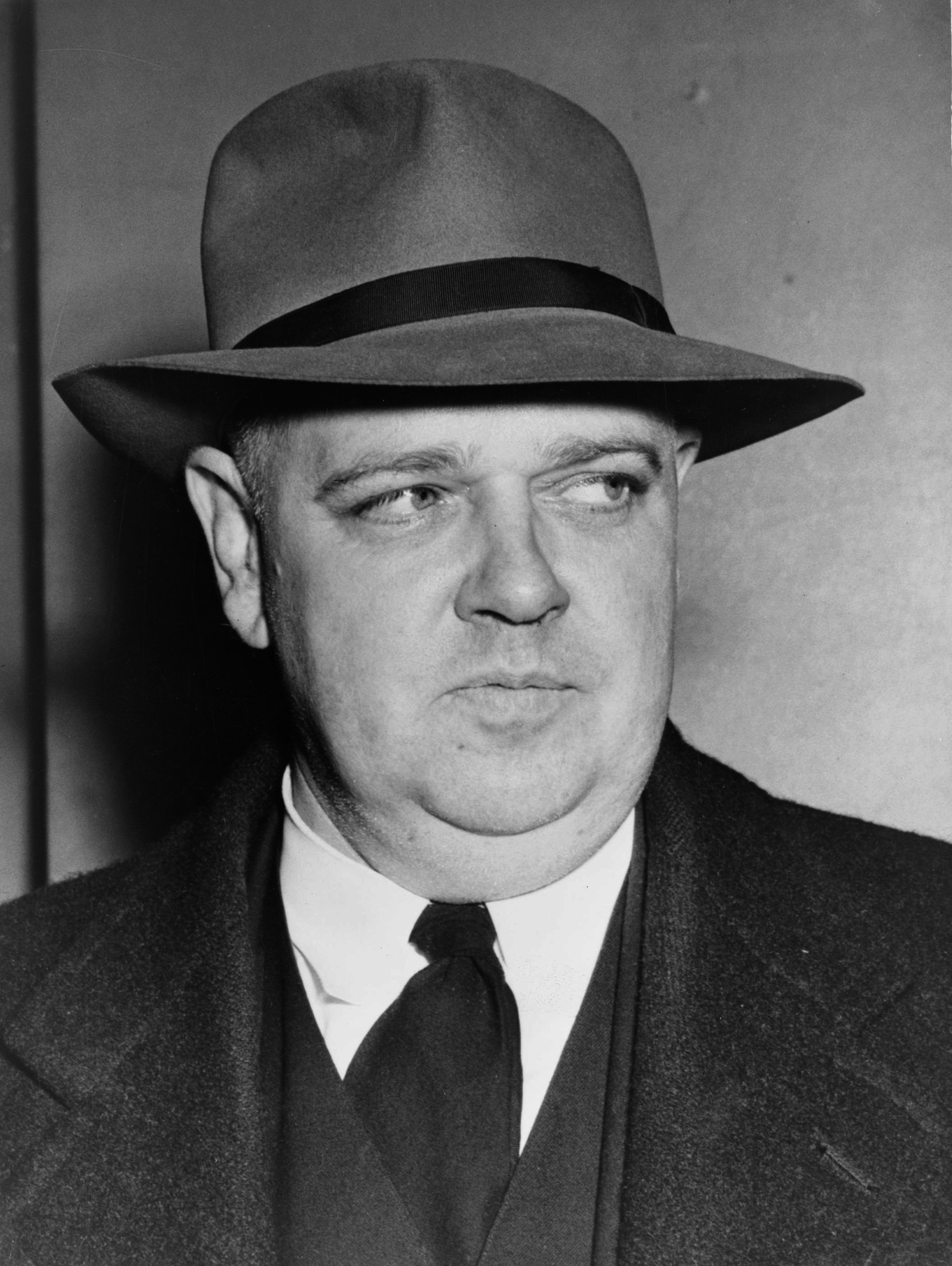
Whittaker Chambers
(1901–1961)

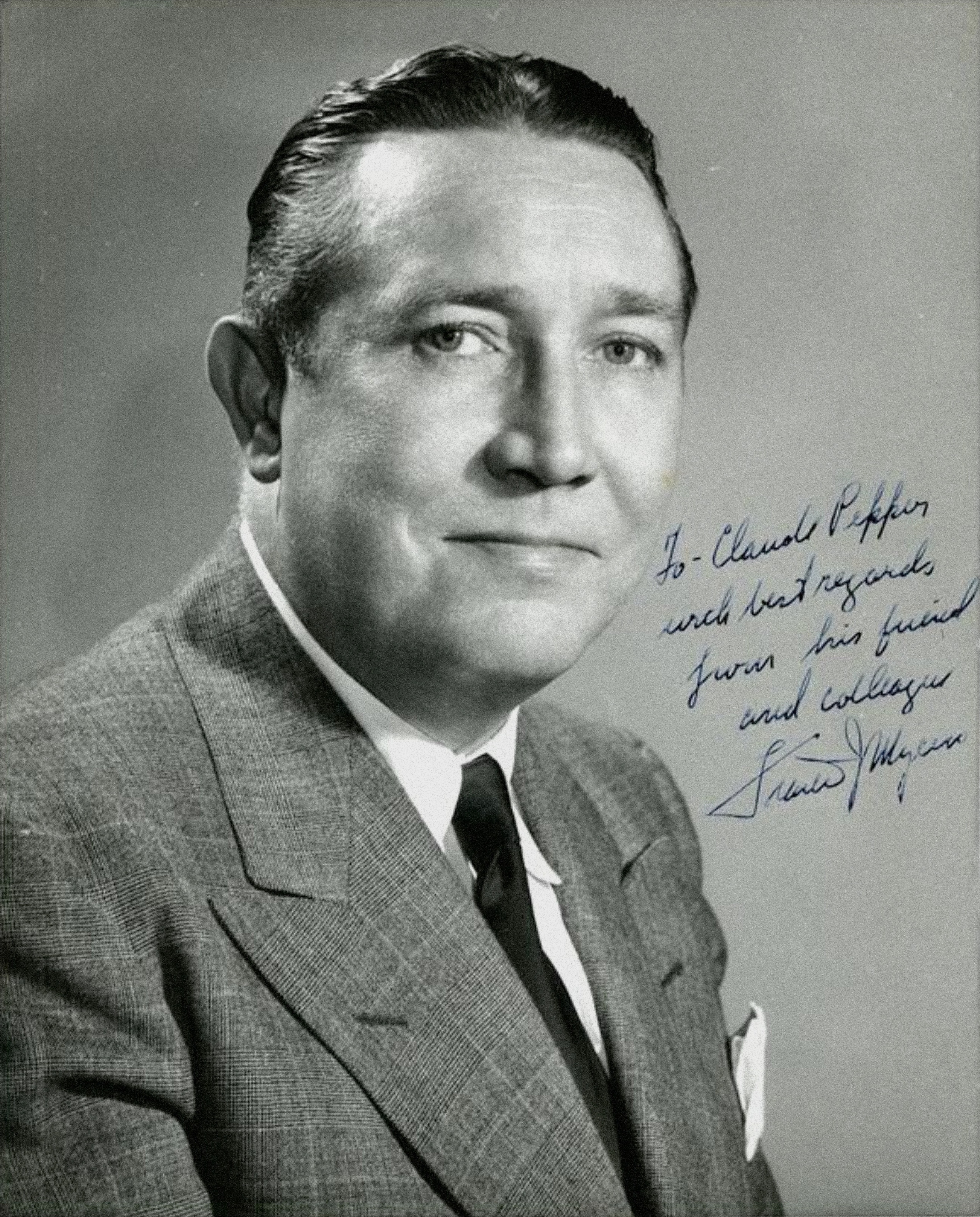
Francis J. Myers
(1901–1956)

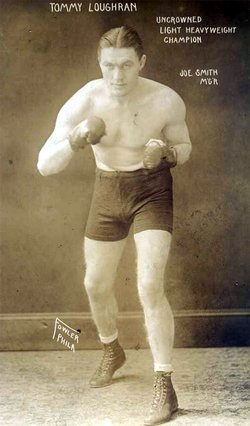
Tommy Loughran
(1902–1982)

- Whittaker Chambers (1901–1961), Schriftsteller und Redakteur
- Joseph S. Clark (1901–1990), Politiker
- Mildred Davis (1901–1969), Schauspielerin
- Alfred Harbage (1901–1976), Anglist und Shakespeare-Forscher
- Francis Edward Hyland (1901–1968), römisch-katholischer Bischof von Atlanta
- John W. Lord (1901–1972), Jurist und Politiker
- Margaret Mead (1901–1978), Anthropologin und Ethnologin
- Edward Mitchell (1901–1970), Ruderer[38]
- Francis J. Myers (1901–1956), Politiker
- John Schmitt (1901–1991), Ruderer[39]
- Buster West (1901–1966), Schauspieler[40][41]
- John T. Edsall (1902–2002), Biochemiker und Molekularbiologe
- Larry Fine (1902–1975), Komiker und Schauspieler
- Eddie Lang (1902–1933), Jazz-Musiker
- Tommy Loughran (1902–1982), Boxer
- Geoffrey Mason (1902–1987), Bobfahrer
- Leon Sacks (1902–1972), Politiker
- Eleanor Uhl (1902–1981), Schwimmerin
- Josselyn Van Tyne (1902–1957), Ornithologe und Museumskurator für Vögel
- Elizabeth Becker-Pinkston (1903–1989), Wasserspringerin und zweifache Olympiasiegerin
- Vittorio Giannini (1903–1966), US-amerikanischer Komponist italienischer Abstammung
- John Heysham Gibbon (1903–1973), Chirurg und Erfinder der Herz-Lungen-Maschine
- William Goetz (1903–1969), Filmproduzent und Kunstsammler
- Merritt Hulburd (1903–1939), Journalist und Filmproduzent
- Jeanette MacDonald (1903–1965), Schauspielerin
- Charles McIlvaine (1903–1975), Ruderer
- Kelly Petillo (1903–1970), Automobilrennfahrer
- Hannah Sylvester (1903–1973), Bluessängerin
- Joe Venuti (1903–1978), Jazzmusiker und Violinist
- Ernest Bayer (1904–1997), Ruderer[42]
- Amos Deacon (1904–1982), Hockeyspieler
- Herbert J. McGlinchey (1904–1992), Politiker
- Al Bates (1905–1999), Weitspringer
- Marc Blitzstein (1905–1964), Komponist
- Edward Colman (1905–1995), Kameramann
- August E. Johansen (1905–1995), Politiker
- Johnny Lange (1905–2006), Filmkomponist
- Catherine Littlefield (1905–1951), Ballerina, Choreografin und Ballettlehrerin
- Paul McDowell (1905–1962), Ruderer[43]
- William Miller (1905–1985), Ruderer
- Jane Winton (1905–1959), Schauspielerin, Tänzerin, Sängerin und Schriftstellerin

#### 1906

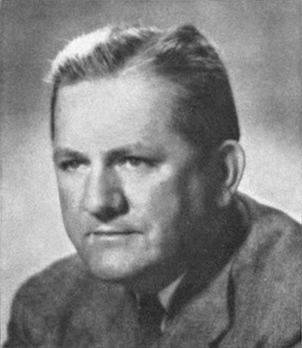
James A. Byrne
(1906–1980)

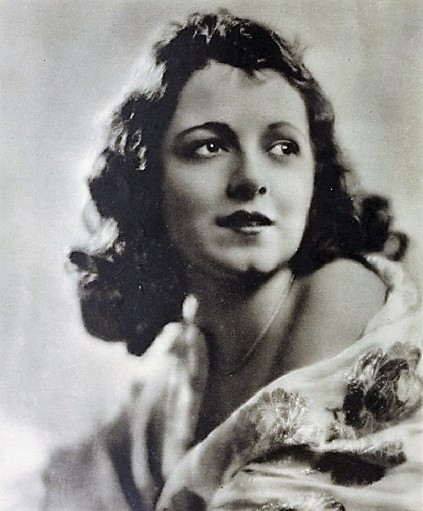
Janet Gaynor
(1906–1984)

- James A. Byrne (1906–1980), Politiker
- Mark Clifton (1906–1963), Science-Fiction-Schriftsteller
- Horace Disston (1906–1982), Ruderer
- Janet Gaynor (1906–1984), Schauspielerin
- George Healis (1906–1990), Ruderer[44]
- Ruth Malcomson (1906–1988), Schönheitskönigin (Miss America 1924)
- Clifford Odets (1906–1963), Drehbuchautor und Schauspieler

#### 1907
- Malcolm Atterbury (1907–1992), Schauspieler
- Dorothy Bar-Adon (1907–1950), israelische Journalistin
- Gladys Bentley (1907–1960), Blues-Sängerin und Entertainerin
- Leonard Carlitz (1907–1999), Mathematiker
- Thomas Carr (1907–1997), Regisseur und Schauspieler[45]
- Earl Chudoff (1907–1993), Politiker
- Paul Douglas (1907–1959), Schauspieler
- Justin B. Herman (1907–1983), Drehbuchautor, Filmregisseur, Filmproduzent und Cartoonist
- Bill Holland (1907–1984), Autorennfahrer
- Joseph Kramm (1907–1992), Dramatiker, Drehbuchautor, Schauspieler und Regisseur
- Horace W. Magoun (1907–1991), Neurowissenschaftler
- Joseph Carroll McCormick (1907–1996), römisch-katholischer Bischof von Altoona-Johnstown und Scranton
- Benny Payne (1907–1986), Jazzmusiker
- Eddie Quillan (1907–1990), Film- und Theaterschauspieler
- Lawrence Frederik Schott (1907–1963), römisch-katholischer Geistlicher, Weihbischof in Harrisburg
- Abraham Sinkov (1907–1998), Mathematiker und Kryptologe
- Rex Stewart (1907–1967), Jazzkornettist
- I. F. Stone (1907–1989), Investigativjournalist
- William M. Weiss (1907–2001), Filmproduzent von Zeichentrickfilmen
- John W. Wells (1907–1994), Paläontologe
- Chappie Willett (1907–1976), Jazzpianist, Komponist und Arrangeur

#### 1908
- Barney Berlinger (1908–2002), Meister im Zehnkampf
- Florence Bayard Bird (1908–1998), kanadische Rundfunksprecherin, Journalistin und Senatorin
- Sydney Boehm (1908–1990), Drehbuchautor und Filmproduzent
- Imogene Coca (1908–2001), Comedy-Schauspielerin
- George T. Faust (1908–1985), Mineraloge
- Robert Foulk (1908–1989), Schauspieler und Charakterdarsteller
- Warren Ingersoll (1908–1995), Hockeyspieler
- Johnny Jadick (1908–1970), Boxer
- Marion Martin (1908–1985), Schauspielerin
- Richard P. Powell (1908–1999), Schriftsteller
- Francis Ryan (1908–1977), Fußballspieler[46]
- Penny Singleton (1908–2003), Filmschauspielerin
- Cyrus H. Gordon (1908–2001), Semitist und Orientalist

#### 1909
- Joe DeRita (1909–1993), Komiker

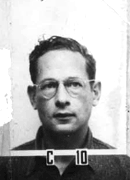
Robert Serber
(1909–1997)

- Roderick Edwards (1909–1987), Konteradmiral der United States Coast Guard
- Paul Nordoff (1909–1977), Komponist und Musiktherapeut
- David Riesman (1909–2002), Soziologe und Erziehungswissenschaftler
- Edwin Rolfe (1909–1954), Dichter
- Robert Serber (1909–1997), Physiker
- Joseph Schauers (1909–1987), Ruderer
- William H. Ziegler (1909–1977), Filmeditor

#### 1910

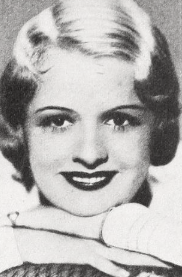
Frances Dade
(1910–1968)

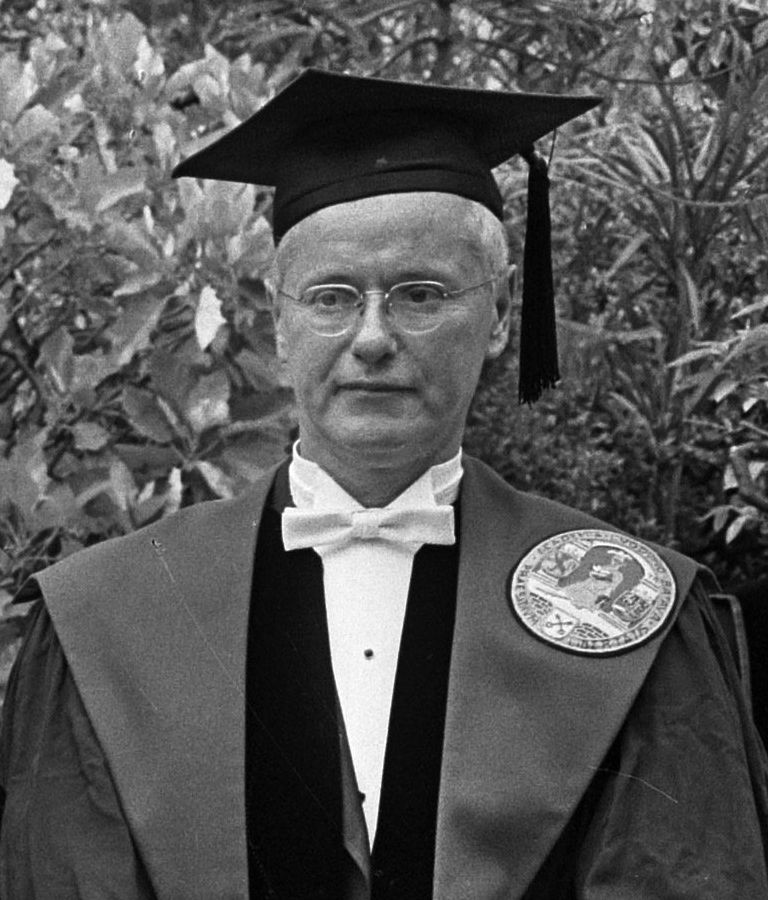
Robert K. Merton
(1910–2003)

- Edmund Bacon (1910–2005), Architekt, Stadtplaner und Autor
- Mae Clarke (1910–1992), Filmschauspielerin
- Frances Dade (1910–1968), Schauspielerin[47]
- William J. Green junior (1910–1963), Politiker
- Albert Harker (1910–2006), Fußballspieler
- Charles Kieffer (1910–1975), Ruderer
- Robert K. Merton (1910–2003), Soziologe
- Herbert Rudley (1910–2006), Schauspieler
- Midget Wolgast (1910–1955), Boxer im Fliegengewicht

### 1911–1920

#### 1911
- Carmen D'Antonio (1911–1986), Tänzerin und Schauspielerin
- Jeanne Behrend (1911–1988), Pianistin
- Charles Coles (1911–1992), Tänzer und Choreograf
- Broderick Crawford (1911–1986), Schauspieler
- Bill Dillard (1911–1995), Jazz-Trompeter
- Skip Etchells (1911–1998), Yachtkonstrukteur, Bootsbauer, Segler
- Harry Gold (1911–1972), Chemielaborant und Spion
- Hugh Marlowe (1911–1982), Schauspieler und Radiomoderator
- Thomas Joseph McDonough (1911–1998), römisch-katholischer Erzbischof von Louisville
- Edward Norris (1911–2002), Filmschauspieler
- Jane Oppenheimer (1911–1996), Embryologin und Wissenschaftshistorikerin
- Francis R. Smith (1911–1982), Politiker
- Silvan Tomkins (1911–1991), Philosoph und Psychologe, Entwickler der Affekttheorie
- Daniel J. Terra (1911–1996), Chemiker, Unternehmer, Kunstsammler und Mäzen

#### 1912
- Eve Arnold (1912–2012), Fotografin
- Rudy Bond (1912–1982), Schauspieler
- Richard Brooks (1912–1992), Drehbuchautor, Regisseur und Filmproduzent
- William T. Cahill (1912–1996), Politiker
- Martin Gabel (1912–1986), Schauspieler, Regisseur und Filmproduzent
- Bertram Myron Gross (1912–1997), Sozialwissenschaftler und Systemtheoretiker
- Henry Jones (1912–1999), Schauspieler
- Carl Lerner (1912–1973), Filmregisseur, Drehbuchautor und Filmeditor
- Arthur Milgram (1912–1961), Mathematiker
- David Raksin (1912–2004), Komponist von Filmmusik
- Francis Schaeffer (1912–1984), protestantischer Theologe
- Edward Francis Joseph Schlotterback (1912–1994), römisch-katholischer Apostolischer Vikar von Keetmanshoop
- Wilson Allen Wallis (1912–1998), Wirtschaftswissenschaftler

#### 1913

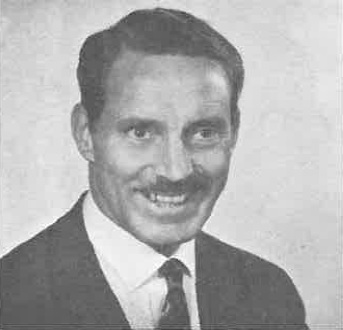
John P. Robertson
(1913–1998)

- Laird Cregar (1913–1944), Filmschauspieler
- C. West Churchman (1913–2004), Philosoph und Systemwissenschaftler
- Sidney Dancoff (1913–1951), theoretischer Physiker
- John Joseph Graham (1913–2000), römisch-katholischer Geistlicher, Weihbischof in Philadelphia
- Richard Helms (1913–2002), Geheimdienstfunktionär
- Walt Kelly (1913–1973), Trickfilm- und Comiczeichner
- Martin Levey (1913–1970), Chemiehistoriker
- Willie Mosconi (1913–1993), Poolbillardspieler
- John P. Robertson (1913–1998), Sprachlehrer, Diplomat und Pionier des Executive Search und Outplacement
- Dennis Sandole (1913–2000), Jazz-Gitarrist und Musikpädagoge

#### 1914
- Alice Arden (1914–2012), Hochspringerin
- Manuel M. Baizer (1914–1988), Chemiker
- Raymond J. Broderick (1914–2000), Jurist und Politiker
- Morton DaCosta (1914–1989), Schauspieler und Theaterregisseur
- Ziggy Elman (1914–1968), Jazztrompeter
- Tom Kelley (1914–1984), Fotograf
- Billy Kyle (1914–1966), Jazz-Pianist des Swing
- William H. Meyer (1914–1983), Politiker
- Howard G. Minsky (1914–2008), Filmproduzent
- William H. Scheide (1914–2014), Musikwissenschaftler und Mäzen
- Walter Seltzer (1914–2011), Filmproduzent und Publizist
- Dorothy Short (1914–1963), Schauspielerin[48][49]
- Nedrick Young (1914–1968), Filmschauspieler und Drehbuchautor

#### 1915

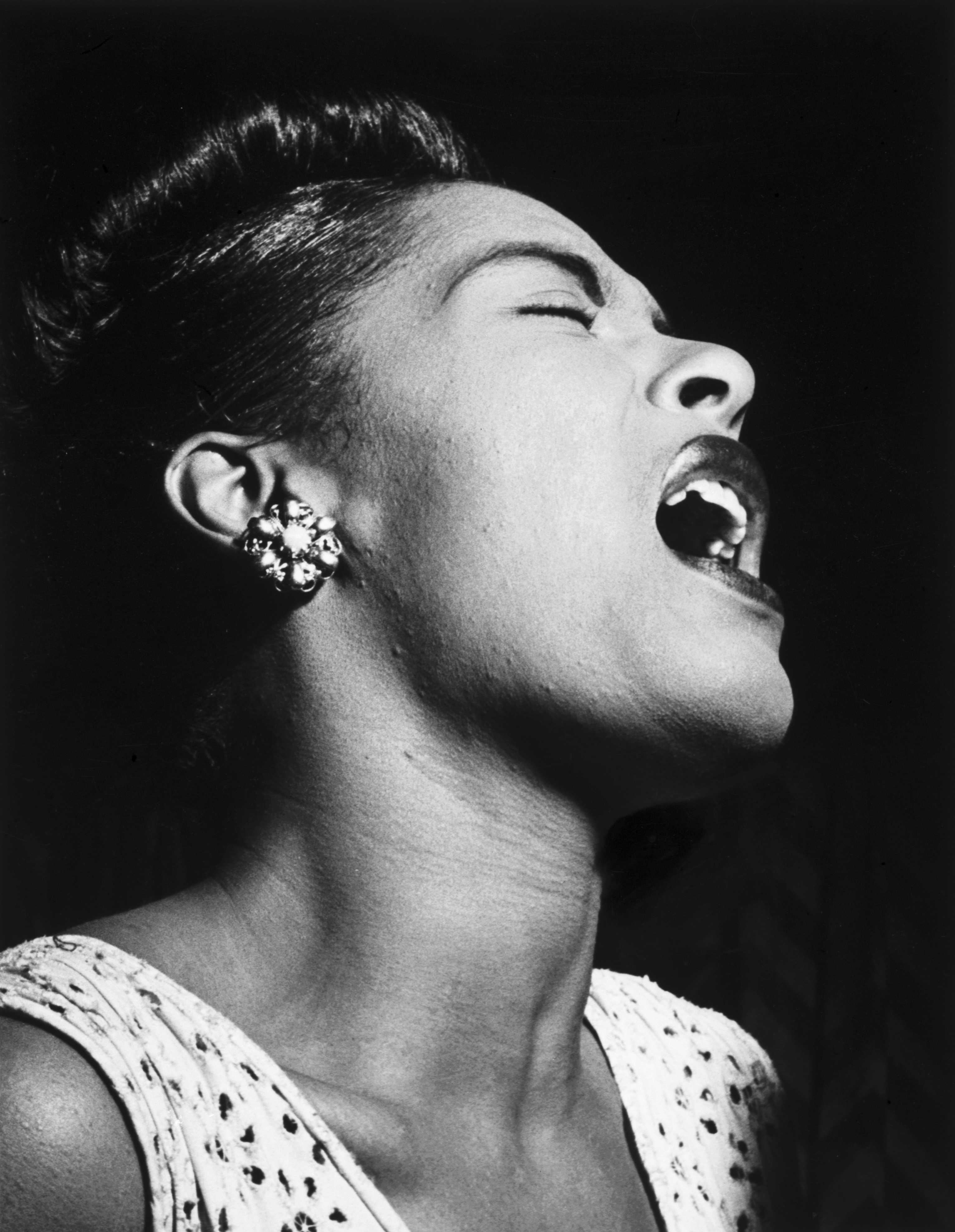
Billie Holiday
(1915–1959)

- Lyle Bettger (1915–2003), Charakter-Schauspieler
- James F. Elliott (1915–1981), Leichtathletiktrainer
- Malcolm Greany (1915–1999), Naturfotograf
- Billie Holiday (1915–1959), Jazzsängerin
- Arnold Jacobs (1915–1998), Musiker
- Seymour S. Kety (1915–2000), Psychiater und Neurowissenschaftler
- Martin Nodell (1915–2006), Comiczeichner
- Vincent Persichetti (1915–1987), Komponist und Professor
- John William Holman Rehn (1915–1983), Entomologe
- Morton Smith (1915–1991), Historiker, Theologe und Hochschullehrer

#### 1916
- Edward S. Aarons (1916–1975), Schriftsteller
- Milton Babbitt (1916–2011), Mathematiker, Musiktheoretiker und Komponist
- Edward Binns (1916–1990), Bühnen-, Film- und Fernsehschauspieler
- Emanuel Cheraskin (1916–2001), Mediziner und Zahnarzt
- Bill Doggett (1916–1996), Musiker
- Louis Faurer (1916–2001), Fotograf
- Sidney Glazier (1916–2002), Manager und Filmproduzent
- Kermit Gordon (1916–1976), Ökonom
- Helene Hanff (1916–1997), Schriftstellerin und Drehbuchautorin
- Bill Harris (1916–1973), Jazz-Posaunist
- Evan C. Horning (1916–1993), Chemiker
- Nathan S. Kline (1916–1983), Psychiater
- Nora Levin (1916–1989), Historikerin
- Robert G. Lewis (1916–2011), Fotograf, Buchautor und Herausgeber
- John Macionis (1916–2012), Schwimmer[50]
- N. Richard Nash (1916–2000), Schriftsteller und Drehbuchautor
- Elizabeth Russell (1916–2002), Schauspielerin und Model
- Charlie Ventura (1916–1992), Jazzmusiker (Tenorsaxophon)
- Johann Wagner (1916–1976), amerikanisch-österreichischer Politiker (ÖVP), Landtagsabgeordneter, Mitglied des Bundesrates

#### 1917
- Johnny Acea (1917–1963), Jazzmusiker
- Robert Aitken (1917–2010), Literaturwissenschaftler, Friedensaktivist und Zen-Lehrer
- Sidney Fernbach (1917–1991), Physiker
- Nathan Gershman (1917–2008), Cellist
- David Goodis (1917–1967), Schriftsteller
- Betty Holberton (1917–2001), Informatikerin
- Gerald Vincent McDevitt (1917–1980), römisch-katholischer Weihbischof in Philadelphia
- James Louis Schad (1917–2002), römisch-katholischer Geistlicher, Weihbischof in Camden
- Oscar Shumsky (1917–2000), Geiger und Musikpädagoge
- Ernest Leo Unterkoefler (1917–1993), römisch-katholischer Geistlicher und Bischof von Charleston

#### 1918

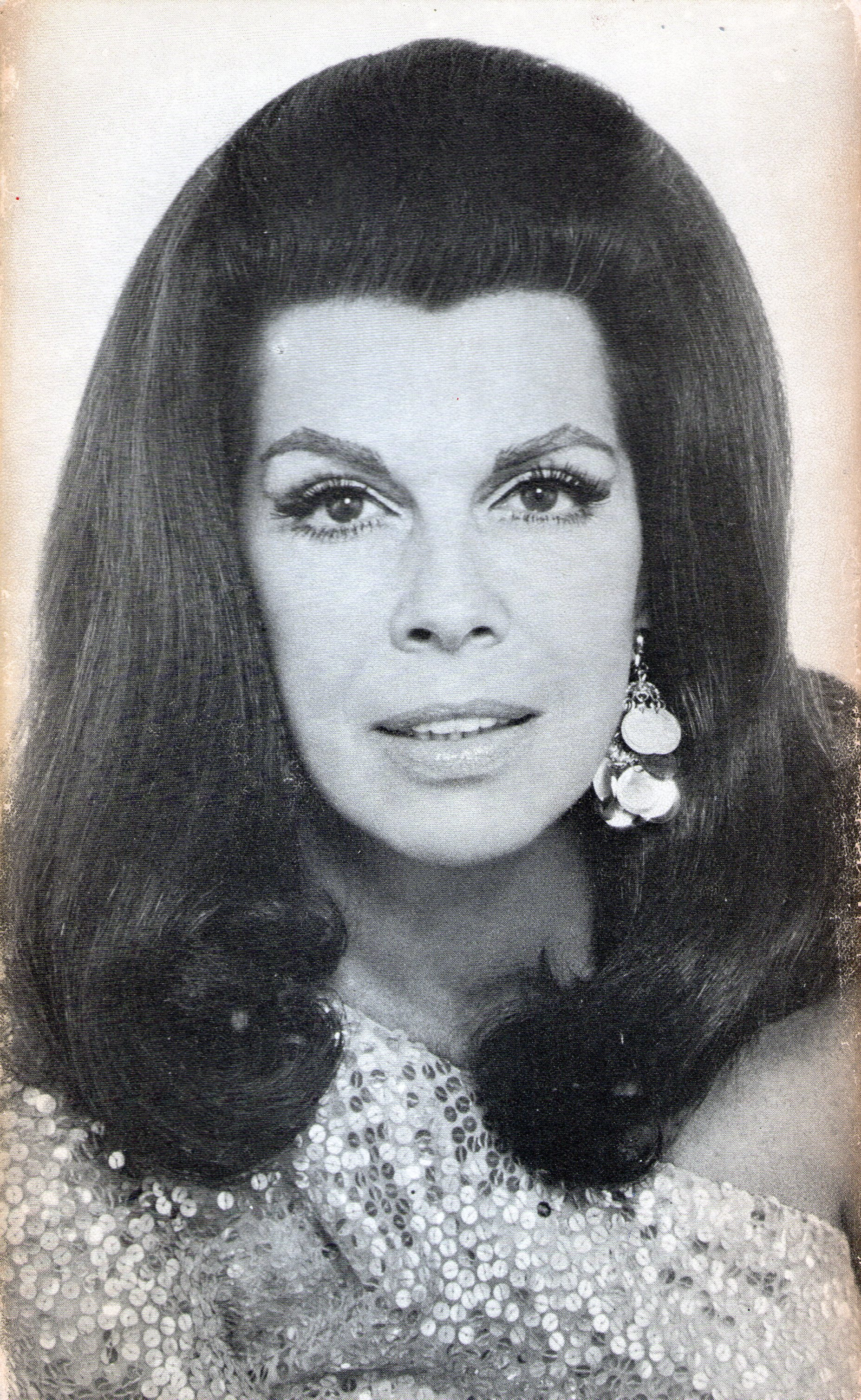
Jacqueline Susann
(1918–1974)

- Joseph Ashbrook (1918–1980), Astronom
- Simon Belasco (1918–1999), Fremdsprachendidaktiker, Romanist und Phonetiker
- Amos E. Joel (1918–2008), Elektroingenieur
- Eugene List (1918–1985), Pianist und Musikpädagoge
- Angelo Musi (1918–2009), Basketballspieler[51]
- Dennis Patrick (1918–2002), Schauspieler
- Tommy Potter (1918–1988), Jazzbassist
- William Craig Smith (1918–1986), Szenenbildner und Artdirector
- Jacqueline Susann (1918–1974), Schauspielerin und Autorin

#### 1919
- Russell Ackoff (1919–2009), Organisationstheoretiker
- Paul Bateman (1919–2012), Mathematiker
- Herbert B. Callen (1919–1993), theoretischer Physiker
- Joe Carroll (1919–1981), Jazzsänger
- Alexander Courage (1919–2008), Komponist von Filmmusik
- John Ebstel (1919–2000), Fotograf
- John Presper Eckert (1919–1995), Computerpionier
- Robert Enders (1919–2007), Filmproduzent, Drehbuchautor und Regisseur
- Murray Grand (1919–2007), Pianist und Songwriter
- Edith Grosz (1919–2011), amerikanisch-niederländische Pianistin
- Theodore E. Harris (1919–2005), Mathematiker
- Walter Isard (1919–2010), emeritierter Professor für Ökonomie und Regionalwissenschaften
- Calvin Jackson (1919–1985), Jazzpianist und Filmkomponist
- Stan Javie (1919–2002), NFL-Schiedsrichter
- Sol Kaplan (1919–1990), Pianist, Dirigent und Filmkomponist
- Ralph Levy (1919–2001), Filmregisseur und Fernsehproduzent
- Martin Nicholas Lohmuller (1919–2017), römisch-katholischer Weihbischof in Philadelphia
- Leroy Lovett (1919–2013), Jazzpianist und Arrangeur
- Joe Masteroff (1919–2018), Dramatiker (Cabaret)
- Mary Ann McCall (1919–1994), Jazzsängerin
- Jimmy Nelson (1919–2007), Bluessänger und Komponist
- Richard E. Neustadt (1919–2003), Politikwissenschaftler und Präsidentenberater
- Frank Piasecki (1919–2008), Ingenieur (Hubschrauber-Entwicklung)
- Jean Vander Pyl (1919–1999), Schauspielerin[52]
- George W. Sarbacher (1919–1973), Politiker
- Phil Stern (1919–2014), Fotograf

#### 1920

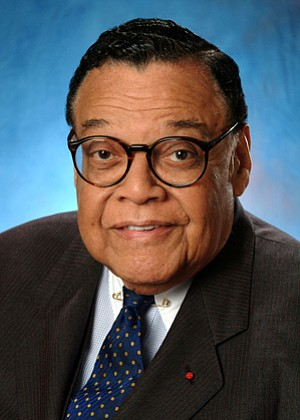
William Thaddeus Coleman
(1920–2017)

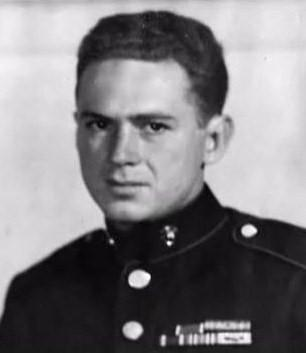
Robert Leckie
(1920–2001)

- Billy Beck (1920–2011), Clown und Schauspieler
- Charles Hutchison Clark (1920–2009), Autor und Management-Theoretiker
- William Thaddeus Coleman (1920–2017), republikanischer Politiker, Rechtsanwalt und Wirtschaftsmanager
- Stanley Corrsin (1920–1986), Ingenieur
- Joseph Fitzmyer (1920–2016), Jesuit, Bibelwissenschaftler
- Carl Kaysen (1920–2010), Wirtschaftswissenschaftler, Autor und Regierungsberater
- John LaPorta (1920–2004), Jazzklarinettist
- Robert Leckie (1920–2001), Soldat, Journalist und Autor
- Irving L. Lichtenstein (1920–2000), Chirurg und Pionier der Hernienchirurgie
- Lester Luborsky (1920–2009), Psychotherapieforscher
- Walter B. Miller (1920–2004), Ethnologe, Soziologe und Kriminologe
- John Joseph O’Connor (1920–2000), römisch-katholischer Kardinal, Erzbischof von New York (1984–2000)
- Charlie Rice (1920–2018), Jazz-Schlagzeuger
- Frank Rizzo (1920–1991), Polizeichef und Bürgermeister Philadelphias
- Clara Schroth-Lomady (1920–2014), Turnerin[53]
- Frank Sheeran (1920–2003), Mafiosi und Auftragsmörder der Cosa Nostra
- Joseph Francis Smith (1920–1999), Politiker

### 1921–1930

#### 1921

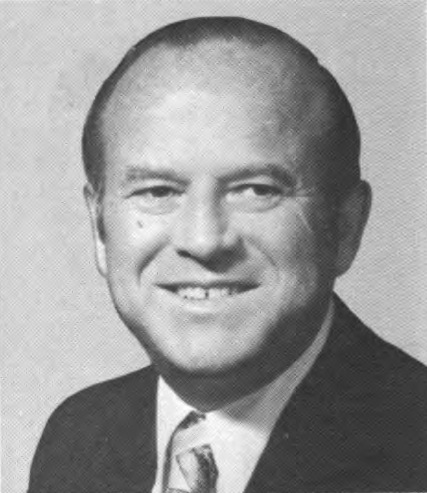
Joshua Eilberg
(1921–2004)

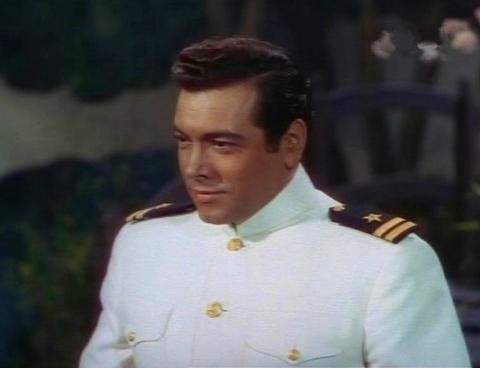
Mario Lanza
(1921–1959)

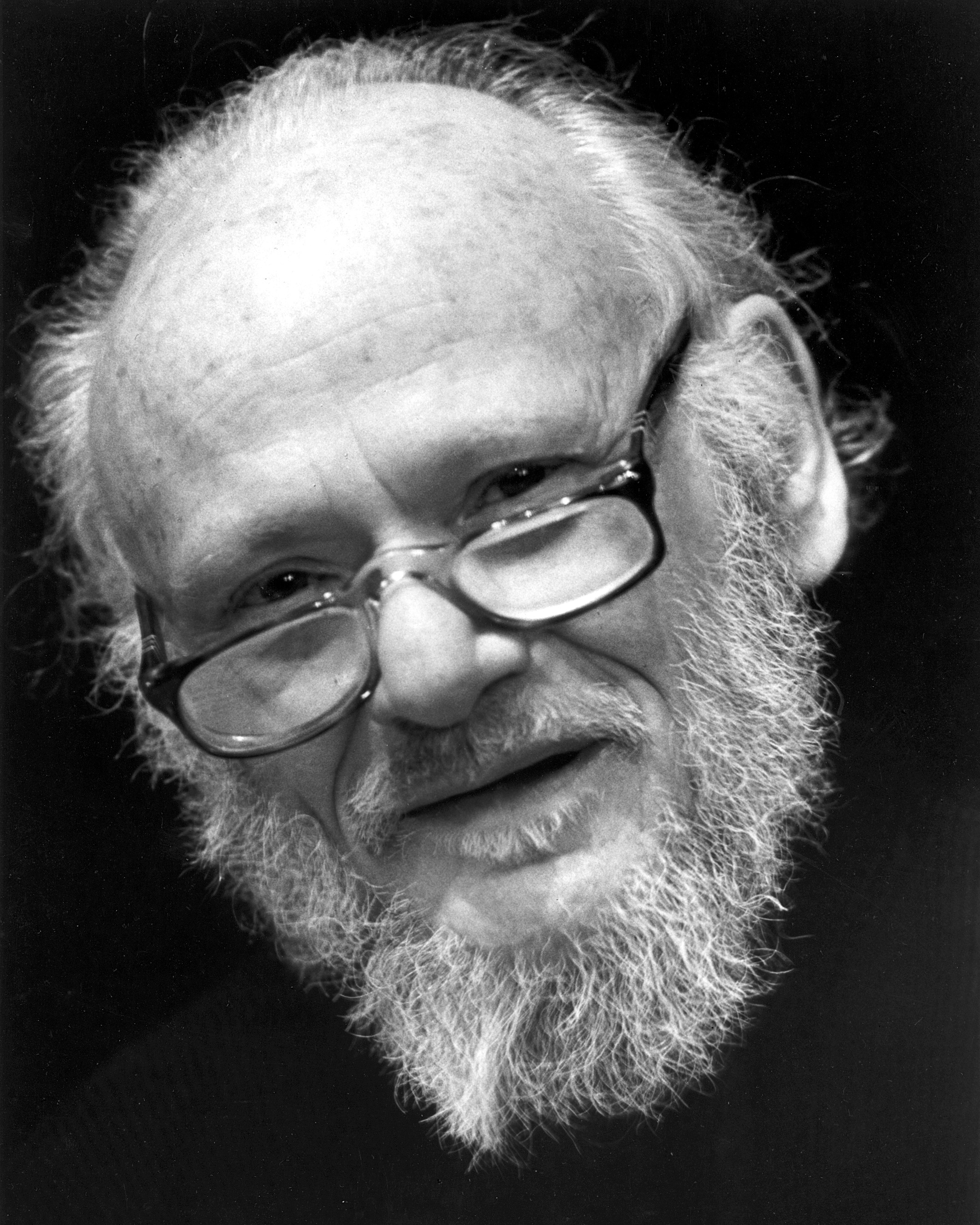
Ralph Shapey
(1921–2002)

- Roy Campanella (1921–1993), Baseballspieler[54]
- Warren Covington (1921–1999), Posaunist, Arrangeur und Bandleader
- Richard Deacon (1921–1984), Schauspieler
- Angelo Mario DiGeorge (1921–2009), Arzt (Di-George-Syndrom)
- Angelo Dundee (1921–2012), Boxtrainer
- Joshua Eilberg (1921–2004), Politiker
- Douglas Hemphill Elliott (1921–1960), Politiker
- Charles A. Ferguson (1921–1998), Linguist
- Roberta Jonay (1921–1976), Schauspielerin[55][56]
- Morton A. Kaplan (1921–2017), Politikwissenschaftler und Hochschullehrer
- Frank Kilroy (1921–2007), American-Football-Spieler, -Trainer und -Funktionär
- Red Klotz (1921–2014), Basketballspieler[57]
- Mario Lanza (1921–1959), italo-US-amerikanischer Tenor und Schauspieler
- Jim McKay (1921–2008), Sportreporter und Fernsehmoderator
- Robert Perloff (1921–2013), Psychologe, Professor für Psychologie
- Charles W. Sandman (1921–1985), Politiker
- Ralph Shapey (1921–2002), Dirigent und Komponist
- Paul Smith (1921–2007), Künstler
- Louis Sokoloff (1921–2015), Neurowissenschaftler
- Sydney Walker (1921–1994), Schauspieler

#### 1922
- M. Robert Aaron (1922–2007), Elektroingenieur
- Beryl Booker (1922–1978), Jazzpianistin und Komponistin
- E. Richard Cohen (1922–2012), Physiker
- Louis Anthony DeSimone (1922–2018), römisch-katholischer Weihbischof in Philadelphia
- John Ernest (1922–1994), Maler, Grafiker und Reliefkünstler
- Bob Grossman (1922–2002), Autorennfahrer
- Grayson Hall (1922–1985), Schauspielerin
- Kitty Kallen (1922–2016), Popsängerin
- Nicholas Katzenbach (1922–2012), Politiker
- Bil Keane (1922–2011), Cartoonist
- Jack Klugman (1922–2012), Film- und Fernsehschauspieler
- Richard Lashof (1922–2010), Mathematiker
- Seymour Michael Miller (1922–2021), Soziologe
- Arthur Penn (1922–2010), Regisseur (New Hollywood)
- Sarai Sherman (1922–2013), Malerin und Bildhauerin
- Frances Spence (1922–2012), Programmiererin des ENIAC
- Richard Stankiewicz (1922–1983), Bildhauer
- Lou Stein (1922–2002), Jazzpianist und Studiomusiker
- Joseph Stefano (1922–2006), Drehbuchautor
- Walt Stickel (1922–1987), Footballspieler
- Nancy Walker (1922–1992), Schauspielerin
- Paul Wendkos (1922–2009), Regisseur

#### 1923
- Roscoe O. Brady (1923–2016), Biochemiker und Genetiker
- David Bushnell (1923–2010), Historiker
- John P. Connell (1923–2015), Schauspieler
- Henry George Fischer (1923–2006), Ägyptologe
- Bob Grossman (1923–2002), Autorennfahrer
- William Guarnere (1923–2014), Weltkriegsveteran
- Frank Guarrera (1923–2007), Opernsänger (Bariton)
- Julius Harris (1923–2004), Schauspieler
- Philly Joe Jones (1923–1985), Jazz-Schlagzeuger
- Irvin Kershner (1923–2010), Filmregisseur
- Herman Lukoff (1923–1979), Computer-Pionier
- Richard Wall Lyman (1923–2012), Historiker, Präsident der Stanford-Universität
- Abby Mann (1923–2008), Drehbuchautor, Filmproduzent und Regisseur
- John Baptist Minder (1923–2009), römisch-katholischer Bischof von Keimoes
- Robert Perew (1923–1999), Ruderer[58]
- Sheldon Reynolds (1923–2003), Fernsehproduzent, Filmregisseur und Drehbuchautor
- Vic Seixas (1923–2024), Tennisspieler
- David Soyer (1923–2010), Cellist und Musikpädagoge
- David Bernard Thompson (1923–2013), römisch-katholischer Theologe, Bischof von Charleston

#### 1924

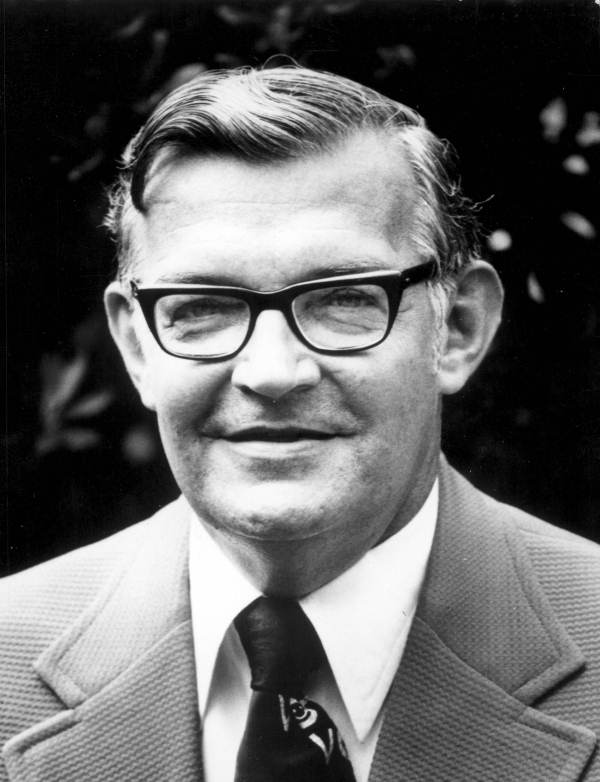
Tom Lewis
(1924–2003)

- Marvin H. Albert (1924–1996), Autor
- Lloyd Alexander (1924–2007), Fantasy-Schriftsteller
- Val Avery (1924–2009), Schauspieler
- John W. Backus (1924–2007), Pionier der Informatik
- Marian Barone (1924–1996), Gerätturnerin[59]
- Arthur Boucot (1924–2017), Paläontologe
- Norman Fell (1924–1998), Schauspieler
- James Galanos (1924–2016), Modedesigner und Maler
- Gogi Grant (1924–2016), Sängerin
- George Guida (1924–2015), Sprinter
- Tom Lewis (1924–2003), Politiker
- Perry Lopez (* 1924), Jazz-Gitarrist
- Sidney Lumet (1924–2011), Filmregisseur
- Robert Parris (1924–1999), Komponist und Musikpädagoge
- James N. Rosenau (1924–2011), Politologe
- Roderick T. Ryan (1924–2007), Kameramann und Ingenieur
- Clara Ward (1924–1973), Gospel-Sängerin, Komponistin und Arrangeurin
- Jerry Yulsman (1924–1999), Fotograf und Schriftsteller

#### 1925

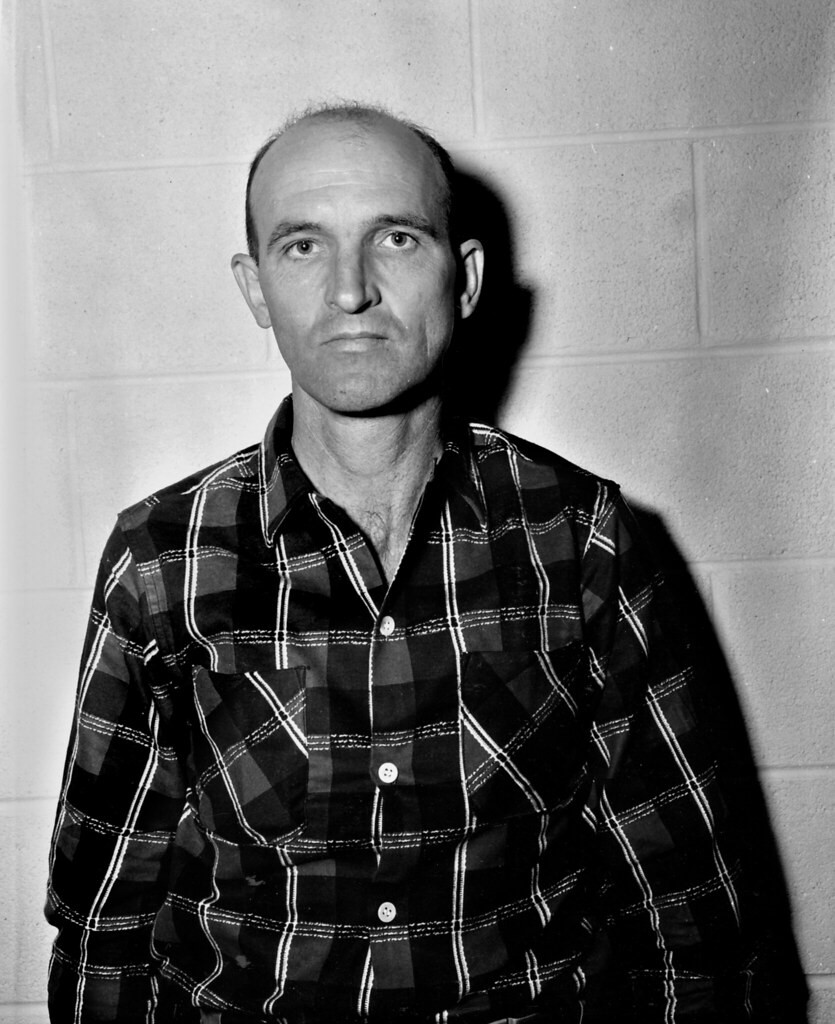
Edgar Ray Killen
(1925–2018)

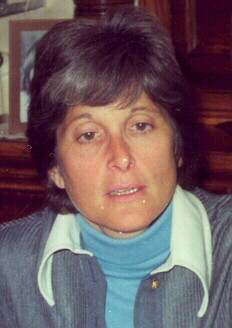
Maxine Kumin
(1925–2014)

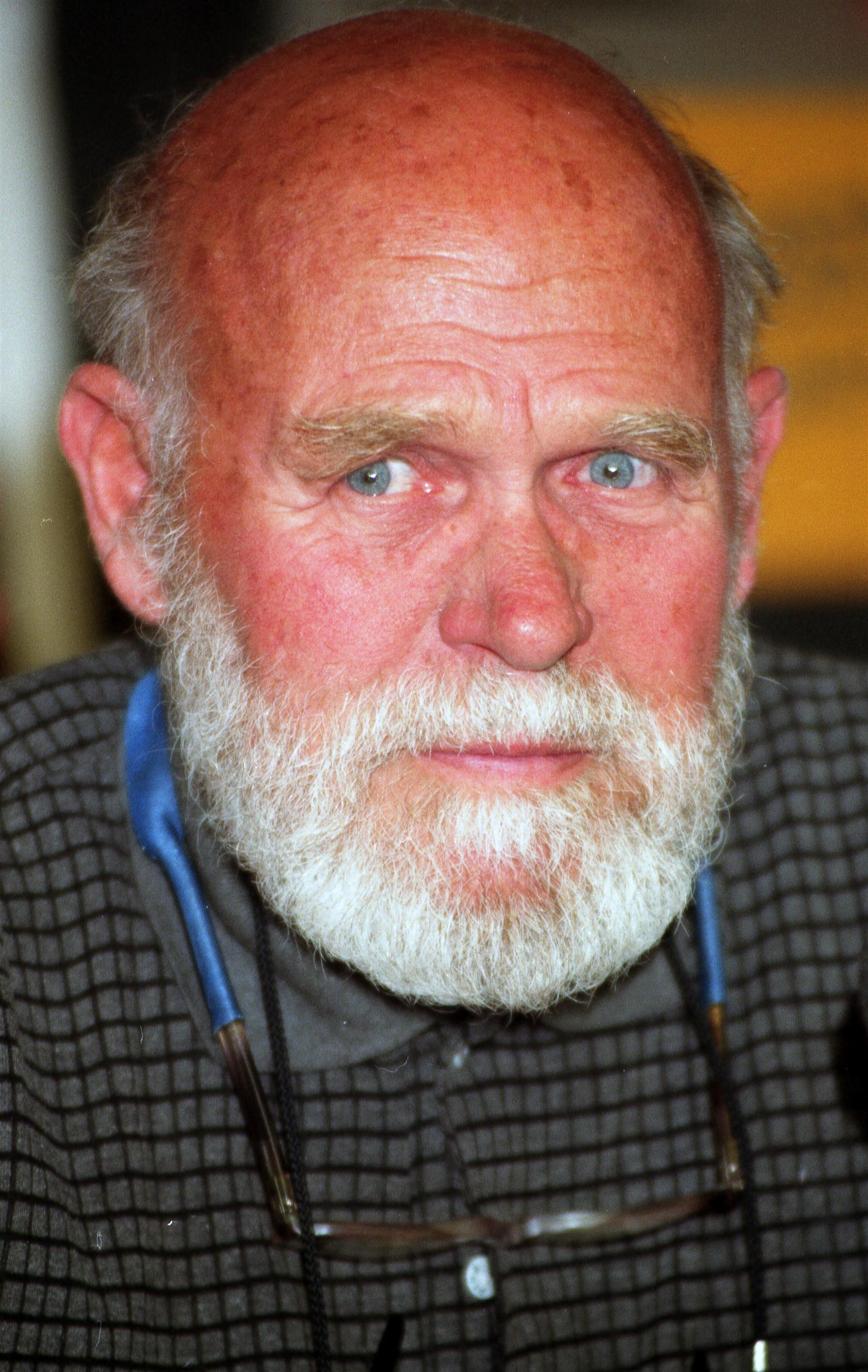
William Wharton
(1925–2008)

- Art McNally (1925–2023), US-amerikanischer Funktionär und Schiedsrichter im American Football
- Goler Teal Butcher (1925–1993), Juristin im Bereich des internationalen Rechts
- Billy Butler (1925–1991), Gitarrist
- Bill Carney (1925–2017), Jazzmusiker
- Margaret Oakley Dayhoff (1925–1983), Biochemikerin
- Cyrus Derman (1925–2011), Mathematiker
- Anthony Eisley (1925–2003), Schauspieler
- Alvan R. Feinstein (1925–2001), Mediziner
- Roger Gimbel (1925–2011), Fernsehproduzent
- Tom Kelleher (1925–2011), Schiedsrichter im American Football
- N. Paul Kenworthy (1925–2010), Kameramann und Erfinder
- Edgar Ray Killen (1925–2018), Verbrecher, Mitglied im Ku-Klux-Klan
- Maxine Kumin (1925–2014), Dichterin und Schriftstellerin
- Elliot Lawrence (1925–2021), Jazzpianist, Komponist und Dirigent von Film- und Schauspielmusiken
- Bill Mackrides (1925–2019), American-Football-Spieler[60]
- Eleanor Emlen Myers (1925–1996), Fotografin
- Jack Ramsay (1925–2014), Basketballtrainer und Sportkommentator
- Arnold Schulman (1925–2023), Dramatiker, Drehbuchautor, Filmproduzent, Songwriter und Schriftsteller
- Nick Travis (1925–1964), Jazzmusiker
- Robert Venturi (1925–2018), Architekt
- George Wetherill (1925–2006), Geophysiker und Astronom
- William Wharton (1925–2008), Schriftsteller

#### 1926
- Lou Bennett (1926–1997), Hammond-Orgel-Spieler
- Charles Biddle (1926–2003), Jazz-Bassist und -Impresario
- Willie Dennis (1926–1965), Jazz-Posaunist
- Joshua Fishman (1926–2015), Linguist
- Sonia Gechtoff (1926–2018), Malerin und Hochschullehrerin
- Buddy Greco (1926–2017), Sänger und Pianist
- Bob Haney (1926–2004), Comicautor
- Jimmy Heath (1926–2020), Jazzmusiker
- Stan Levey (1926–2005), Jazzdrummer
- Jimmy Rowser (1926–2004), Jazzbassist
- Francis Schulte (1926–2016), römisch-katholischer Erzbischof von New Orleans
- Joe Segal (1926–2020), Jazz-Veranstalter
- Berl Senofsky (1926–2002), klassischer Geiger und Geigenlehrer
- David Tudor (1926–1996), Pianist und einer der Pioniere für elektronische und experimentelle Musik im 20. Jahrhundert
- Joseph Verdeur (1926–1991), Schwimmer

#### 1927

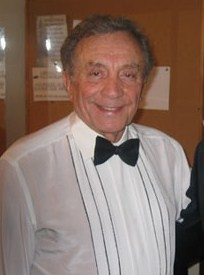
Al Martino
(1927–2009)

- Ernie Andrews (1927–2022), Blues- und Jazzsänger
- George Avery (1927–2004), Germanist
- Bill Barron (1927–1989), Jazz-Saxophonist
- Dan Bucceroni (1927–2008), Boxer
- Samuel Cummings (1927–1998), britischer Waffenhändler
- Stan Getz (1927–1991), Tenorsaxophonist
- Charles Katz (1927–1974), Mathematiker und Informatiker
- John B. Kelly junior (1927–1985), Ruderer, Unternehmer und Sportfunktionär
- Murray Lerner (1927–2017), Dokumentarfilmregisseur, -produzent und -drehbuchautor
- Peggy K. Liss (1927–2023), Historikerin und Hispanistin
- Al Martino (1927–2009), Sänger
- Thomas C. McGrath (1927–1994), Politiker
- Peter Mark Richman (1927–2021), Schauspieler
- Red Rodney (1927–1994), Jazztrompeter
- Joseph Roman (1927–2018), Schauspieler
- Alvin Sargent (1927–2019), Drehbuchautor
- Thornell Schwartz (1927–1977), Jazzgitarrist
- Donald E. Stokes (1927–1997), Politologe und Wahlforscher
- C. Delores Tucker (1927–2005), Politikerin und Bürgerrechtlerin
- Specs Wright (1927–1963), Jazzschlagzeuger

#### 1928

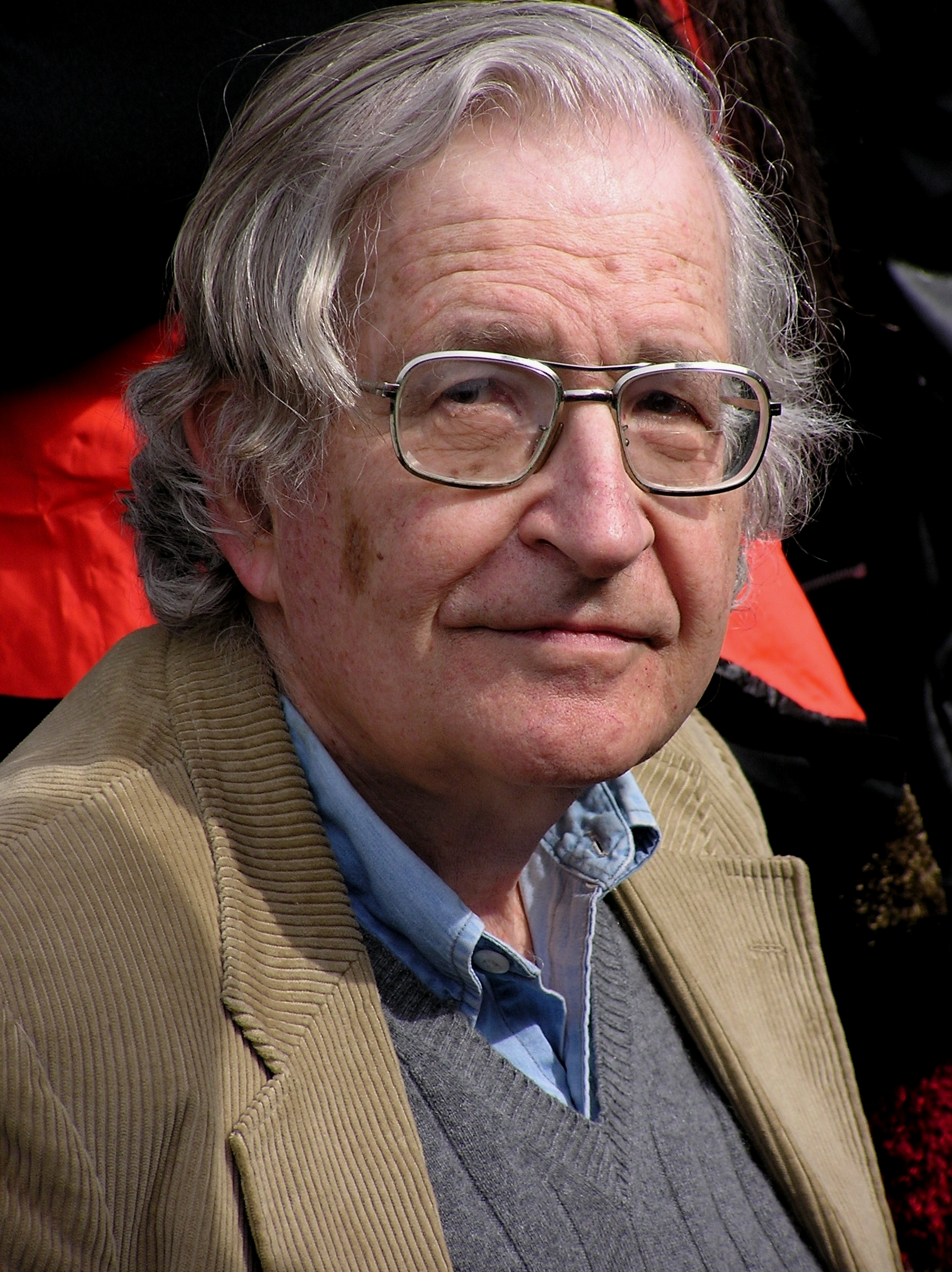
Noam Chomsky
(* 1928)

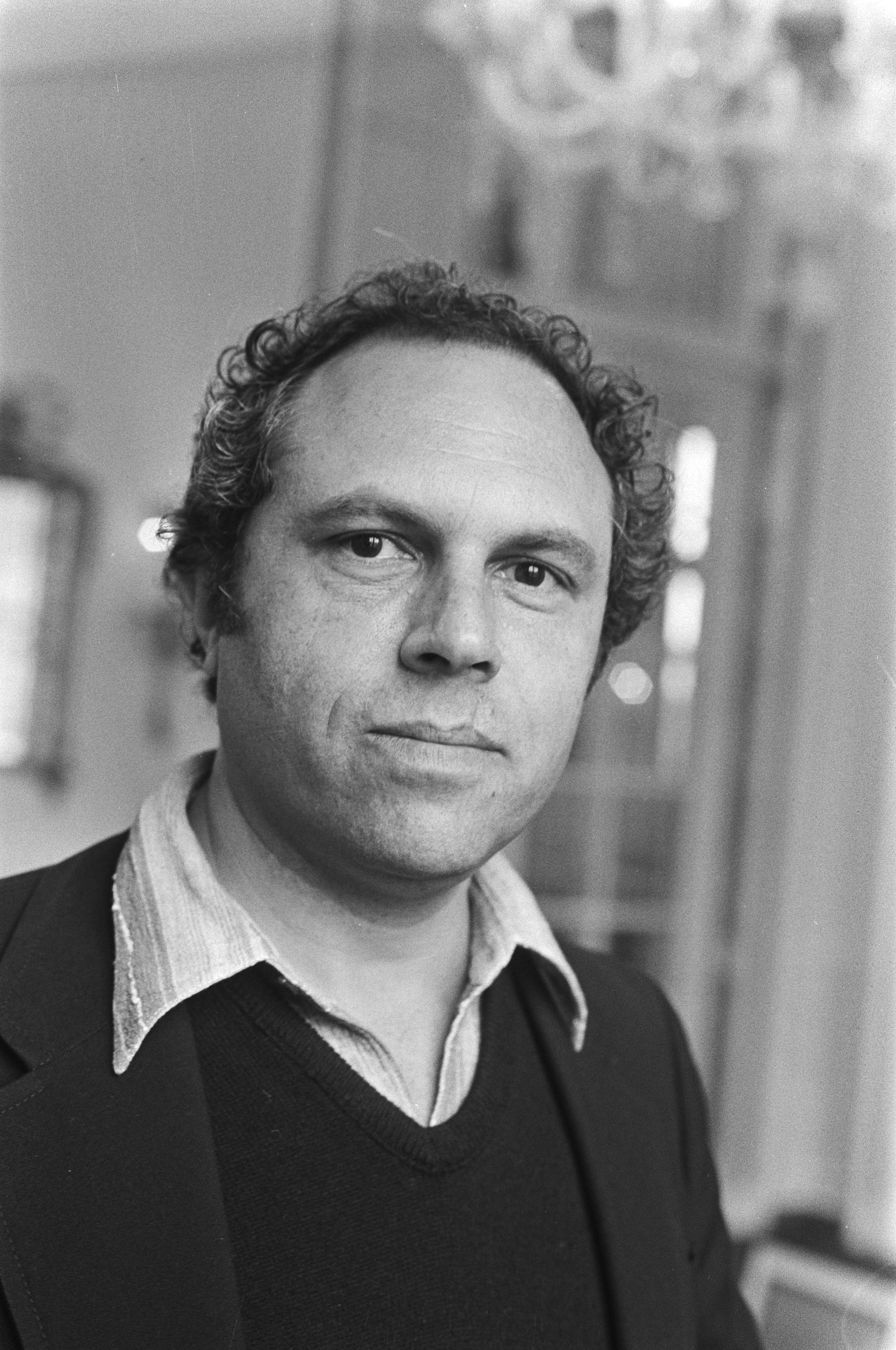
Jacob Druckman
(1928–1996)

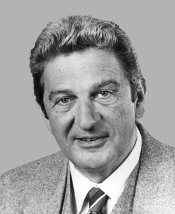
Thomas M. Foglietta
(1928–2004)

- Paul Arizin (1928–2006), Basketballspieler
- Dave Black (1928–2006), Schlagzeuger des Swing und des Dixieland-Jazz
- Anshel Brusilow (1928–2018), Dirigent und Violinist
- Noam Chomsky (* 1928), Sprachwissenschaftler
- Jacob Druckman (1928–1996), Komponist und Musikpädagoge
- Eddie Fisher (1928–2010), Sänger und Entertainer
- Thomas M. Foglietta (1928–2004), Politiker und Diplomat
- Herman Foster (1928–1999), Jazzmusiker und Komponist
- William H. Ginn (1928–2010), Generalleutnant der United States Air Force
- Moshe Greenberg (1928–2010), US-amerikanisch-israelischer jüdischer Religionswissenschaftler, Judaistiker, Autor und Hochschullehrer
- Leonard Hayflick (1928–2024), Gerontologe
- Emmaline Henry (1928–1979), Schauspielerin
- Harold Johnson (1928–2015), Boxer
- Sidney Kimmel (* 1928), Filmproduzent, Unternehmer und Philanthrop
- Robert Kraichnan (1928–2008), Physiker
- Cal Massey (1928–1972), Jazzmusiker (Trompete, Keyboard)
- Daniel J. McCarty (* 1928), Mediziner
- Peter C. Nowell (1928–2016), Pathologe und Krebsforscher
- Vera Rubin (1928–2016), Astronomin
- Joe Scarpa (1928–2012), Wrestler
- Herbert J. Siegel (1928–2023), Investor
- Mary Simmons (* 1928), kanadische Sängerin
- Eugene Bertram Skolnikoff (* 1928), Elektroingenieur, Politikwissenschaftler und Hochschullehrer
- Alexander Weyand (1928–2011), Generalleutnant der United States Army
- Lem Winchester (1928–1961), Jazz-Vibraphonist und Komponist

#### 1929

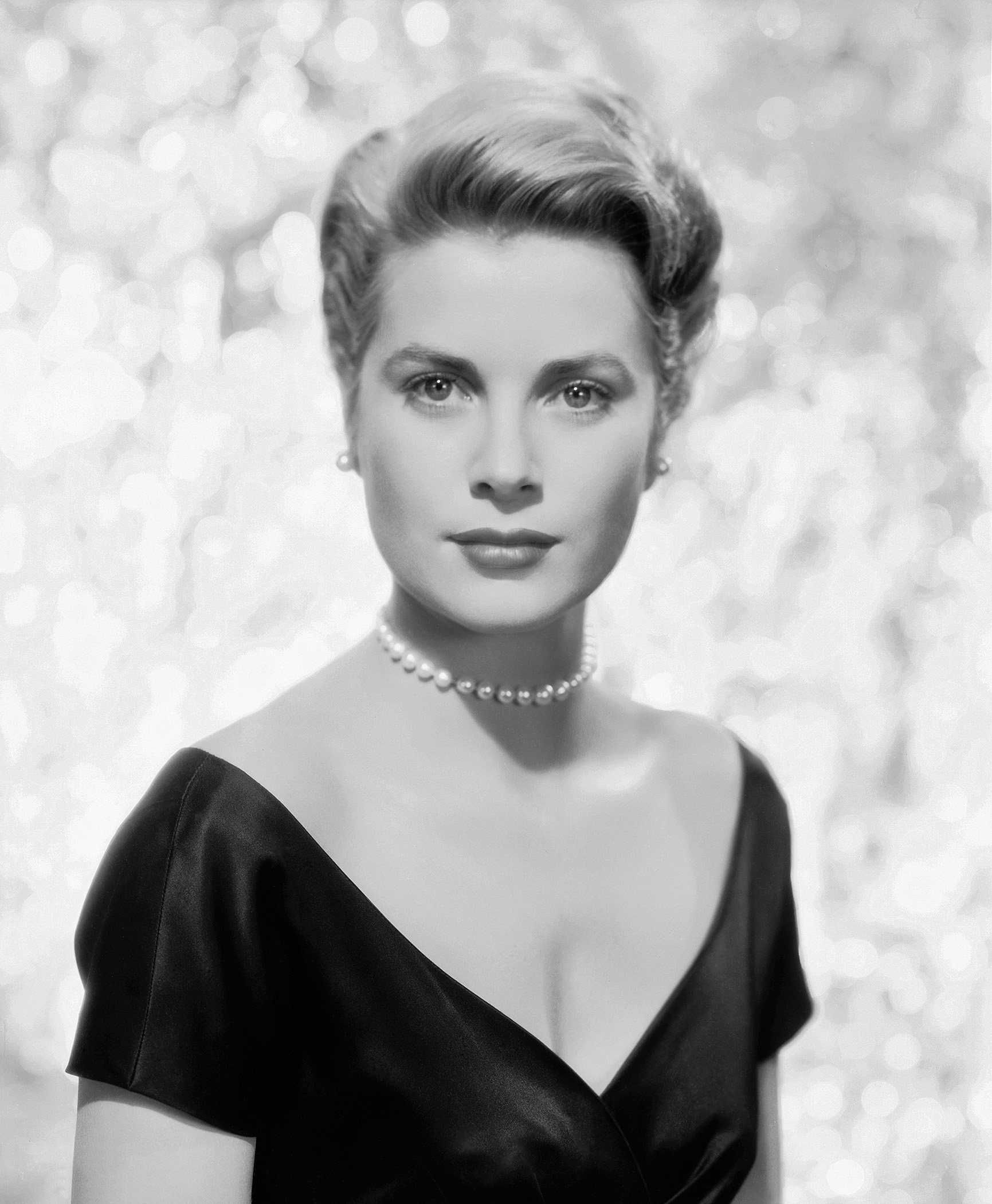
Grace Kelly
(1929–1982)

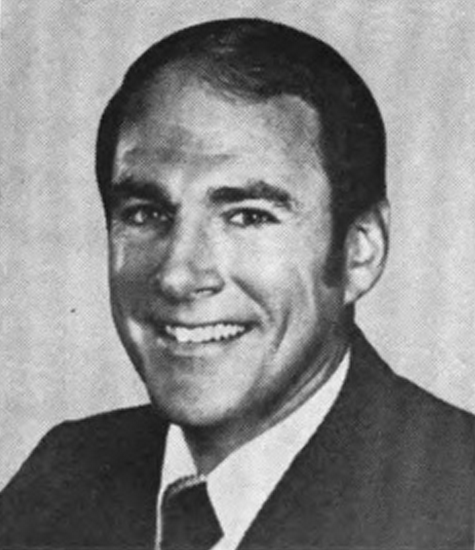
Richard T. Schulze
(* 1929)

- Chuck Barris (1929–2017), Produzent, Moderator und Songwriter
- Amar G. Bose (1929–2013), Elektroingenieur
- Steve Davis (1929–1987), Jazzmusiker
- Benny Golson (1929–2024), Tenorsaxophonist, Komponist und Arrangeur des Hardbop
- Robert Gover (1929–2015), Journalist und Autor
- Shafi Hadi (* 1929), Jazzsaxophonist
- Grace Kelly (1929–1982), Schauspielerin, Fürstin von Monaco
- Edwin London (1929–2013), Komponist, Hornist, Dirigent und Musikpädagoge
- Richard T. Schulze (* 1929), Politiker
- Edith Windsor (1929–2017), LGBT-Aktivistin
- Jimmy Woode (1929–2005), Jazz-Kontrabassist

#### 1930
- Dave Amram (* 1930), Jazzmusiker und Komponist
- Tommy Bryant (1930–1982), Jazzbassist und Popsänger
- Samuel Byck (1930–1974), Flugzeugentführer
- Carol Chomsky (1930–2008), Linguistin
- Pete Conrad (1930–1999), Astronaut
- Frank Albert Cotton (1930–2007), Chemiker
- Jerome M. Eisenberg (1930–2022), Antikenhändler
- Barbara Clementine Harris (1930–2020), Priesterin in der Episcopal Church of the United States
- Al Jones (1930–1976), Jazz-Schlagzeuger
- Richie Kamuca (1930–1977), Jazzsaxophonist
- George B. Kauffman (1930–2020), Chemiehistoriker und Chemiker
- Romulus Linney (1930–2011), Drehbuchautor
- Bob Marcucci (1930–2011), Musikproduzent und Promoter
- Charles Pollock (1930–2013), Möbeldesigner
- Robert Prosky (1930–2008), Schauspieler
- Jerry Ragovoy (1930–2011), Songwriter und Musikproduzent
- Herbert Scarf (1930–2015), Mathematiker und Wirtschaftswissenschaftler
- Martin Schechter (1930–2021), Mathematiker
- Frank Shakespeare (* 1930), Ruderer
- Ace Tesone (1930–2020), Jazz-Bassist
- Jan Peter Toennies (* 1930), deutsch-US-amerikanischer Physiker und Chemiker
- Gil Turner (1930–1996), Boxer
- William Connor Wright (1930–2016), Historiker, Autor, Dolmetscher und Übersetzer

### 1931–1940

#### 1931

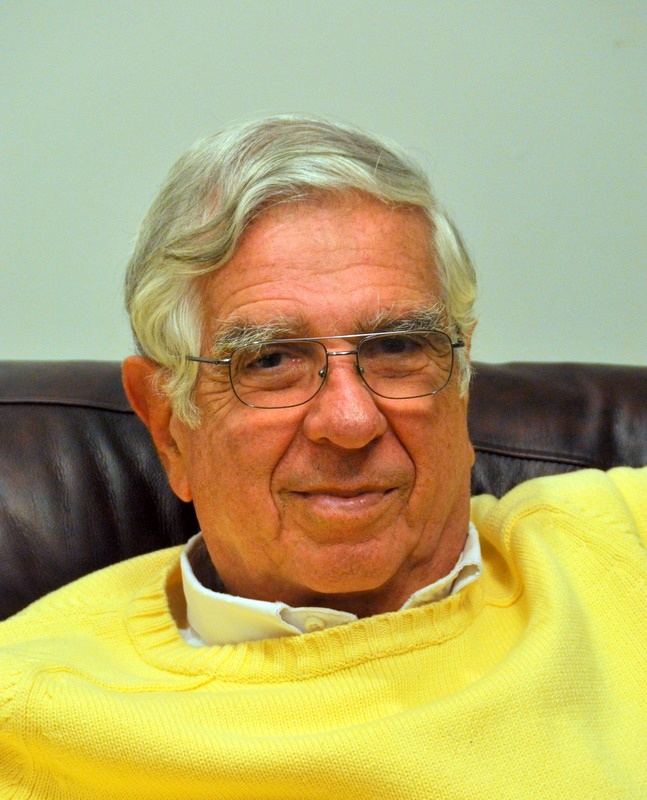
Herbert Wilf
(1931–2012)

- Hasaan Ibn Ali (1931–1980), Jazzmusiker
- Reginald Edgar Allen (1931–2007), Gräzist und Philosophiehistoriker
- Eddie Barth (1931–2010), Schauspieler
- Donald Barthelme (1931–1989), Schriftsteller
- Ernie Beck (* 1931), Basketballspieler[61]
- James P. Blair (1931–2021), Fotograf
- Ray Bryant (1931–2011), Jazzpianist
- Walt Dickerson (1931–2008), Jazz-Vibraphonist des Modern Jazz (Hard Bop, Post Bop)
- Jules Eskin (1931–2016), Cellist
- Barry Feinstein (1931–2011), Fotograf
- Robert Gray Gallager (* 1931), Elektrotechniker
- Kristin Hunter (1931–2008), Schriftstellerin
- Vincent Leaphart (1931–1985), Gründer von MOVE
- Paul Motian (1931–2011), Jazzmusiker
- Arthur S. Obermayer (1931–2016), Chemiker, Unternehmer, Genealoge und Stifter des in Berlin verliehenen Obermayer German Jewish History Award
- Alice Rivlin (1931–2019), Managerin und Regierungsbeamtin
- Jerry Segal (1931–1974), Jazz-Schlagzeuger
- Richard Stites (1931–2010), Historiker und Hochschullehrer
- Herbert Wilf (1931–2012), Mathematiker
- Jimmy Wisner (1931–2018), Pianist, Komponist und Arrangeur

#### 1932
- Ben Bova (1932–2020), Science-Fiction-Autor
- Paul R. Ehrlich (* 1932), Biologe
- Peter Jannetta (1932–2016), Neurochirurg
- Richard Lester (* 1932), Filmregisseur, Produzent und Autor
- Jerome Lowenthal (* 1932), Pianist
- Elaine May (* 1932), Schauspielerin, Drehbuchautorin und Filmregisseurin
- Anna Moffo (1932–2006), Opernsängerin und Schauspielerin
- Richie Rome (1930–2020), Musikproduzent
- Bill Sharpe (1932–1995), Dreispringer
- Richard Trexler (1932–2007), Historiker

#### 1933
- Rashied Ali (1933–2009), Jazzmusiker
- Richard Barrett (1933–2006), Musikproduzent
- Billy Bean (1933–2012), Jazzgitarrist
- George Benton (1933–2011), Boxer und Boxtrainer
- Jimmy Bond (1933–2012), Bassist und Tubist des Modern Jazz
- Frederick Crews (1933–2024), Literaturwissenschaftler, Hochschullehrer, Essayist und Literaturkritiker
- Edward Peter Cullen (1933–2023), römisch-katholischer Bischof von Allentown
- Sally Deaver (1933–1963), Skirennläuferin
- Donald D. Dorfman (1933–2001), Psychologe und Radiologe
- Charles J. Epstein (1933–2011), Genetiker und Hochschullehrer
- Tom Gola (1933–2014), Basketballspieler
- John Houston (* 1933), Jazzpianist
- Robert M. Koerner (1933–2019), Geotechniker
- William Link (1933–2020), Filmproduzent und Drehbuchautor
- Robert Patrick Maginnis (1933–2022), römisch-katholischer Bischof
- John Ore (1933–2014), Jazzbassist
- Trudy Pitts (1933–2010), Jazz-Organistin und -Pianistin
- Frederick F. Woerner Jr. (1933–2023), Vier-Sterne-General der United States Army

#### 1934
- Joey Ambrose (1934–2021), Saxophonist
- Donald Bailey (1934–2013), Jazzschlagzeuger
- William Warren Bartley (1934–1990), Philosoph
- Rachel Browne (1934–2012), Tänzerin und Choreographin
- Ruth Cernea (1934–2009), Anthropologin
- Lois Duncan (1934–2016), Kinder- und Jugendbuchautorin
- Ira D. Gruber (* 1934), Militärhistoriker und Hochschullehrer
- Bill Gunn (1934–1989), Schauspieler, Regisseur und Schriftsteller
- Warren Johansson (1934–1994), Autor und Philologe
- Richard Levinson (1934–1987), Drehbuchautor und Filmproduzent
- Billy Paul (1934–2016), Sänger
- Allan Porter (1934–2022), Schweizer Fotograf
- Billy Root (1934–2013), Jazz-Saxophonist
- Shirley Scott (1934–2002), Jazzorganistin
- Howard M. Temin (1934–1994), Biologe
- Larry Tucker (1934–2001), Drehbuchautor, Schauspieler und Produzent

#### 1935

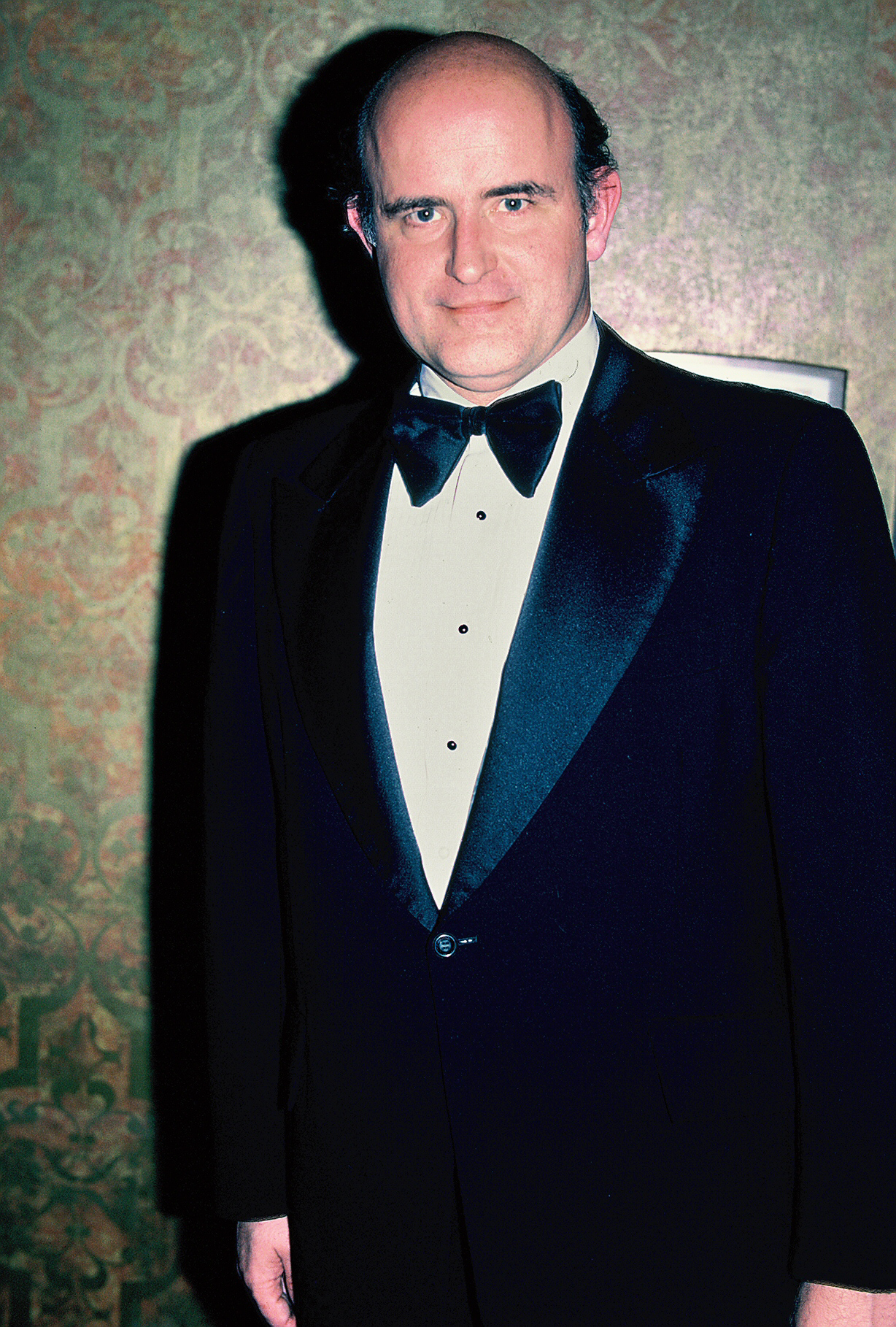
Peter Boyle
(1935–2006)

- Jules Bass (1935–2022), Filmregisseur und Filmproduzent
- Edward Dickinson Blodgett (1935–2018), kanadischer Lyriker und Literaturwissenschaftler
- Peter Boyle (1935–2006), Schauspieler
- Victor Benito Galeone (1935–2023), römisch-katholischer Bischof von Saint Augustine
- Michael Callan (1935–2022), Schauspieler
- Tony Campolo (1935–2024), baptistischer Theologe und Soziologe
- Ted Curson (1935–2012), Jazzmusiker
- David H. Geiger (1935–1989), Bauingenieur
- Henry Grimes (1935–2020), Jazzbassist
- Tootie Heath (1935–2024), Jazz-Schlagzeuger
- Ralph L. Holloway (1935–2025), Anthropologe
- Hal Lear (1935–2016), Basketballspieler[62]
- Giuseppi Logan (1935–2020), Jazzmusiker
- Jack McDevitt (* 1935), Science-Fiction-Autor
- Sal Ponti (1935–1988), Schauspieler und Drehbuchautor
- Sue Randall (1935–1984), Schauspielerin[63]
- Guy Rodgers (1935–2001), Basketballspieler[64]
- Fran Ross (1935–1985), Schriftstellerin
- Bobby Timmons (1935–1974), Jazzpianist und Komponist
- Pete Welding (1935–1995), Musikhistoriker und -produzent

#### 1936
- Muhammad Ali (* 1936), Jazzmusiker
- Skip Barber (* 1936), Autorennfahrer

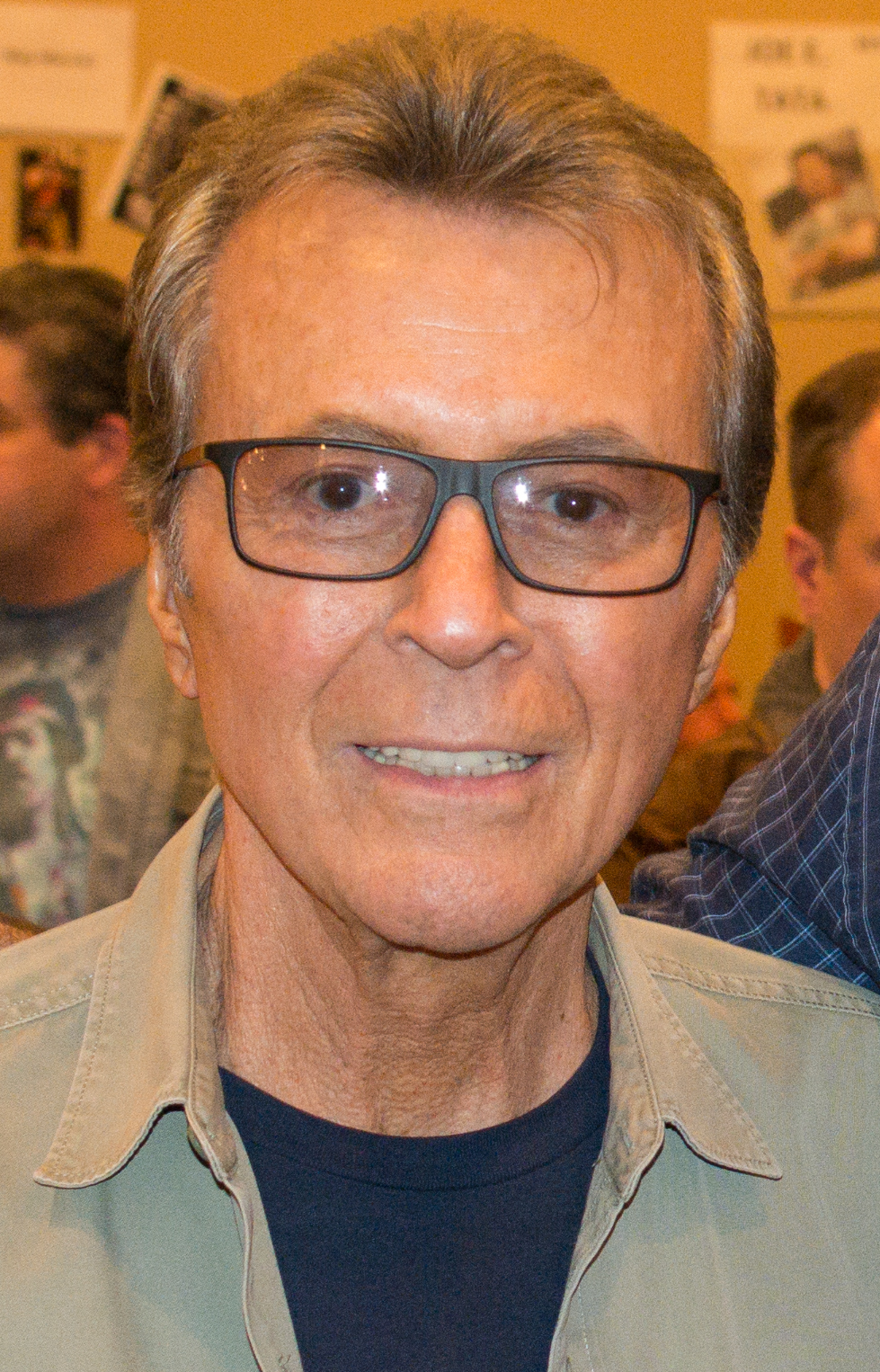
James Darren
(1936–2024)

- Wilt Chamberlain (1936–1999), Basketballspieler
- James Darren (1936–2024), Sänger, Schauspieler und Regisseur
- Ira Davis (* 1936), Dreispringer
- Buddy Deppenschmidt (1936–2021), Jazzmusiker
- James DePreist (1936–2013), Dirigent und Musikpädagoge
- David Fink (1936–2022), Manager im Schienenverkehr
- William Wall Fortenbaugh (* 1936), Altphilologe und Philosophiehistoriker
- Charlie Gracie (1936–2022), Rockabilly-Musiker
- Edith Grossman (1936–2023), Übersetzerin
- George H. Heilmeier (1936–2014), Ingenieur und Geschäftsmann
- H. Ronald Kaback (1936–2019), Biochemiker
- Dan Landis (* 1936), Psychologe und Hochschullehrer
- Rudy Lewis (1936–1964), R&B-Sänger
- Jimmy McGriff (1936–2008), Blues-, Soul- und Jazz-Organist
- Sonny Morgan (1936–1976), Jazzmusiker
- Carson Parks (1936–2005), Sänger und Texter
- James W. Pulley (1936–2008), deutscher Sänger
- Tucker Smith (1936–1988), Schauspieler und Tänzer
- Clifford Thornton (1936–1983), Jazzposaunist und -trompeter
- Wilmer Wise (1936–2015), Trompeter

#### 1937

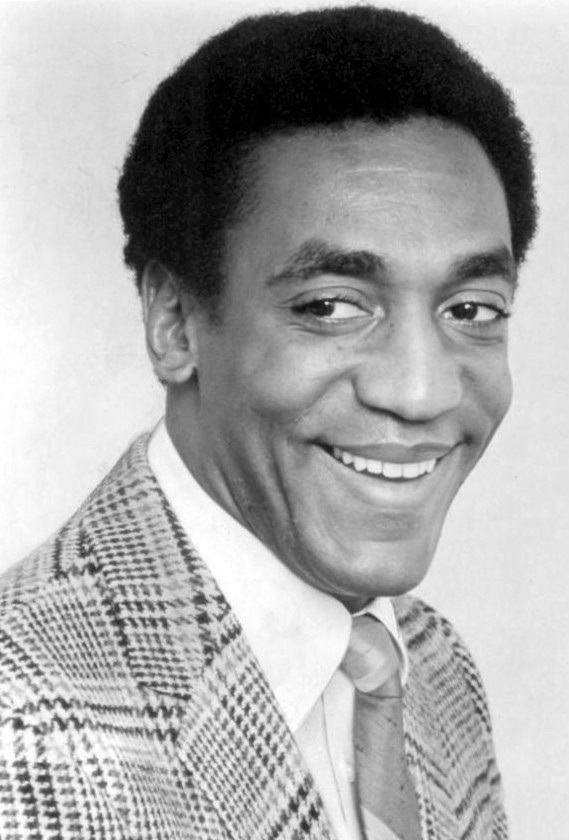
Bill Cosby
(* 1937)

- Bootsie Barnes (1937–2020), Jazz-Saxophonist
- Michael Barr (* 1937), Mathematiker
- Barry R. Bloom (* 1937), Immunologe
- Ronald V. Book (1937–1997), Informatiker
- Bill Cosby (* 1937), Komiker, Schauspieler, Sänger und Buchautor
- Spanky DeBrest (1937–1973), Jazzbassist
- Charles F. Dougherty (* 1937), Politiker
- Bobby Durham (1937–2008), Jazzschlagzeuger
- Anna King (1937–2002), Soulsängerin
- Harold Lawson (1937–2019), Informatiker
- Matt Robinson (1937–2002), Schauspieler, Produzent und Drehbuchautor
- Richard H. Solomon (1937–2017), Politikwissenschaftler und Diplomat
- Sandy Stewart (* 1937), Sängerin
- Richard W. Thorington (1937–2017), Mammaloge
- Jimmy Vass (1937–2006), Jazzmusiker
- Reggie Workman (* 1937), Jazzbassist und Hochschullehrer

#### 1938
- Ann Fetter Friedlaender (1938–1992), Wirtschaftswissenschaftlerin
- Joseph Anthony Galante (1938–2019), römisch-katholischer Bischof von Camden
- William J. Green III (* 1938), Politiker
- Sherman Hemsley (1938–2012), Schauspieler
- Raymond F. Lederer (1938–2008), Politiker
- Matthew F. McHugh (* 1938), Politiker
- Don Moore (1938–2025), Jazzmusiker
- Lee Morgan (1938–1972), Jazztrompeter
- Tom Nicholas (1938–2023), Jazzschlagzeuger und Perkussionist
- John Eleuthère du Pont (1938–2010), Ornithologe, Conchologe und Ringertrainer; verurteilter Mörder
- Peter Ponzol (* 1938), Jazzmusiker und Instrumentenentwickler
- Frank J. Sciulli (* 1938), experimenteller Teilchenphysiker
- Ray Scott (* 1938), Basketballspieler[65]
- Martin Sherman (* 1938), Dramatiker und Drehbuchautor
- McCoy Tyner (1938–2020), Jazzpianist

#### 1939

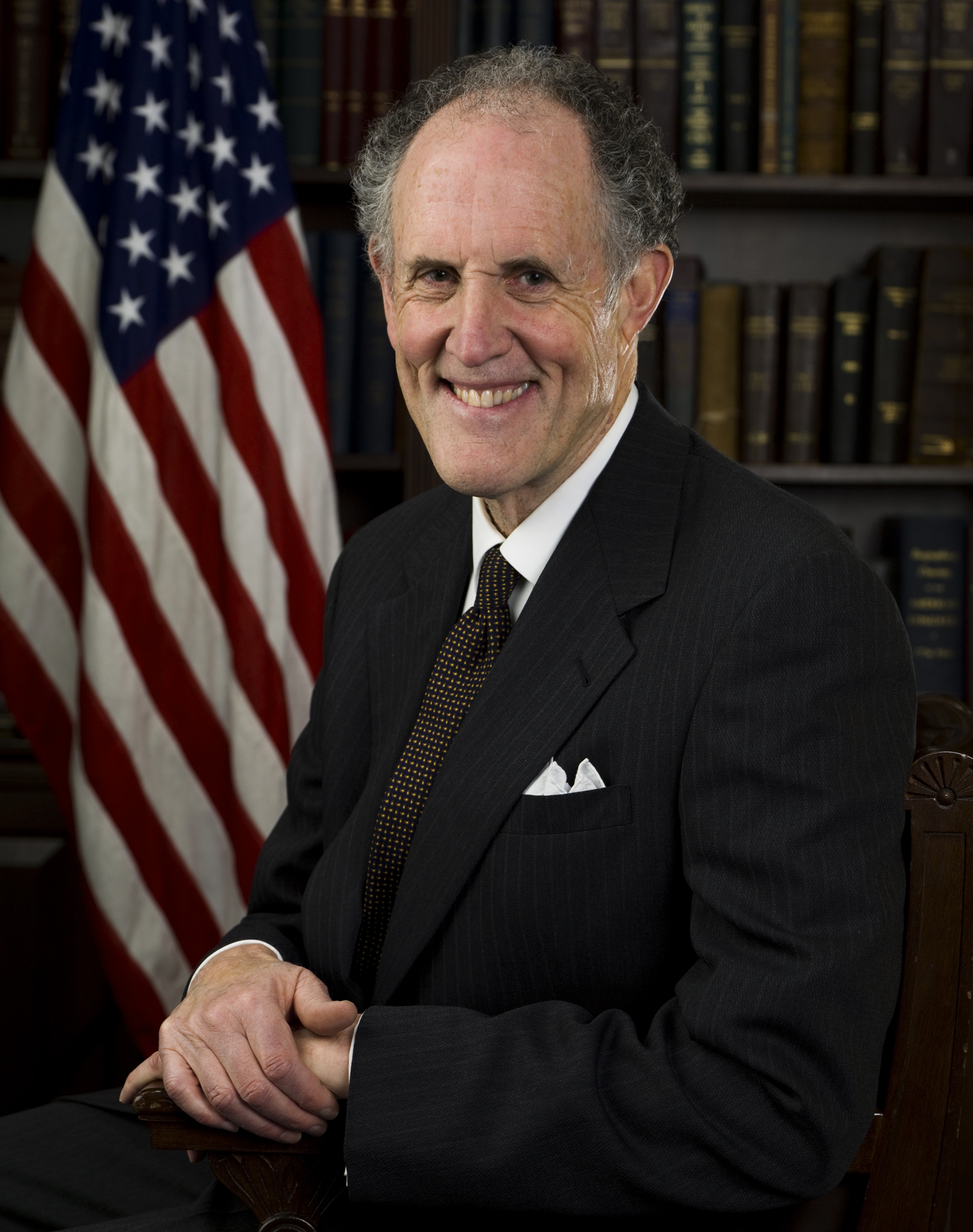
Ted Kaufman
(* 1939)

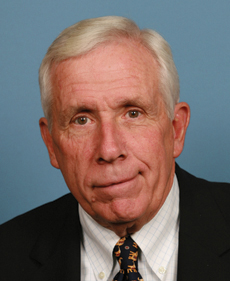
Frank Wolf
(* 1939)

- Herb Adderley (1939–2020), American-Football-Spieler
- Barbara Chase-Riboud (* 1939), Autorin, Zeichnerin und Bildhauerin
- Father John D’Amico (1939–2013), Jazzpianist
- Fred F. Fielding (* 1939), Jurist
- Sonny Fortune (1939–2018), Jazzmusiker
- Ray Errol Fox (* 1939), Journalist, Liedtexter und Filmproduzent
- Charles Fuller (1939–2022), Dramatiker
- Barry Gerson (* 1939), avantgardistischer Filmkünstler, Experimental-Filmemacher, Fotograf und Film-Installateur
- Oscar B. Goodman (* 1939), Politiker
- Dewey Johnson (1939–2018), Jazztrompeter
- Ted Kaufman (* 1939), Politiker
- Donald Kerr (* 1939), Physiker
- Daniel Kevles (* 1939), Wissenschaftshistoriker
- Sandra Knight (* 1939), Schauspielerin
- David Koff (1939–2014), Filmemacher, Autor und sozialer Aktivist
- Joseph Ligambi (* 1939), italienisch-US-amerikanischer Mobster
- Mark Margolis (1939–2023), Schauspieler
- Frank McCloskey (1939–2003), Politiker (Demokratische Partei)
- W. Michael Reisman (* 1939), Rechtswissenschaftler
- William G. Schilling (1939–2019), Schauspieler
- Bill Toomey (* 1939), Zehnkämpfer
- Frank Wolf (* 1939), Politiker

#### 1940

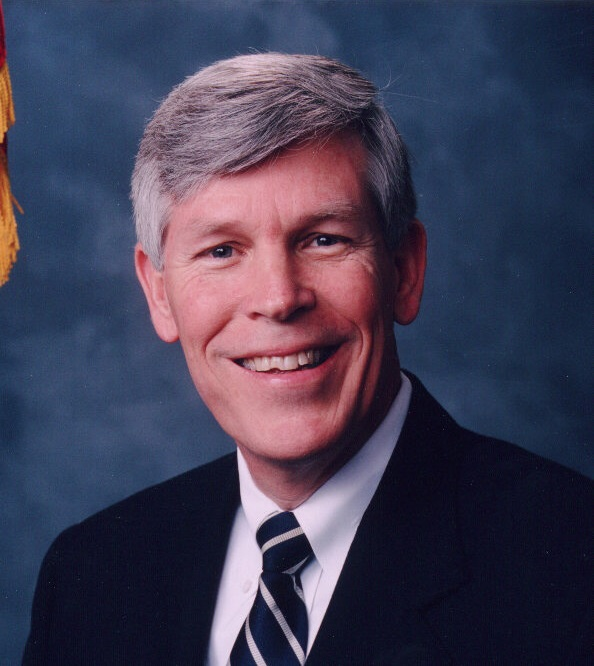
Connie Mack
(* 1940)

- Frankie Avalon (* 1940), Musiker und Schauspieler
- Tyrone Brown (* 1940), Jazzbassist
- Solomon Burke (1940–2010), Sänger und Komponist
- David Drasin (* 1940), Mathematiker
- Herbert Gintis (1940–2023), Ökonom
- Wayne Hightower (1940–2002), Basketballspieler[66]
- Connie Mack (* 1940), Politiker
- Mary Ellen Mark (1940–2015), Fotojournalistin
- J. C. Quinn (1940–2004), Schauspieler
- Peter Ryan (1940–1962), kanadischer Automobilrennfahrer
- Lew Tabackin (* 1940), Bigband-Leader, Flötist und Tenorsaxophonist des Jazz

### 1941–1950

#### 1941
- Lynne Abraham (* 1941), Staatsanwältin und Politikerin
- Gloria Allred (* 1941), Rechtsanwältin und Bürgerrechtlerin
- Edward Alpers (* 1941), Historiker
- Ed Bradley (1941–2006), Journalist
- William Brock (* 1941), Mathematiker und Wirtschaftswissenschaftler
- Charles Earland (1941–1999), Organist und Saxophonist
- Barry Jenner (1941–2016), Schauspieler
- Judith Klinman (* 1941), Chemikerin
- Alan Kotok (1941–2006), Informatiker
- Joe Renzetti (* 1941), Filmkomponist und Musiker
- K. Barry Sharpless (* 1941), Chemiker
- Stephen Silvasy (* 1941), Generalmajor der United States Army
- Joseph Hooton Taylor, Jr. (* 1941), Astrophysiker und Nobelpreisträger
- Barry Trost (* 1941), Chemiker
- Jarvis Tyner (* 1941), Politiker (CPUSA)
- Richard J. Wattenmaker (1941–2017), Kunsthistoriker und Museumsdirektor
- Jeremiah Wright (* 1941), Theologe
- John Wyre (1941–2006), kanadischer Perkussionist, Komponist und Musikpädagoge

#### 1942

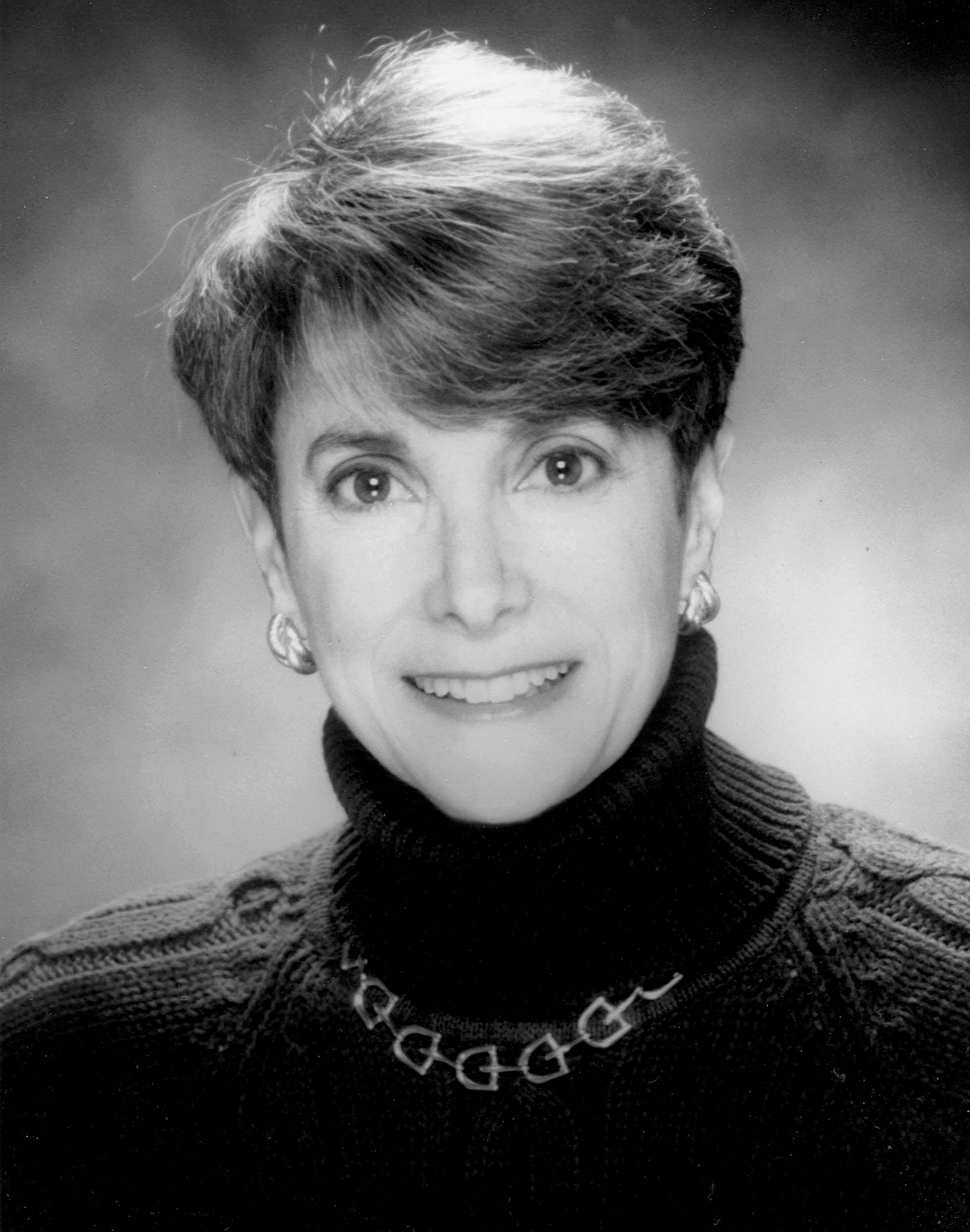
Marjorie Margolies-Mezvinsky
(* 1942)

- Len Barry (1942–2020), Popsänger, Songwriter, Musikproduzent und Autor
- Guion Bluford (* 1942), Astronaut
- Paul Chernoff (1942–2017), Mathematiker
- Francis Xavier DiLorenzo (1942–2017), römisch-katholischer Geistlicher und Bischof von Richmond, Virginia
- Joseph Felsenstein (* 1942), Evolutionsbiologe und Genetiker
- David F. Girard-diCarlo (* 1942), Jurist und Diplomat
- Jeannine Gramick (* 1942), Ordensschwester
- Wali Jones (* 1942), Basketballspieler[67]
- Victor J. Katz (* 1942), Mathematiker, Mathematikhistoriker und Mathematikpädagoge
- Leroy Kelly (* 1942), Footballspieler
- Byard Lancaster (1942–2012), Jazzmusiker
- Frank J. Landy (1942–2010), Psychologe und Hochschullehrer
- John Lehman (* 1942), Investmentbanker und Autor
- Stephen Macht (* 1942), Schauspieler
- Richard Maynard (1942–2007), Schriftsteller, Fernsehproduzent und Pädagoge
- Marjorie Margolies-Mezvinsky (* 1942), Hochschullehrerin und Politikerin
- Joseph Anthony Pepe (* 1942), römisch-katholischer Bischof von Las Vegas
- Bobby Rydell (1942–2022), Sänger und Entertainer
- Richard Stephen Seminack (1942–2016), ukrainisch-katholischer Bischof von Chicago
- Allan Snyder (* 1942), australischer Hirnforscher

#### 1943

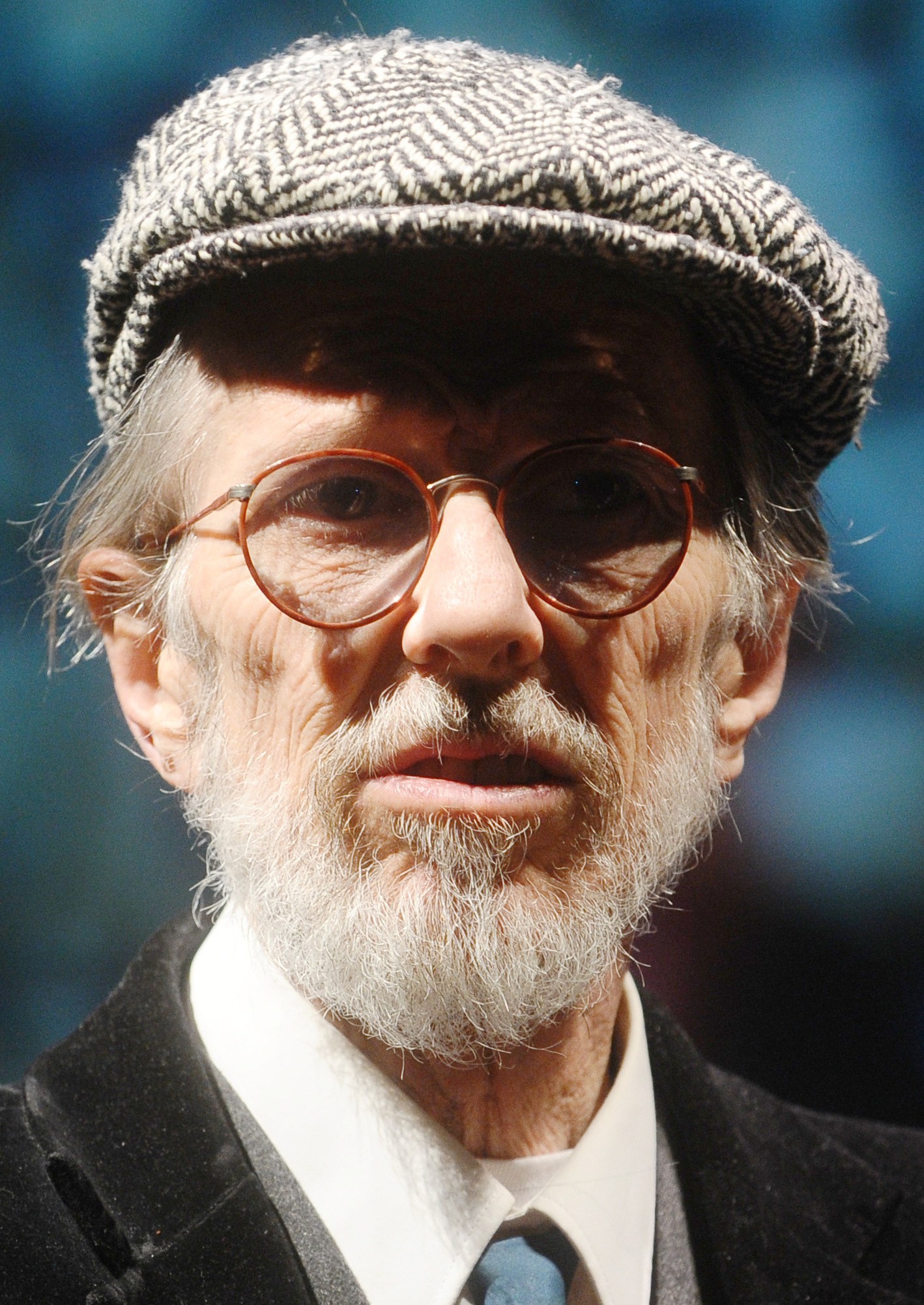
Robert Crumb
(* 1943)

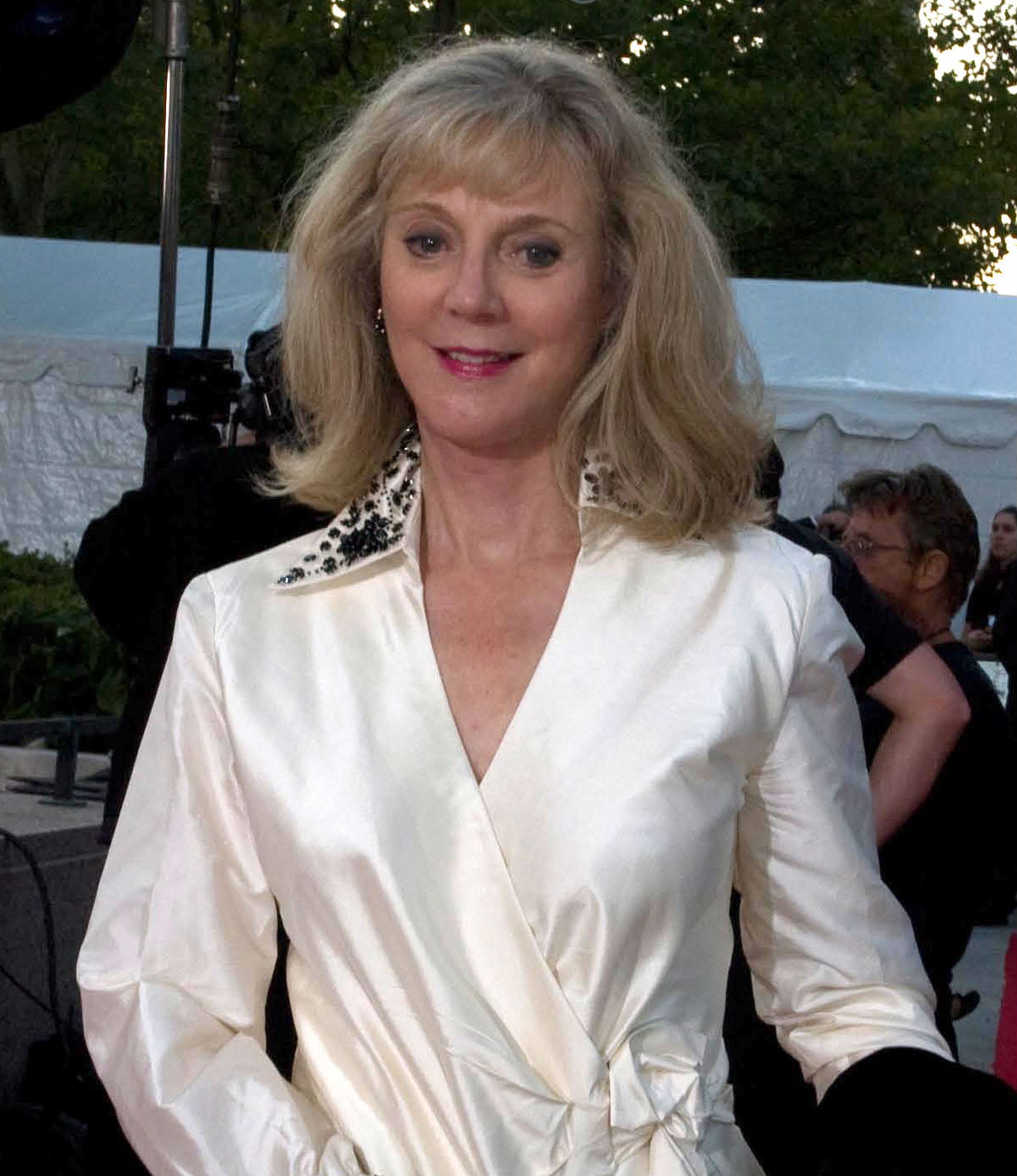
Blythe Danner
(* 1943)

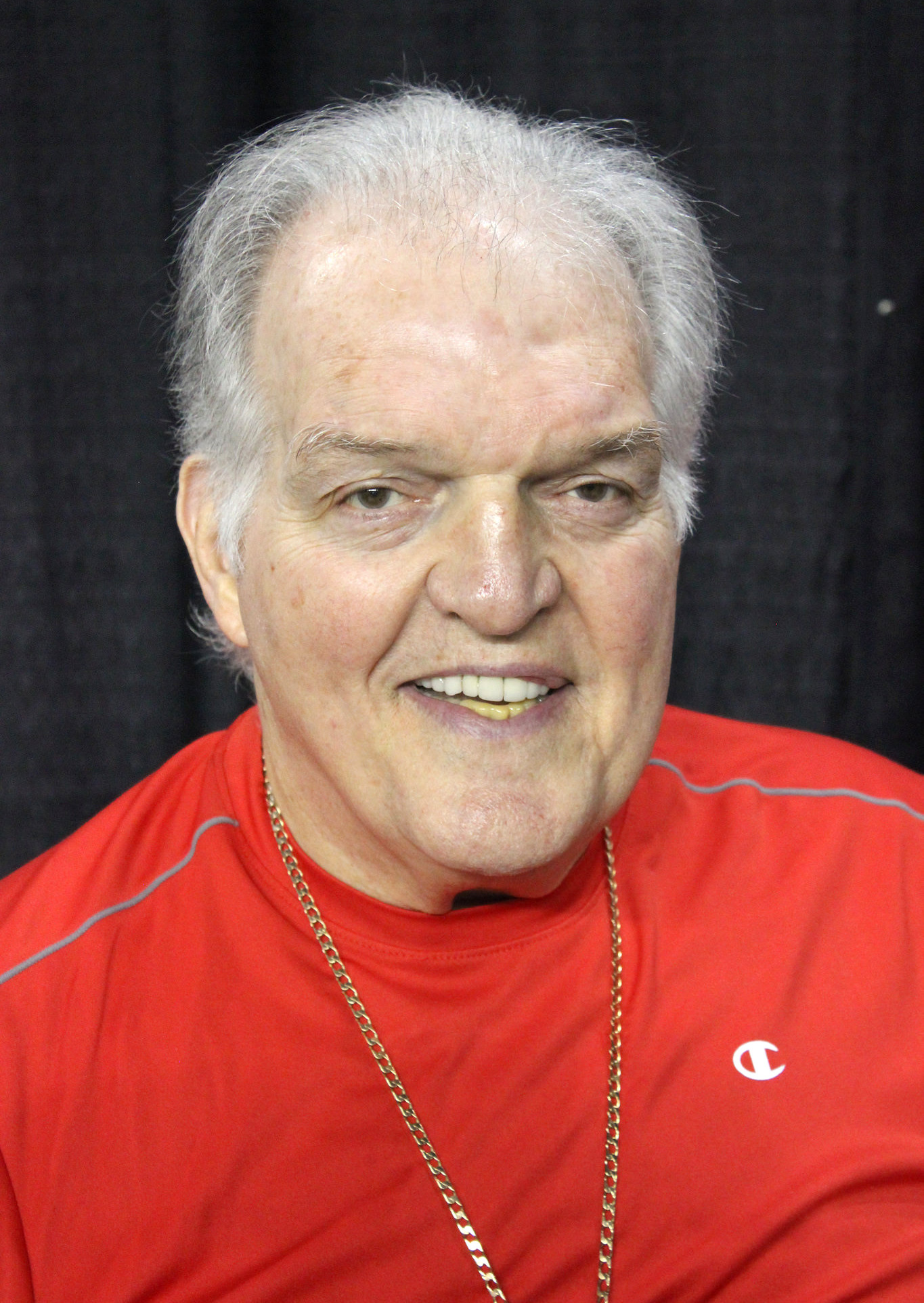
Jack O’Halloran
(* 1943)

- Kenny Barron (* 1943), Jazzpianist und Komponist
- Toni Basil (* 1943), Popsängerin und Choreografin
- Michael Joseph Bransfield (* 1943), römisch-katholischer Bischof von Wheeling-Charleston
- Randy Brock (* 1943), Politiker, State Auditor von Vermont
- Allan Cole (1943–2019), Science-Fiction- und Fantasy-Autor, Drehbuchautor und Journalist
- Jim Croce (1943–1973), Sänger und Songwriter
- Robert Crumb (* 1943), Künstler, Illustrator und Comic-Künstler
- Blythe Danner (* 1943), US-amerikanische Schauspielerin deutscher Abstammung
- Robert W. Edgar (1943–2013), Politiker
- Fabian (* 1943), Sänger
- Joseph Fitzmartin (* 1943), Komponist und Dirigent
- Lucy Lee Flippin (* 1943), Schauspielerin
- Kenny Gamble (* 1943), Soulproduzent und Songwriter
- Joseph R. Garber (1943–2005), Autor
- Charles Hallahan (1943–1997), Schauspieler
- Veronica Hamel (* 1943), Schauspielerin
- Lois Hamilton (1943–1999), Schauspielerin[68]
- Chuck Hughes (1943–1971), American-Football-Spieler und der einzige NFL-Spieler, der auf dem Platz, während eines laufenden Spiels, verstarb
- Judith Jamison (1943–2024), Tänzerin und Choreografin
- John Mercanti (* 1943), Graveur und bildender Künstler
- Michael Myers (* 1943), Politiker (Demokratische Partei)
- Jack O’Halloran (* 1943), Schauspieler und Schwergewichtsboxer
- Howardena Pindell (* 1943), Künstlerin und Kuratorin
- Ron Previte (1943–2017), Mobster
- Holland Taylor (* 1943), Schauspielerin
- Kathryn Walker (* 1943), Schauspielerin

#### 1944

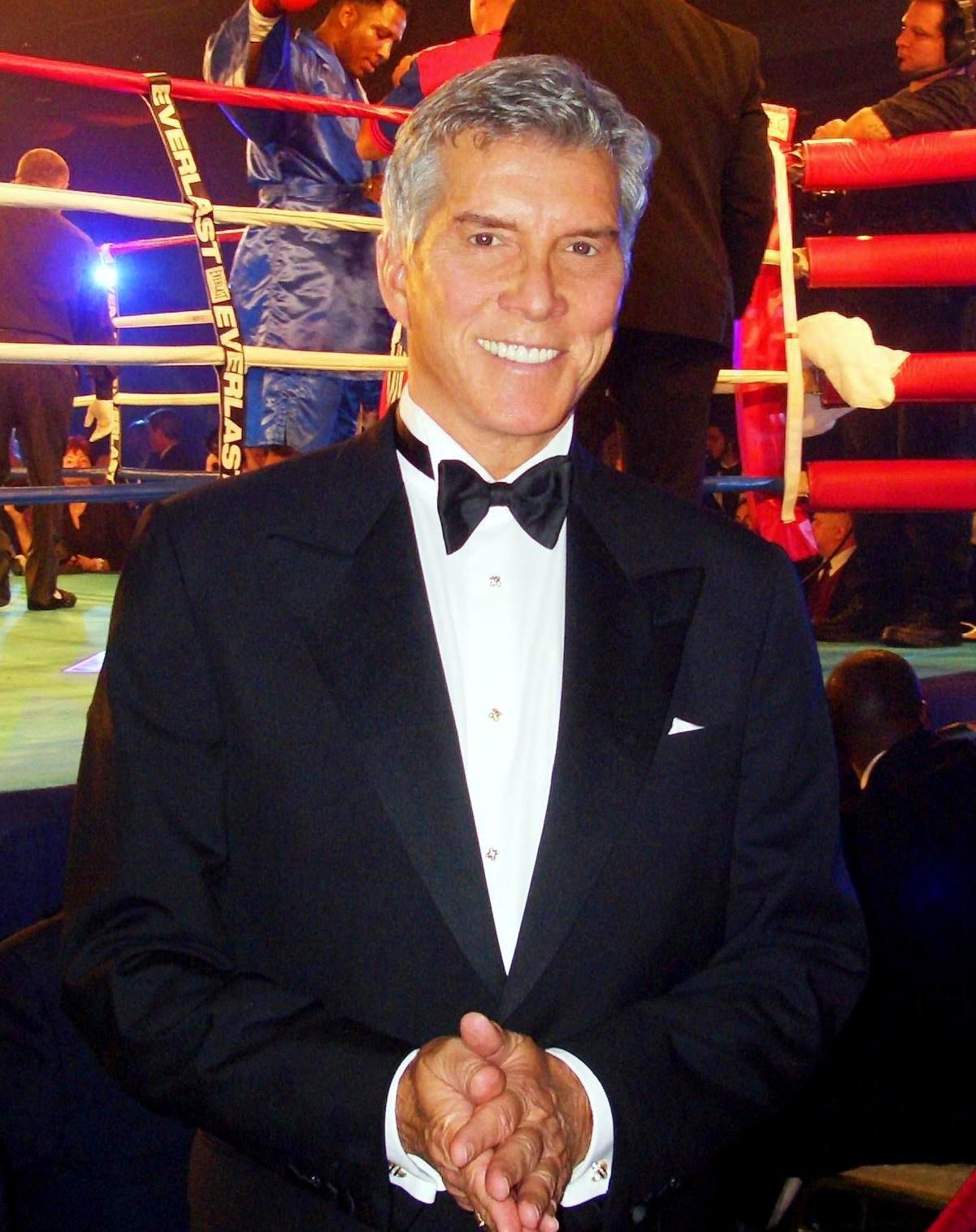
Michael Buffer
(* 1944)

- Edward Joseph Adams (* 1944), römisch-katholischer Geistlicher und Apostolischer Nuntius in Griechenland
- Michael Buffer (* 1944), Entertainer
- Julian Christopher (1944–2023), Schauspieler (geboren als James Louis Watkins)
- Caleb Deschanel (* 1944), Kameramann und Filmregisseur
- Robert Dobkin (* 1944), Unternehmer, Entwickler analoger integrierter Schaltkreise (IC)
- Mitchell Feigenbaum (1944–2019), Physiker und Chaostheoretiker
- Joel Fein (1944–2007), Tonmeister
- Sherman Ferguson (1944–2006), Jazz-Schlagzeuger
- B. Glenn-Copeland (* 1944), Singer-Songwriter und Filmkomponist
- Carl Grubbs (1944–2024), Jazzmusiker
- Matt Guokas (* 1944), Basketballspieler[69]
- Butch Kellem (* 1944), Jazz- und Unterhaltungsmusiker
- Patti LaBelle (* 1944), Sängerin
- Pat Martino (1944–2021), Jazz-Gitarrist
- Bill Melchionni (* 1944), Basketballspieler[70]
- Earl Monroe (* 1944), Basketballspieler
- Melvyn Nathanson (* 1944), Mathematiker
- Alan Needleman (* 1944), Ingenieurwissenschaftler
- Francis R. Nicosia (1944–2023), Historiker
- Roger David Nussbaum (* 1944), Mathematiker
- Judith Rodin (* 1944), Psychologin und Philanthropin
- Melvyn J. Shochet (* 1944), Physiker
- Matthew W. Stolper (* 1944), Assyriologe
- William D. Strecker (* 1944), Computeringenieur
- Bill Taylor (1944–2021), Spezialeffekte-Künstler
- James Wallington (1944–1988), Boxer

#### 1945

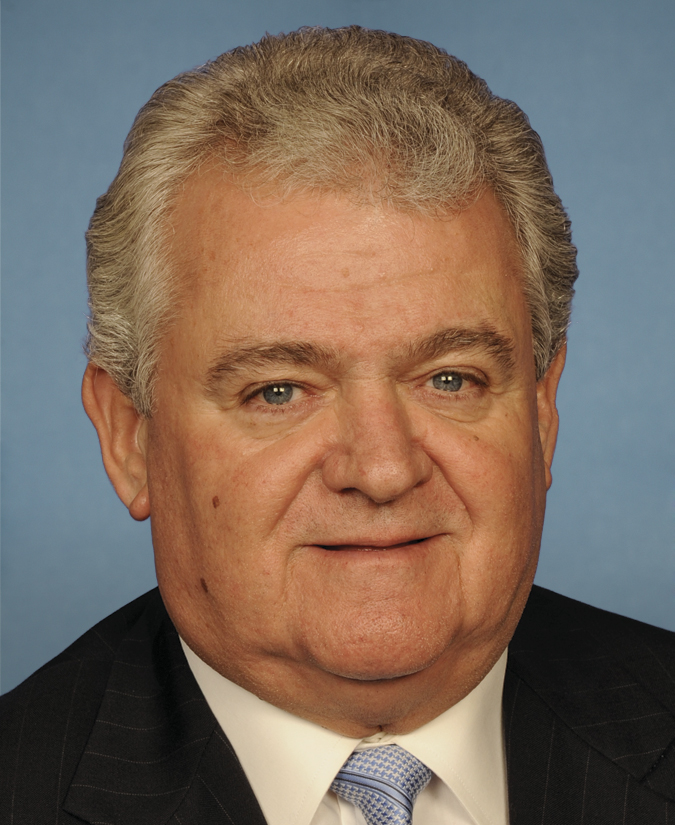
Bob Brady
(* 1945)

- Joe Beck (1945–2008), Jazz- und Fusiongitarrist
- Bob Brady (* 1945), Politiker
- Randy Brecker (* 1945), Jazztrompeter
- David Bromberg (* 1945), Multiinstrumentalist und Sänger
- Joseph Burke (* 1945), US-amerikanischer Schauspieler
- Robert Conti (* 1945), Jazzmusiker
- Gerald Dolan (1945–2008), Physiker
- John Doman (* 1945), Schauspieler
- Tav Falco (* 1945), Psychobilly-Musiker
- Lee Felsenstein (* 1945), Computer-Entwickler
- Shirley Franklin (* 1945), Politikerin
- Martin Golubitsky (* 1945), Mathematiker
- Chris Matthews (* 1945), Fernsehmoderator
- Diane Renay (* 1945), Popsängerin
- Mary Jane Reoch (1945–1993), Radrennfahrerin
- Linda Rothschild (* 1945), Mathematikerin
- Dee Dee Sharp (* 1945), Pop- und Rhythm-&-Blues-Sängerin
- Jack Sholder (* 1945), Film- und Fernsehregisseur und Drehbuchautor
- Tammi Terrell (1945–1970), Soul- und R&B-Sängerin
- Gail Zappa (1945–2015), Unternehmerin

#### 1946

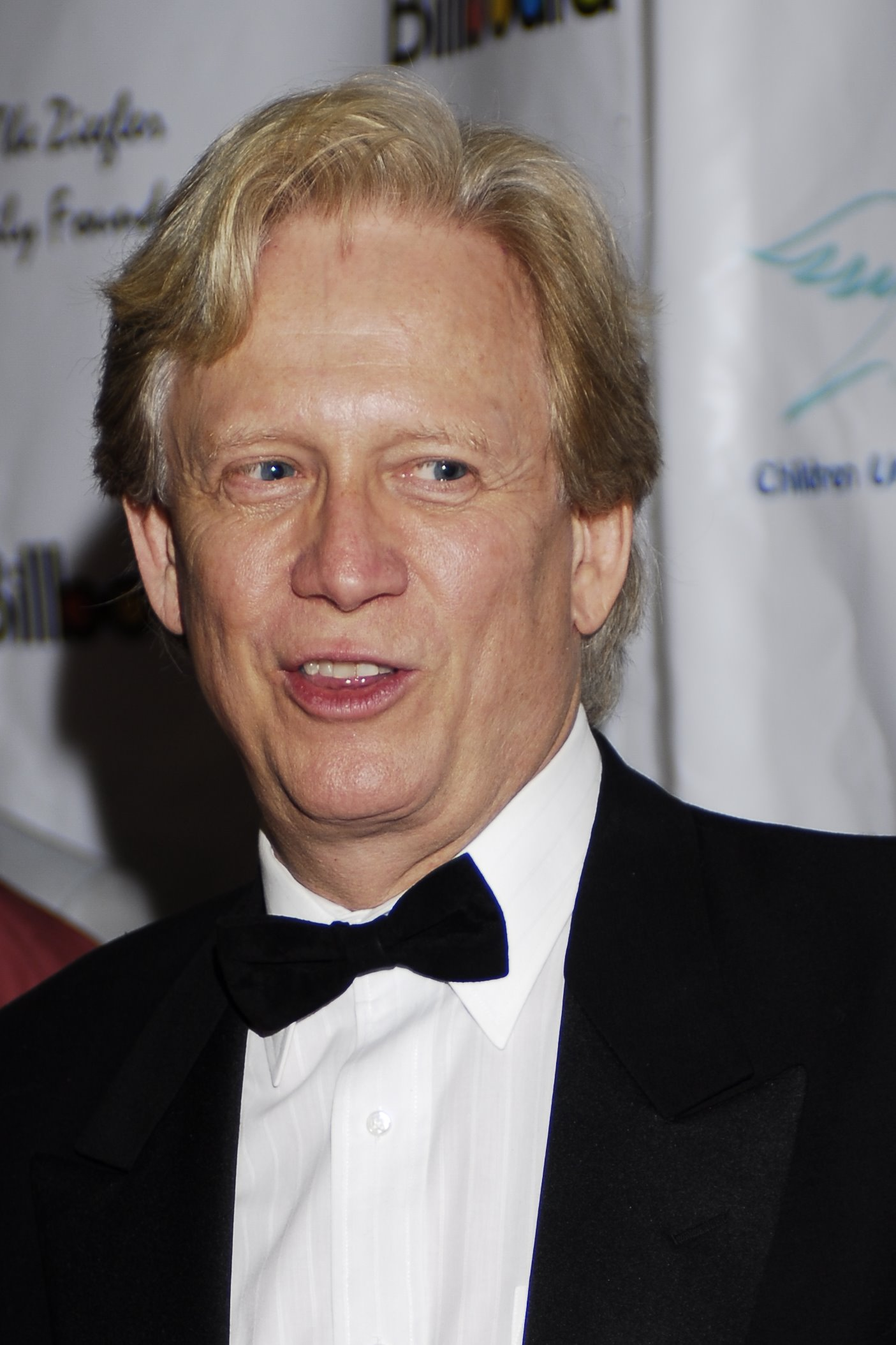
Bruce Davison
(* 1946)

- Jeffrey B. Berlin (1946–2021), Literaturwissenschaftler und Germanist
- Robert F. Colesberry (1946–2004), Filmproduzent und Schauspieler
- Merrill Cook (* 1946), Politiker
- Francis Davis (1946–2025), Autor und Journalist
- Bruce Davison (* 1946), Schauspieler
- Denny Dias (* 1946), Musiker
- Ralston Farina (1946–1985), Performancekünstler
- Bill Grant (* 1946), Bodybuilder
- Marsha Hunt (* 1946), Sängerin, Schriftstellerin, Schauspielerin und Fotomodel
- Jack Kehler (1946–2022), Schauspieler
- Ray Kennedy (1946–2014), Sänger
- Nancy Kilpatrick (1946–2025), US-amerikanisch-kanadische Schriftstellerin
- Randal Kleiser (* 1946), Filmregisseur, Schauspieler und Filmproduzent
- Lance W. Lord (* 1946), General der United States Air Force
- Joseph Francis Martino (* 1946), römisch-katholischer emeritierter Bischof von Scranton
- John Morgan (* 1946), Mathematiker
- Lambert Orkis (* 1946), Pianist
- Stuart Pankin (* 1946), Schauspieler und Synchronsprecher
- Stephen Rerych (* 1946), Schwimmer
- Walter Satterthwait (1946–2020), Krimi-Autor
- Sid Simmons (1946–2010), Jazzpianist
- Stanley Whitney (* 1946), Maler
- Samm-Art Williams (1946–2024), Schauspieler, Dramatiker und Filmproduzent
- Sharon Zukin (* 1946), Soziologin und Hochschullehrerin

#### 1947

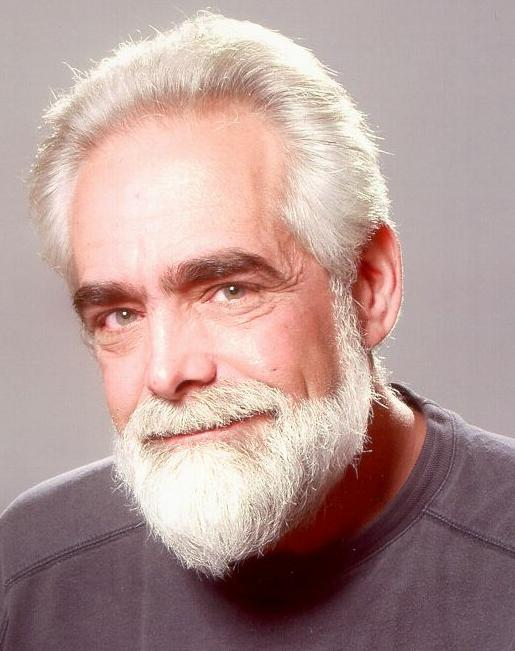
Alan Soble
(* 1947)

- Richard Amsel (1947–1985), Illustrator und Grafikdesigner
- Marki Bey (* 1947), Schauspielerin
- George Bishop (1947–2005), Saxophonist
- John Blake (1947–2014), Jazzviolinist
- Larry Cannon (* 1947), Basketballspieler[71]
- Norman Connors (* 1947), Jazzmusiker (Schlagzeug, Komposition, Arrangement) und Musikproduzent
- Marilyn Crispell (* 1947), Pianistin
- Steven E. de Souza (* 1947), Drehbuchautor, Produzent und Regisseur
- Stephen Goldin (* 1947), Science-Fiction-Autor
- Ervin Hall (* 1947), Hürdenläufer
- Greg Herbert (1947–1978), Jazzmusiker
- Greg Irons (1947–1984), Cartoonist und Tätowierer
- Daniel Kubert (1947–2010), Mathematiker
- Joan La Barbara (* 1947), Sängerin und Komponistin
- Gloria Ladson-Billings (* 1947), Erziehungswissenschaftlerin und Lehrerausbilderin
- Douglas Macgregor (* 1947), Politikwissenschaftler, Professor an der United States Military Academy und Colonel der US-Army
- Jean MacIntosh Turfa (* 1947), Archäologin und Etruskologin
- Barbara Mason (* 1947), R&B- und Soul-Sängerin
- Joseph Patrick McFadden (1947–2013), römisch-katholischer Bischof von Harrisburg
- James Morrow (* 1947), Science-Fiction-Schriftsteller
- James Mtume (1947–2022), Jazz- und Funkmusiker
- Herbert Muschamp (1947–2007), Architekturkritiker
- Marion Ramsey (1947–2021), Schauspielerin
- Stephen A. Schwarzman (* 1947), Unternehmer, Investmentbanker und Mäzen
- Linda Sharrock (* 1947), Jazzsängerin
- Alan Soble (* 1947), Philosoph und Sexualitätsforscher
- David E. Stone (* 1947), Tontechniker

#### 1948
- Casey Bahr (* 1948), Fußballspieler
- Donald S. Bethune (* 1948), Physiker
- Larry Bishop (* 1948), Schauspieler
- Robert A. Borski (* 1948), Politiker
- Mark Braverman (* 1948), Psychologe
- Patricia Hill Collins (* 1948), Soziologin
- Marc Copland (* 1948), Jazzpianist
- Barbara Grosz (* 1948), Informatikerin

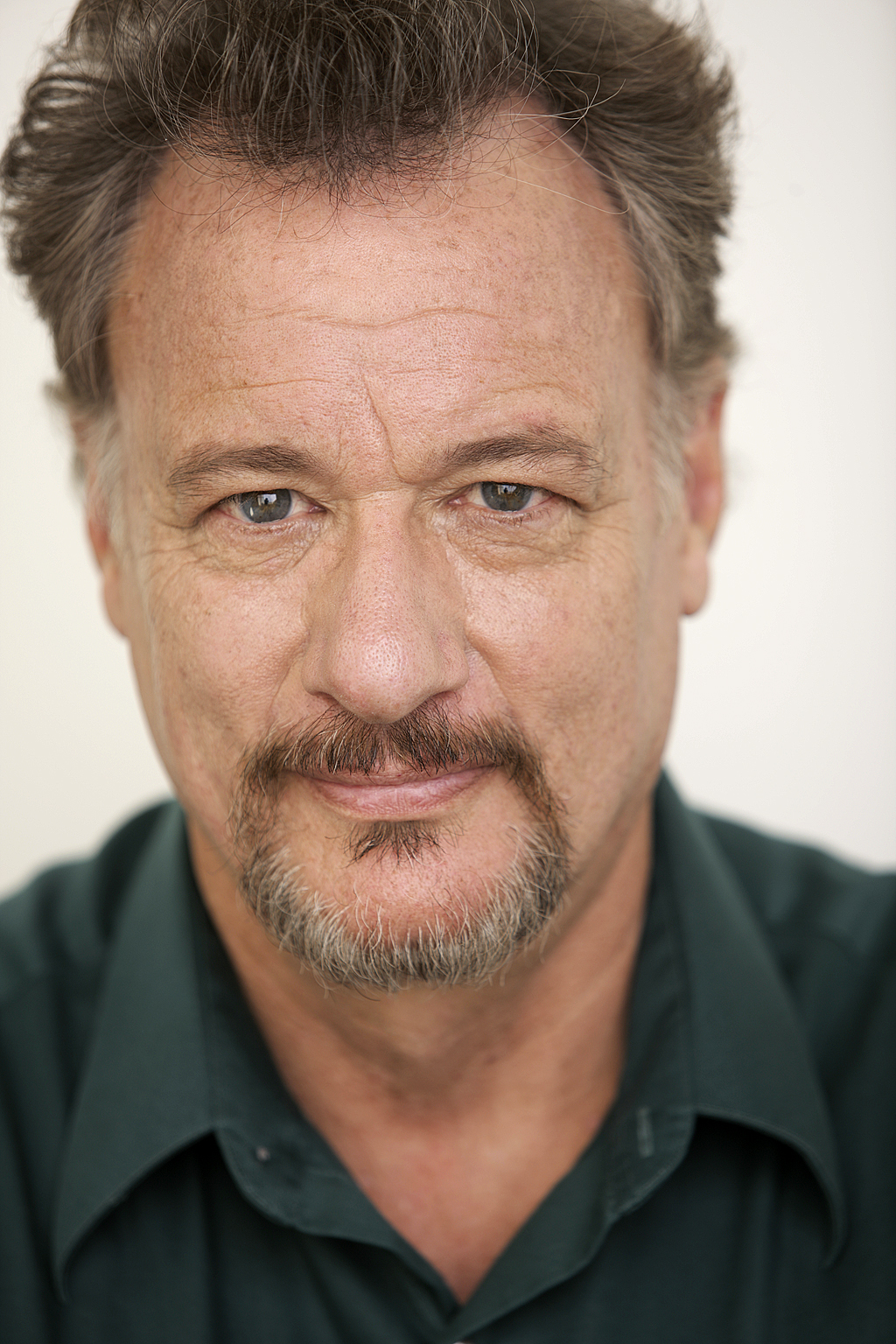
John de Lancie
(* 1948)

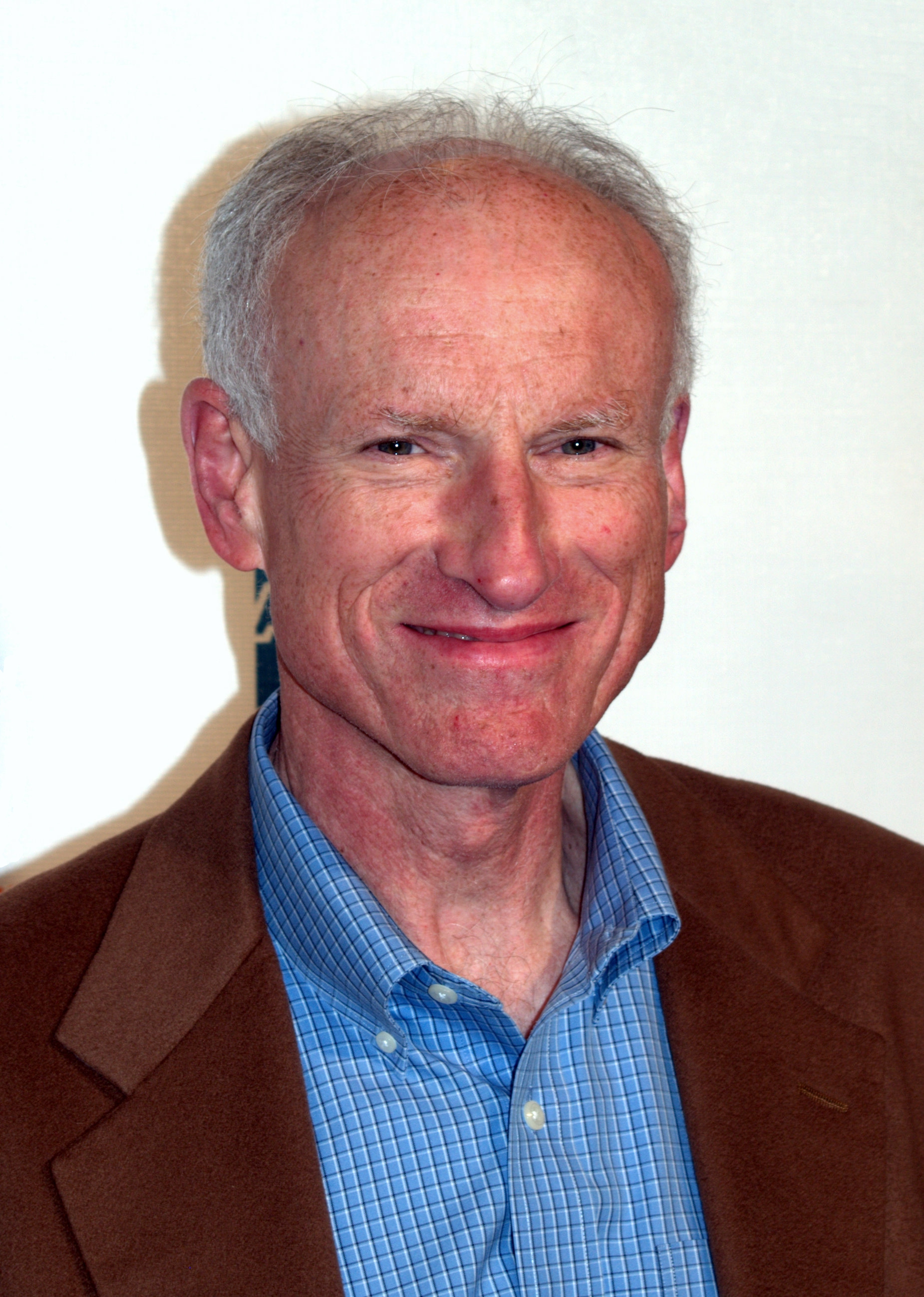
James Rebhorn
(1948–2014)

- Tyrone Hill (1948–2007), Jazzposaunist
- Charles Horter (* 1948), Regattasegler
- Joseph R. Lakowicz (* 1948), Biochemiker
- John de Lancie (* 1948), Schauspieler
- Michael Medved (* 1948), Talkradiomoderator, Filmkritiker und Autor
- James Rebhorn (1948–2014), Schauspieler
- Mike Richmond (* 1948), Jazzbassist
- Todd Rundgren (* 1948), Musiker, Texter und Produzent
- Peggy Stern (* 1948), Jazz-Pianistin und Keyboarderin
- Raymond Joseph Teller (* 1948), Komiker russisch-kubanischer Abstammung
- John Whitehead (1948–2004), R&B-Musiker und Produzent
- Deborah Willis (* 1948), Fotohistorikerin

#### 1949
- Sheldon Axler (* 1949), Mathematiker

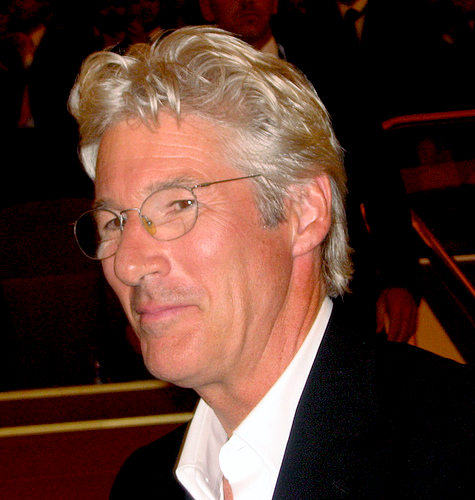
Richard Gere
(* 1949)

- Michael Brecker (1949–2007), Tenorsaxophonist
- Philip Casnoff (* 1949), Schauspieler
- Joseph Robert Cistone (1949–2018), römisch-katholischer Geistlicher und Bischof von Saginaw
- Tom Corbett (* 1949), Politiker
- Linda Creed (1949–1986), Lyrikerin
- Mason Daring (* 1949), Komponist
- Wilhelmenia Fernandez (1949–2024), Opernsängerin
- Richard Gere (* 1949), Schauspieler
- Phyllis Hyman (1949–1995), R&B- und Jazz-Sängerin
- Keith (* 1949), Sänger
- Philip R. Kensinger (* 1949), Generalleutnant der United States Army
- Sandy Martin (* 1949), Schauspielerin
- Nancy Meyers (* 1949), Regisseurin, Filmproduzentin und Drehbuchautorin
- Gary K. Michelson (* 1949), Mediziner
- Bernard Samuel (1949–2020), Jazzmusiker
- Tyrone Simmons (* 1949), Fechter[72]
- Anne Spielberg (* 1949), Drehbuchautorin und Filmproduzentin
- Margaret Whitton (1949–2016), Schauspielerin

#### 1950

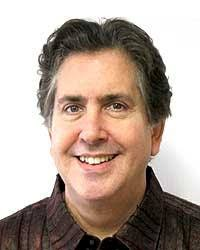
Douglas Lenat
(1950–2023)

- John P. Connolly (* 1950), Schauspieler und Gewerkschafter
- Ellie Daniel (* 1950), Schwimmerin[73]
- Charles Fambrough (1950–2011), Jazzbassist und -komponist
- Gary Fanelli (* 1950), US-amerikanisch-samoanischer Leichtathlet
- James Patrick Green (* 1950), Diplomat des Heiligen Stuhls; römisch-katholischer Erzbischof
- Anthony Hall (* 1950), Speerwerfer
- Joe Hoeffel (* 1950), Politiker
- Douglas Lenat (1950–2023), Forscher im Bereich der Künstlichen Intelligenz
- Francis Malone (* 1950), römisch-katholischer Geistlicher, Bischof von Shreveport
- Steve McCurry (* 1950), Fotograf und Fotojournalist
- Hugh McDonald (* 1950), Bassist
- Jon Polito (1950–2016), Schauspieler
- Martha Schwartz (* 1950), Landschaftsarchitektin und Hochschullehrerin
- Michael Swanwick (* 1950), Fantasy- und Science-Fiction-Schriftsteller
- Lee Ving (* 1950), Sänger, Gitarrist, Produzent und Schauspieler
- Seth Winston (1950–2015), Drehbuchautor, Regisseur und Filmproduzent

### 1951–1960

#### 1951

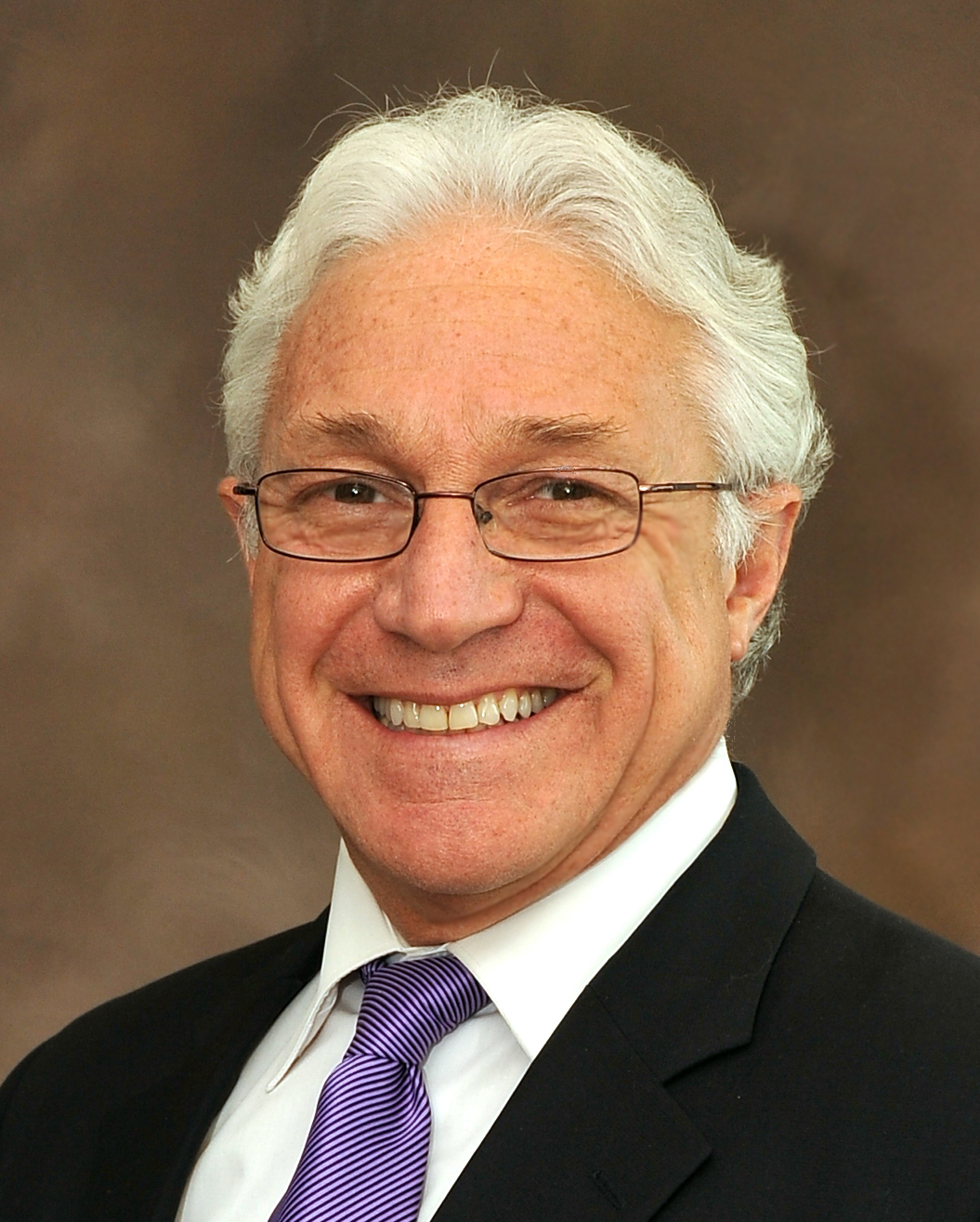
James C. Greenwood
(* 1951)

- Jeanne Birdsall (* 1951), Kinderbuchautorin
- Dan Bricklin (* 1951), Programmierer
- Gerry Brown (* 1951), Jazzschlagzeuger
- George Brunner (* 1951), Komponist, Musiker und Musikproduzent
- Stanley Clarke (* 1951), Bassist
- Paul J. DiMaggio (* 1951), Soziologe
- James C. Greenwood (* 1951), Politiker
- Alphonso Johnson (* 1951), Jazzbassist
- Sabir Mateen (* 1951), Jazzsaxophonist, -klarinettist und -flötist
- Luke Murianka (* 1951), russisch-orthodoxer Geistlicher
- Michael Peskin (* 1951), theoretischer Physiker
- Joel Polis (* 1951), Schauspieler und Filmproduzent
- Judi Silvano (* 1951), Jazzsängerin und Tänzerin
- Jaco Pastorius (1951–1987), Jazz-Bassist
- Albert Wynn (* 1951), Politiker
- Robert D. Yeoman (* 1951), Kameramann
- Karen Young (1951–1991), Disco-Sängerin und Pianistin

#### 1952
- James P. Bagian (* 1952), Astronaut
- Anita DeFrantz (* 1952), Ruderin und Sportfunktionärin
- Robert Donatucci (1952–2010), Politiker
- Buster Drayton (1952–2022), Boxer im Halbmittelgewicht und Weltmeister der IBF
- Marshall Herskovitz (* 1952), Filmproduzent und Regisseur
- William Kinderman (* 1952), Musikwissenschaftler und Pianist
- Jeff Lorber (* 1952), Keyboarder
- Bill Magarity (* 1952), Basketballspieler und -trainer
- Ted Malloch (* 1952), Unternehmer, Hochschulprofessor und Buchautor
- Melanie Mayron (* 1952), Schauspielerin, Regisseurin, Drehbuchautorin und Filmproduzentin
- Anna Quindlen (* 1952), Journalistin und Schriftstellerin
- Francesca Rochberg (* 1952), Wissenschaftshistorikerin
- Susan Seidelman (* 1952), Filmregisseurin
- Parker Stevenson (* 1952), Schauspieler
- Monnette Sudler (1952–2022), Jazzmusikerin

#### 1953
- Steven A. Balbus (* 1953), Astrophysiker

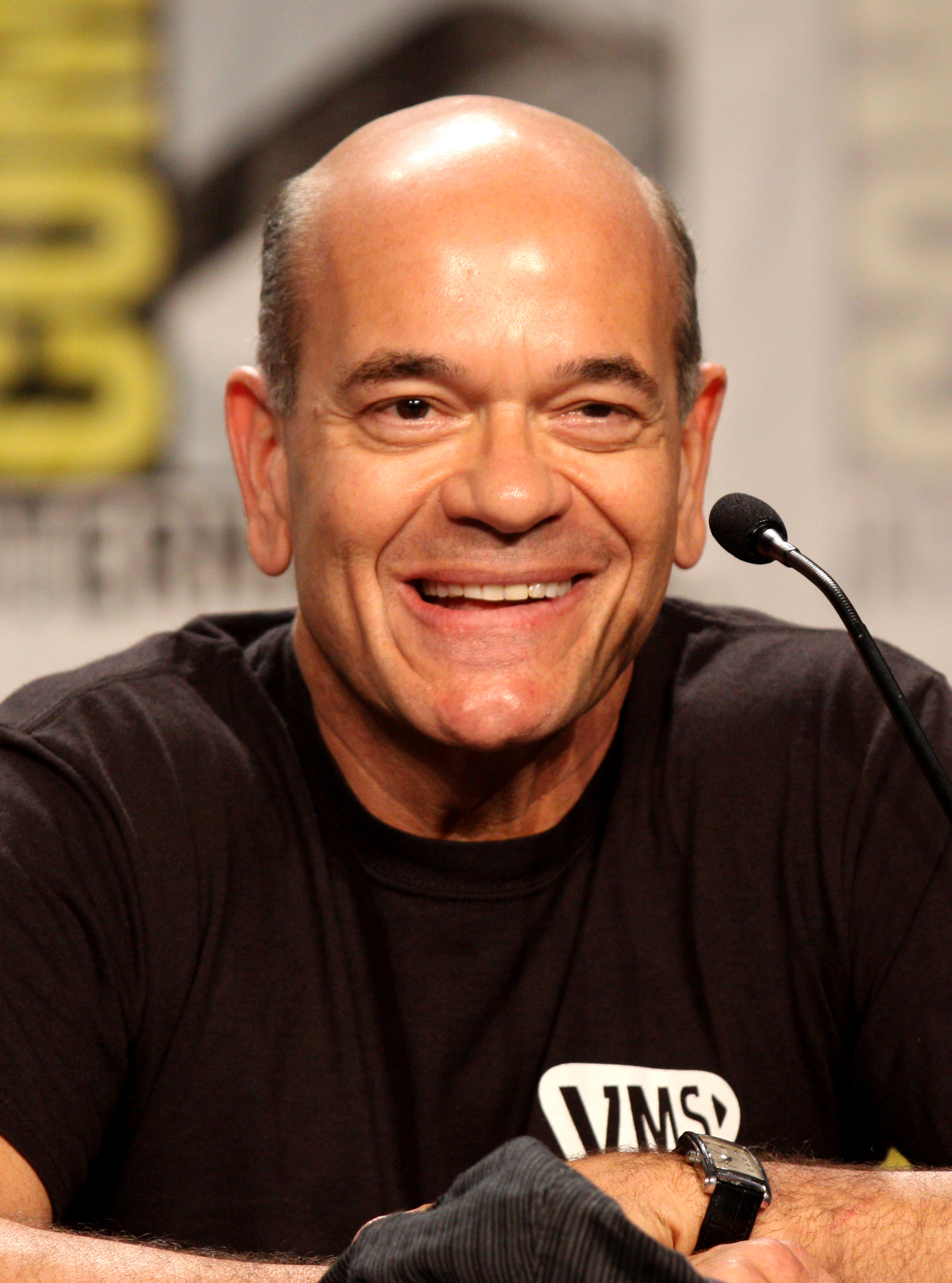
Robert Picardo
(* 1953)

- Eric Bazilian (* 1953), Musiker, Songwriter, Arrangeur und Produzent
- Jimmy Bruno (* 1953), Jazz-Gitarrist, Lehrer und Autor
- April Clough (* 1953), Schauspielerin
- Daniel Dombrowski (* 1953), Philosoph an der Seattle University
- Robert Espeseth (* 1953), Ruderer
- David First (* 1953), Komponist
- David F. Gibson (* 1953), Jazz-Schlagzeuger
- Andy Hertzfeld (* 1953), Softwareentwickler
- Elliott Levin (* 1953), Jazzmusiker
- Andy McKee (* 1953), Jazzbassist
- Robert Picardo (* 1953), Schauspieler
- Richard Potts (* 1953), Paläoanthropologe
- Bill Purcell (* 1953), Politiker; Bürgermeister von Nashville
- Howard Roffman (* 1953), Aktfotograf
- Robert Trebor (1953–2025), Schauspieler
- Lawrence Venuti (* 1953), Anglist, Translationswissenschaftler und Übersetzer

#### 1954

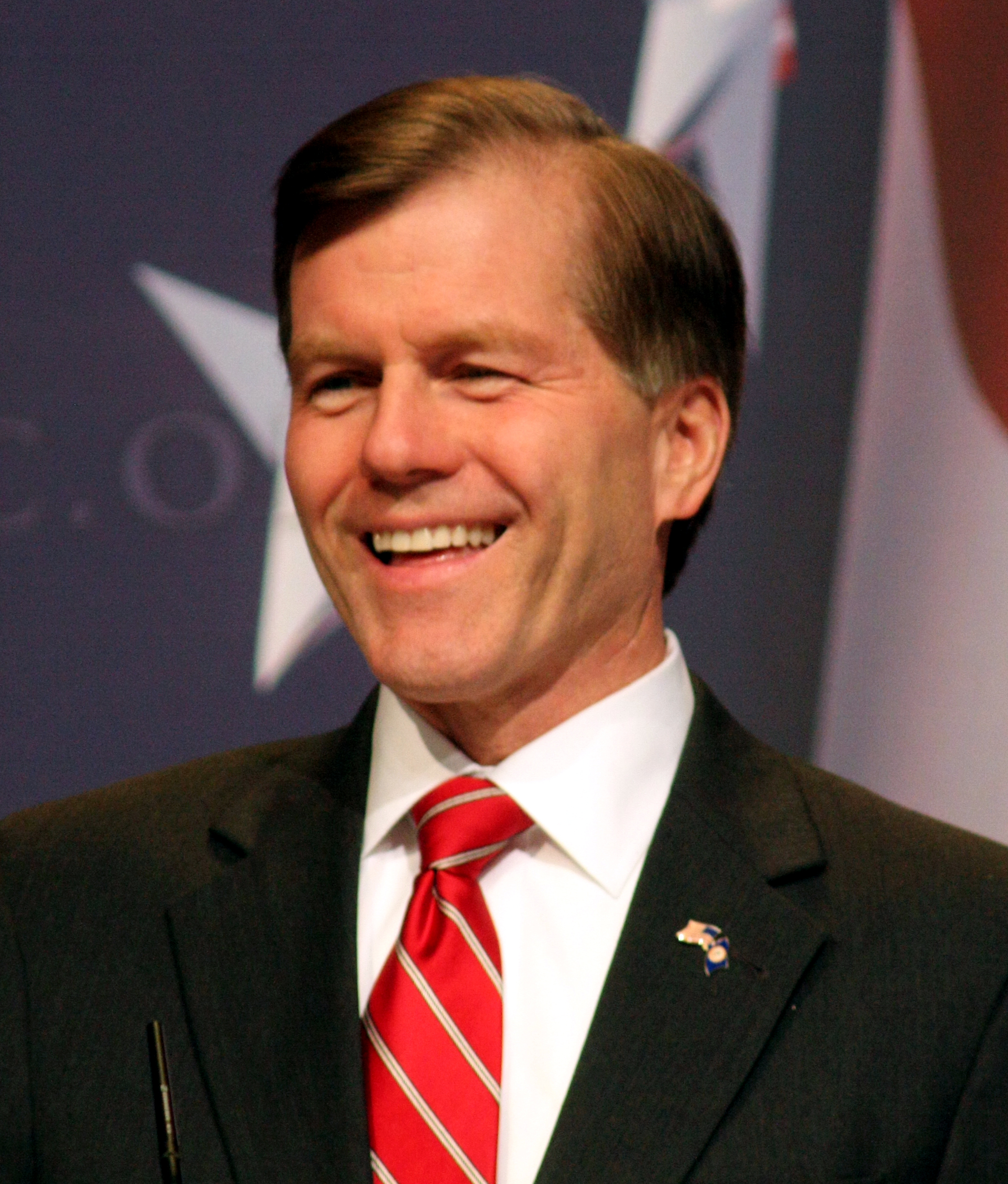
Bob McDonnell
(* 1954)

- Mumia Abu-Jamal (* 1954), Journalist, Autor und Bürgerrechtler
- Joe Bryant (1954–2024), Basketballspieler
- Ashton Carter (1954–2022), Politiker
- Dennis DeTurck (* 1954), Mathematiker
- Dwight Evans (* 1954), Politiker
- Eliot Fisk (* 1954), Gitarrist
- Herman Frazier (* 1954), Leichtathlet und Olympiasieger
- Kenneth Frazier (* 1954), Manager
- David Gabai (* 1954), Mathematiker
- Michael Harris (* 1954), Mathematiker
- Clark Johnson (* 1954), Schauspieler, Regisseur und Fernsehproduzent
- William H. Kimbel (1954–2022), Paläoanthropologe
- Michael P. Kube-McDowell (* 1954), Autor
- Bob Malach (* 1954), Jazzsaxophonist
- Robert McDonnell (* 1954), Politiker
- Matthew Saad Muhammad (1954–2014), Boxer
- Alan Poul (* 1954), Regisseur und Produzent
- Chip Robinson (* 1954), Autorennfahrer
- Eddie Rouse (1954–2014), Schauspieler
- Michael Sembello (* 1954), Sänger und Musiker
- Kirk Simon (1954–2018), Filmregisseur, Filmproduzent und Autor
- Annie Sprinkle (* 1954), Prostituierte, Stripperin, Pornodarstellerin, Fernsehmoderatorin, Herausgeberin eines Pornomagazins, Autorin, Performance-Künstlerin und Sexaufklärerin
- Brooks Tegler (* 1954), Jazz-Schlagzeuger und Bandleader

#### 1955
- Andrew M. Allen (* 1955), Astronaut

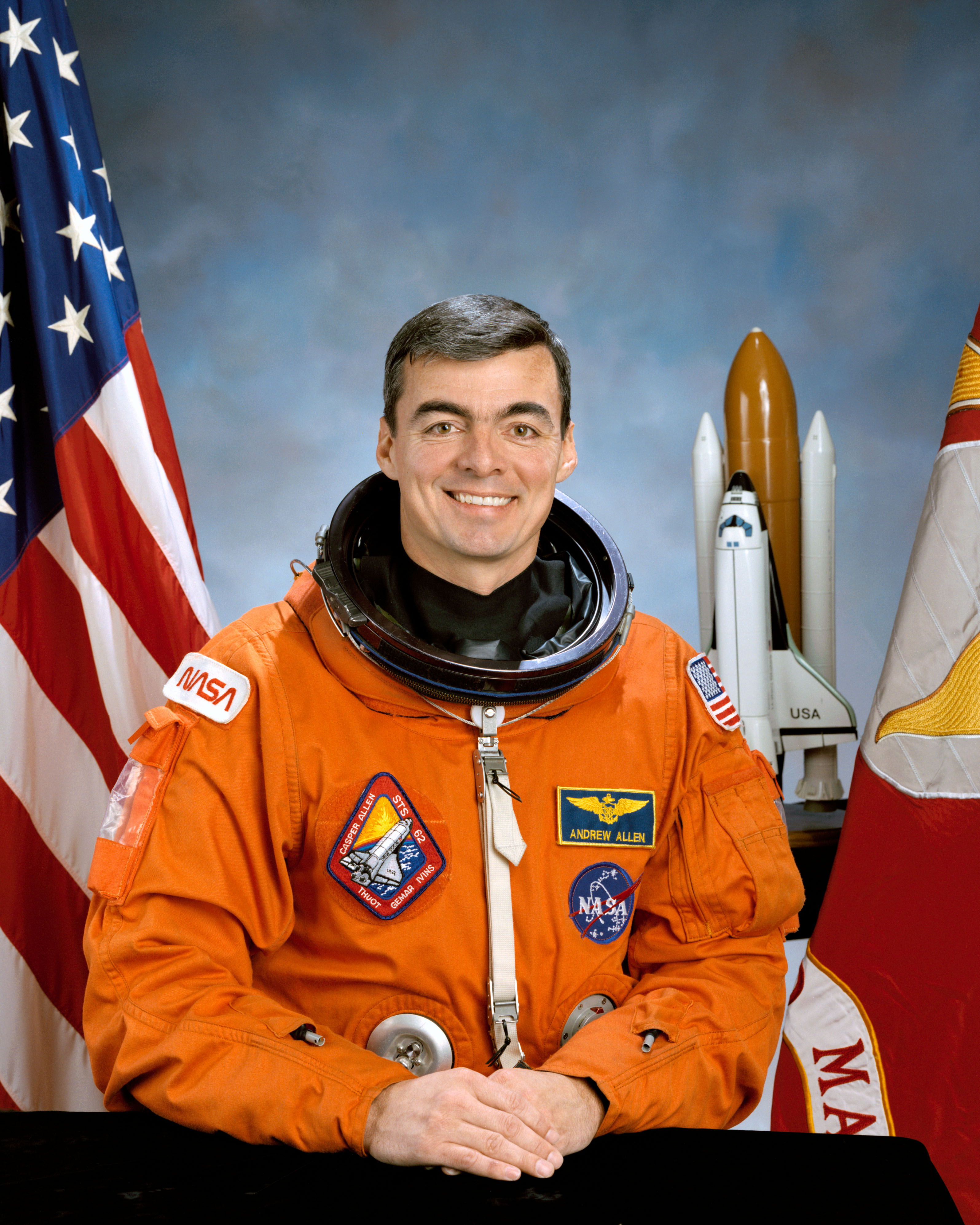
Andrew M. Allen
(* 1955)

- Reuven Amitai (* 1955), US-amerikanisch-israelischer Historiker
- Steve Berlin (* 1955), Rock-Saxophonist und -Produzent
- Andy Breckman (* 1955), Drehbuch- und Sketchschreiber sowie Fernsehproduzent
- Dennis Christopher (* 1955), Schauspieler
- Tony DiLeo (* 1955), Basketballtrainer
- Nathan East (* 1955), Jazzmusiker
- Robin Eubanks (* 1955), Jazz-Posaunist
- Alison Gopnik (* 1955), Kognitionspsychologin
- Dante Luciani, Jazzmusiker
- David Mirkin (* 1955), Regisseur, Filmproduzent und Drehbuchautor
- David Michael O’Connell (* 1955), römisch-katholischer Bischof von Trenton
- Mike Rossman (* 1955), Boxer und Weltmeister der WBA im Halbschwergewicht
- Mark Schultz (* 1955), Comicautor und -zeichner
- Lisa Scottoline (* 1955), Juristin und Schriftstellerin
- Peter Y. Solmssen (* 1955), US-amerikanisch-deutscher Manager
- Gerald Veasley (* 1955), Bassist des Fusionjazz

#### 1956
- Amin Ali (* 1956), Fusionmusiker

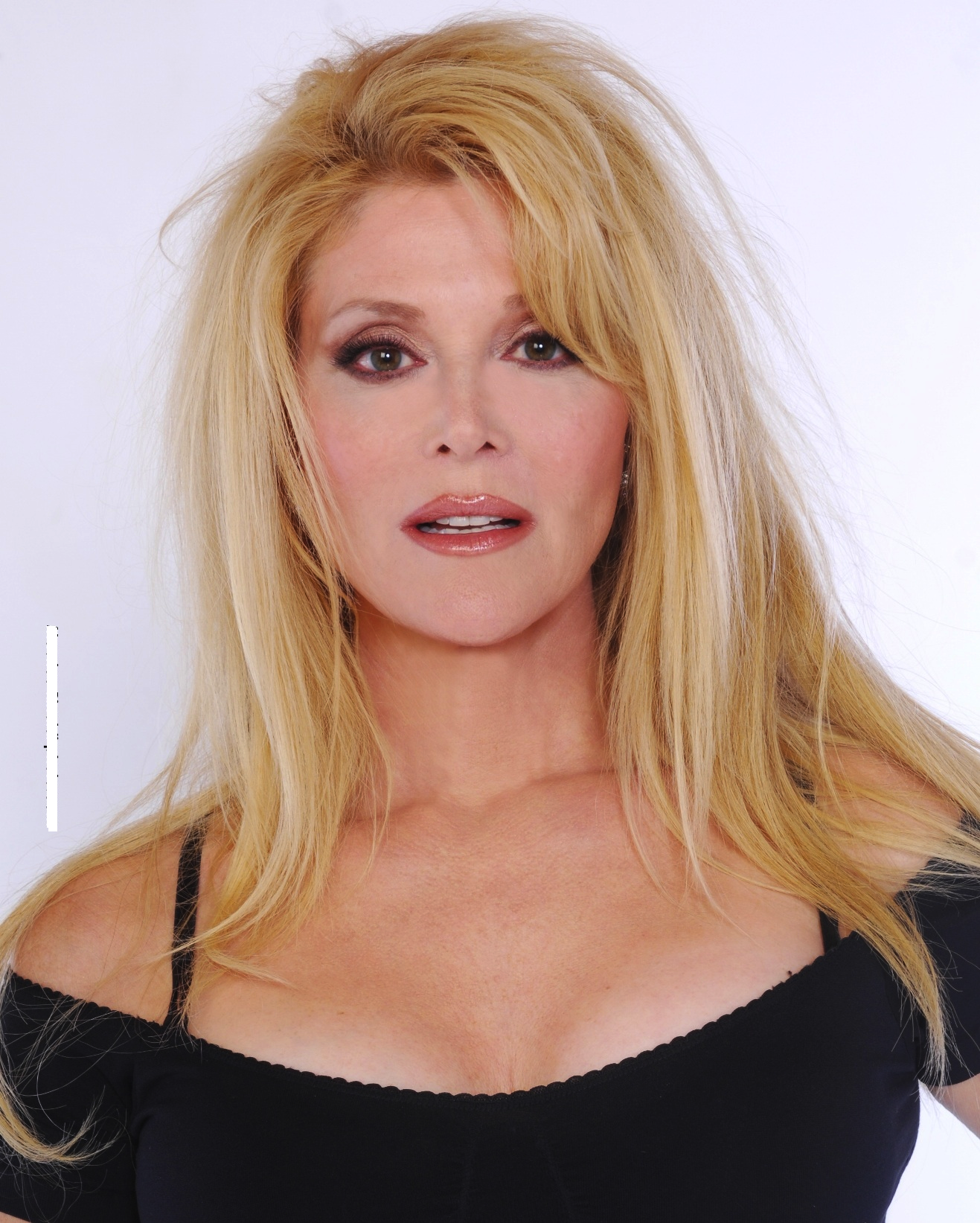
Audrey Landers
(* 1956)

- Uri Caine (* 1956), Pianist und Keyboarder, der sowohl im Jazz als auch in der Klassik beheimatet ist
- Jeff Chandler (* 1956), WBA-Boxweltmeister im Bantamgewicht
- Michael Connelly (* 1956), Schriftsteller
- Chaka Fattah (* 1956), Politiker
- Adam Gopnik (* 1956), kanadischstämmiger US-amerikanischer Schriftsteller, Essayist und Kommentator
- David Hahn (* 1956), Komponist, Gitarrist, Lautenist und Mandolinist
- Audrey Landers (* 1956), Schauspielerin
- Steven Langnas (* 1956), US-amerikanisch-schweizerischer Rabbiner
- Bob Saget (1956–2022), Schauspieler, Filmregisseur, Drehbuchautor, Filmproduzent, Stand-up-Comedian und Moderator
- Joni Sledge (1956–2017), Musikerin[74]
- Sumi Tonooka (* 1956), Pianistin, Dozentin und Komponistin
- Hal Willner (1956–2020), Musikproduzent
- Marlene Zuk (* 1956), Evolutionsbiologin und Verhaltensökologin
- Samuel Zygmuntowicz (* 1956), Geigenbauer

#### 1957
- David Bey (1957–2017), Schwergewichtsboxer
- Michael Francis Burbidge (* 1957), römisch-katholischer Geistlicher, Bischof von Arlington
- Debra Chasnoff (1957–2017), Dokumentarfilmerin und Oscar-Preisträgerin
- Leda Cosmides (* 1957), Psychologin
- David Crane (* 1957), Drehbuchautor und Filmproduzent
- Kevin Eubanks (* 1957), Jazzgitarrist
- Jesse Ferguson (* 1957), Boxer
- Paul Garrin (* 1957), Videokünstler
- Bruce Graham (* 1957), Drehbuchautor
- Scott J. Horowitz (* 1957), Astronaut
- Zane Massey (* 1957), Jazzmusiker
- Michael J. Lewis (* 1957), Architekturhistoriker
- Michael Nutter (* 1957), Politiker
- Cornell Rochester (* 1957), Fusion- und Jazzmusiker
- Jeffrey Shallit (* 1957), Mathematiker und Informatiker
- Peter Shub (* 1957), Clown und Varietéshow-Regisseur
- Melinda Wagner (* 1957), Komponistin
- Tim Witherspoon (* 1957), Boxweltmeister im Schwergewicht

#### 1958

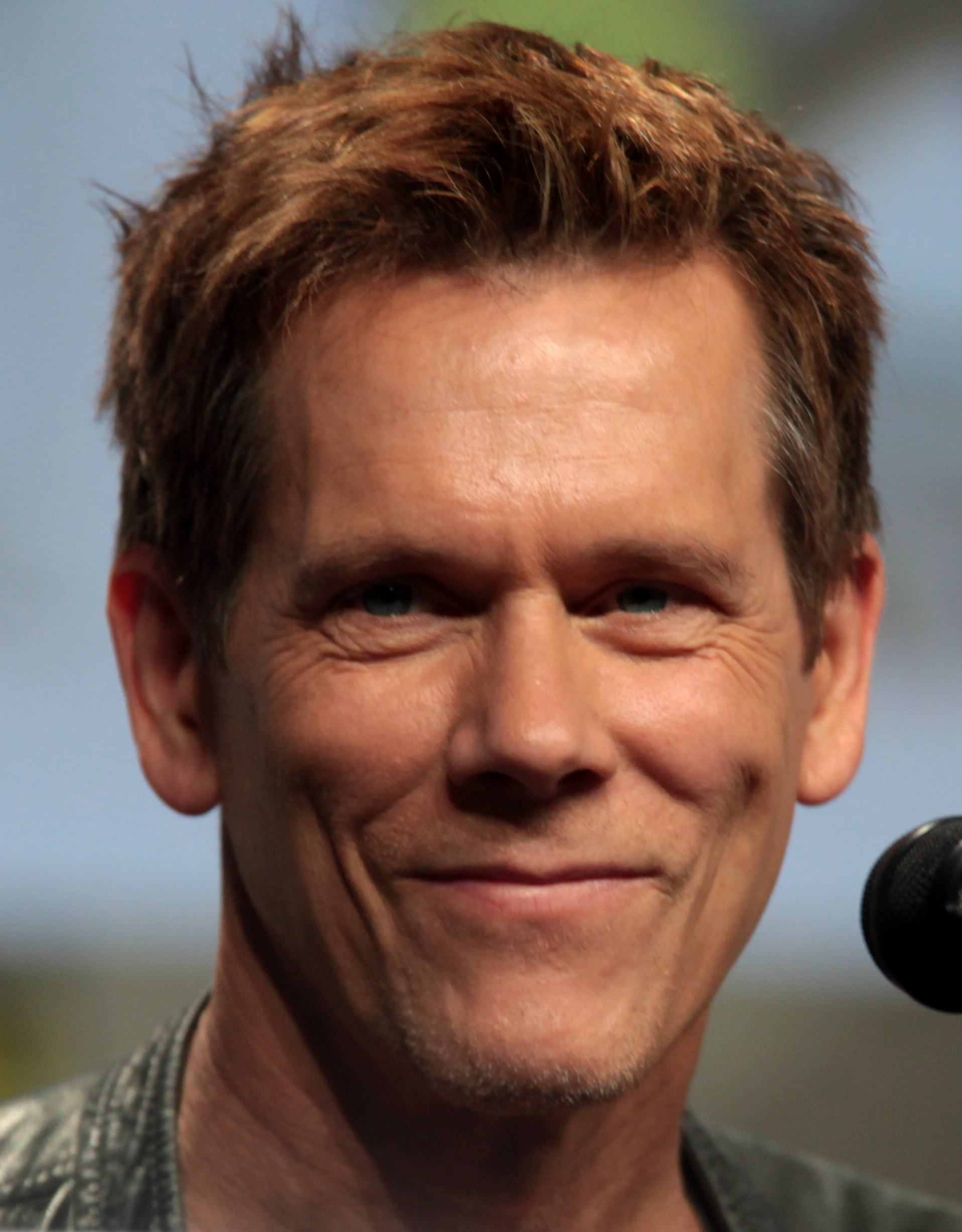
Kevin Bacon
(* 1958)

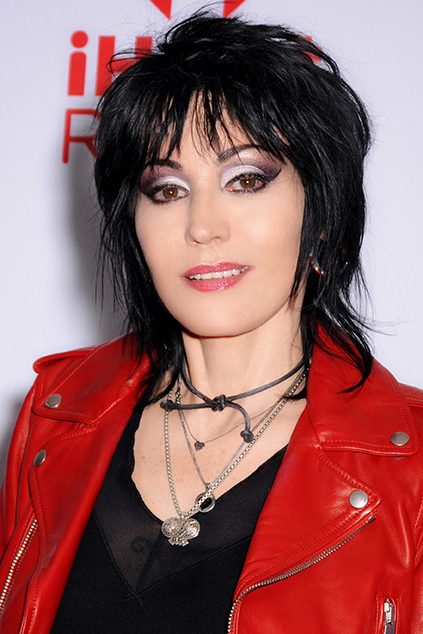
Joan Jett
(* 1958)

- Kevin Bacon (* 1958), Schauspieler, Regisseur und Produzent
- Michael Brooks (1958–2016), Basketballspieler[75]
- Charlie Brown (* 1958), Boxer im Leichtgewicht und Normalausleger
- Karen Cellini (* 1958), Schauspielerin
- Susan Wheeler Duff (* 1958), Schauspielerin
- Morgan Griffith (* 1958), Politiker
- Kevin Hooks (* 1958), Schauspieler, Film- und Fernsehregisseur
- Joan Jett (* 1958), Rocksängerin und Gitarristin
- Jef Lee Johnson (1958–2013), Gitarrist
- Judy Landers (* 1958), Schauspielerin[76]
- Scott Patterson (* 1958), Schauspieler
- Tina Seelig (* 1958), Wirtschaftsingenieurin
- Craig Shoemaker (* 1958), Komiker und Schauspieler
- Nancy Spungen (1958–1978), Managerin, Freundin des Punkmusikers Sid Vicious
- Raymond A. Thomas (* 1958), General[77]
- Papo Vázquez (* 1958), Jazz- und Salsamusiker
- Julia Wolfe (* 1958), Komponistin

#### 1959
- John Adler (1959–2011), Politiker

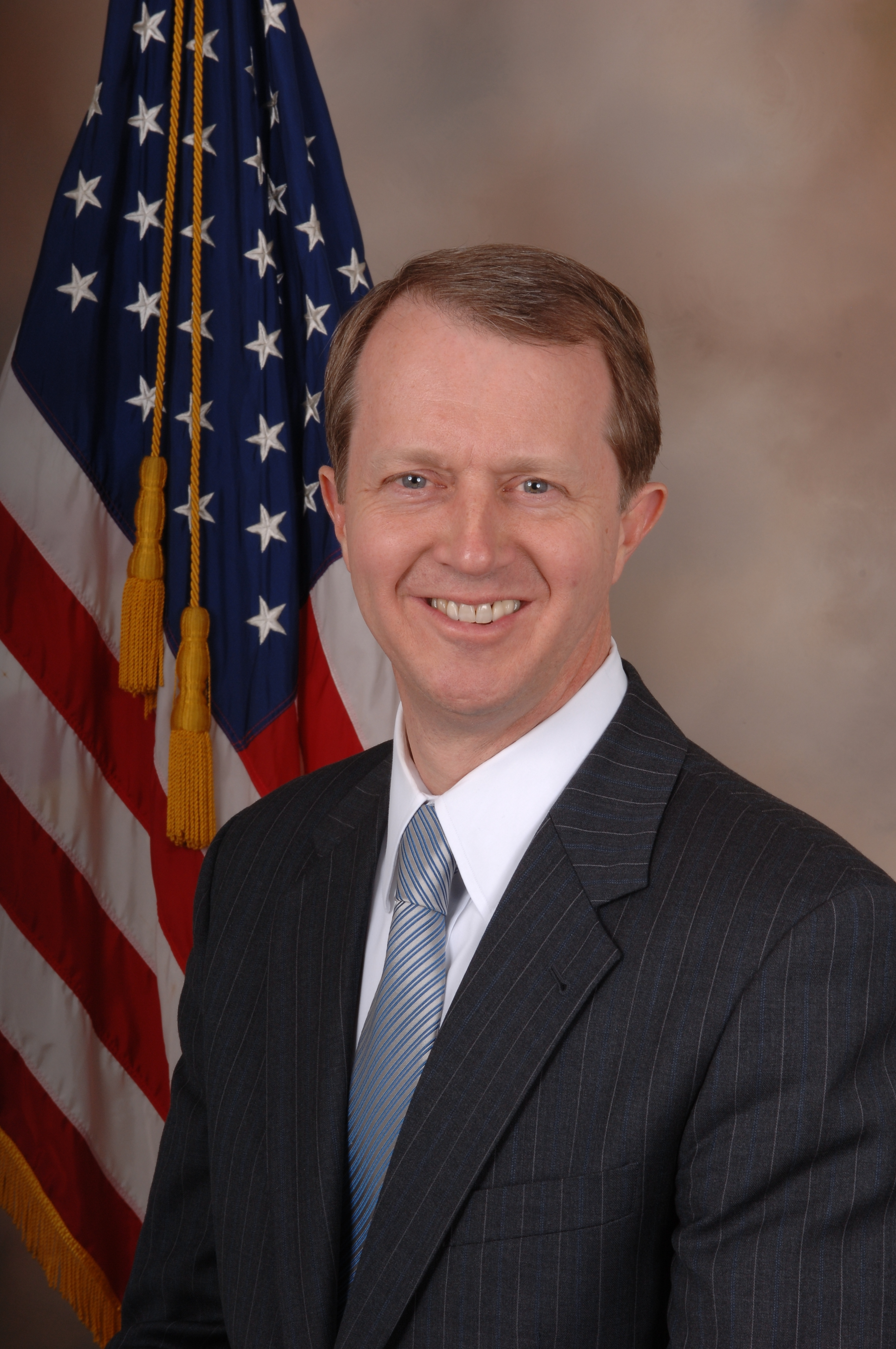
John Adler
(1959–2011)

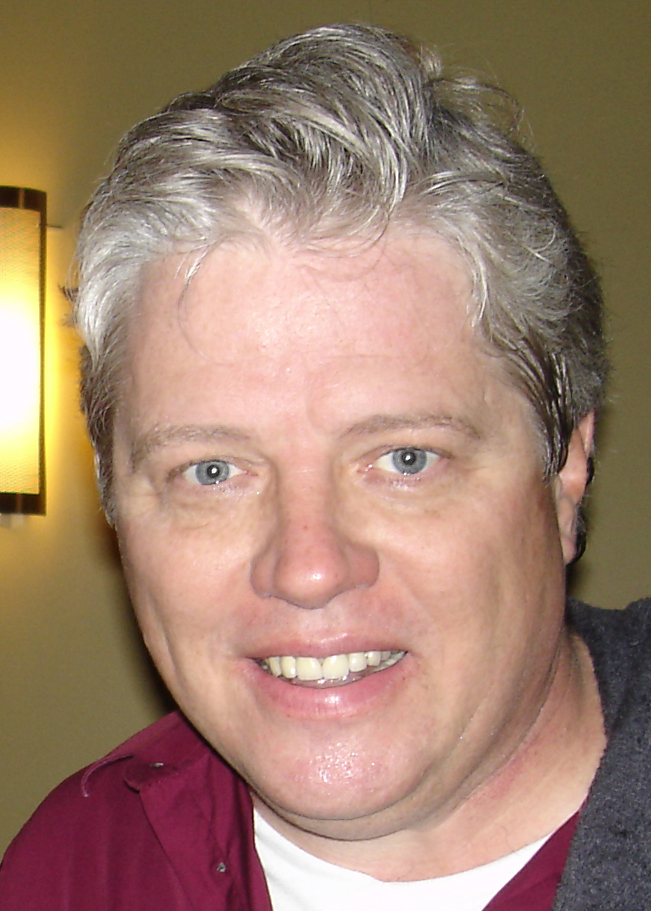
Thomas F. Wilson
(* 1959)

- Clarissa Burt (* 1959), Schauspielerin und Model
- Aminta H. Breaux (* 1959), Psychologin und erste Präsidentin der Bowie State University
- John Corabi (* 1959), Gitarrist und Sänger
- Lee Daniels (* 1959), Filmproduzent, Filmregisseur und Schauspieler
- John Di Martino (* 1959), Jazzmusiker
- David DiVincenzo (* 1959), Physiker
- Carol Goodman (* 1959), Schriftstellerin und Dozentin für Creative Writing
- Charles M. Lieber (* 1959), Chemiker und Physiker
- Kate McNeil (* 1959), Schauspielerin
- Rand Miller (* 1959), Mitbegründer der Computerspielefirma Cyan Worlds
- Michael Mossman (* 1959), Jazzmusiker
- Scott L. Schwartz (1959–2024), Schauspieler, Stuntman, Regisseur, Drehbuchautor und Produzent
- Daniel Edward Thomas (* 1959), römisch-katholischer Geistlicher und Bischof von Toledo
- Murray Waas (* um 1959), Journalist
- Calvin Weston (* 1959), Schlagzeuger des Funkjazz
- Thomas F. Wilson (* 1959), Schauspieler, Komiker und Synchronsprecher

#### 1960
- Victor Bailey (1960–2016), Bassgitarrist
- Jim Beard (1960–2024), Keyboarder und Musikproduzent
- Tyrell Biggs (* 1960), Boxer
- Steve Bisciotti (* 1960), Geschäftsmann, Unternehmer und Besitzer des NFL-Teams Baltimore Ravens
- Gia Carangi (1960–1986), Fotomodell
- Jay Caufield (* 1960), Eishockeyspieler
- Timothy Christian Senior (* 1960), römisch-katholischer Bischof
- Linda Fiorentino (* 1960), Schauspielerin
- Marvis Frazier (* 1960), Schwergewichtsboxer
- Gregory Gordon (* 1960), römisch-katholischer Geistlicher, Weihbischof in Las Vegas
- Rodney Kendrick (* 1960), Jazzmusiker
- Aaron Jay Kernis (* 1960), Komponist
- Veit Krenn (* 1960), deutscher Pathologe
- Joseph Laurinaitis (1960–2020), Wrestler
- Stacy Levy (* 1960), Bildhauerin und Land-Art-Künstlerin
- Kathleen McGahey (* 1960), Hockeyspielerin
- David Miscavige (* 1960), Scientologe
- Wallace Roney (1960–2020), Jazz-Trompeter
- Neil Shubin (* 1960), Paläontologe und Evolutionsbiologe
- Stewart Wallace (* 1960), Komponist
- Michael Wolf (* 1960), Mathematiker

### 1961–1970

#### 1961
- Kim Delaney (* 1961), Schauspielerin
- Christopher Ferguson (* 1961), Astronaut

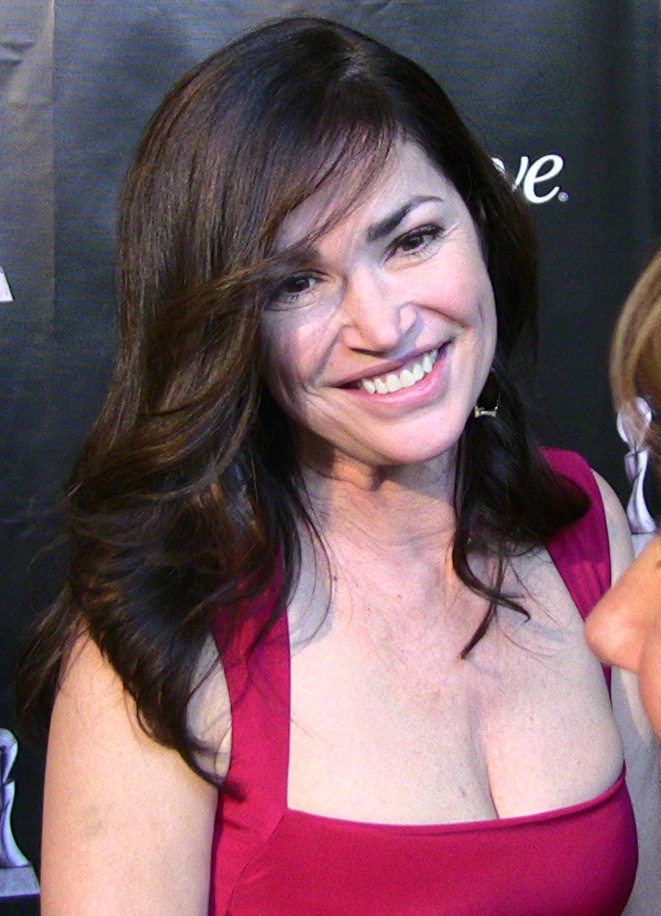
Kim Delaney
(* 1961)

- Philip Gourevitch (* 1961), Autor und Journalist
- Paul Halpern (* 1961), Physiker
- Robert Hines (* 1961), Boxer
- Gene Jackson (* 1961), Jazz-Schlagzeuger
- Paul McCrane (* 1961), Schauspieler
- Jay Rosen (* 1961), Jazzmusiker
- Stacey Snider (* 1961), Filmproduzentin
- Robin Stille (1961–1996), Schauspielerin
- Crystal Waters (* 1961), House-Sängerin

#### 1962
- Gail Ann Dorsey (* 1962), Musikerin
- Jonathan Elliott (* 1962), Komponist

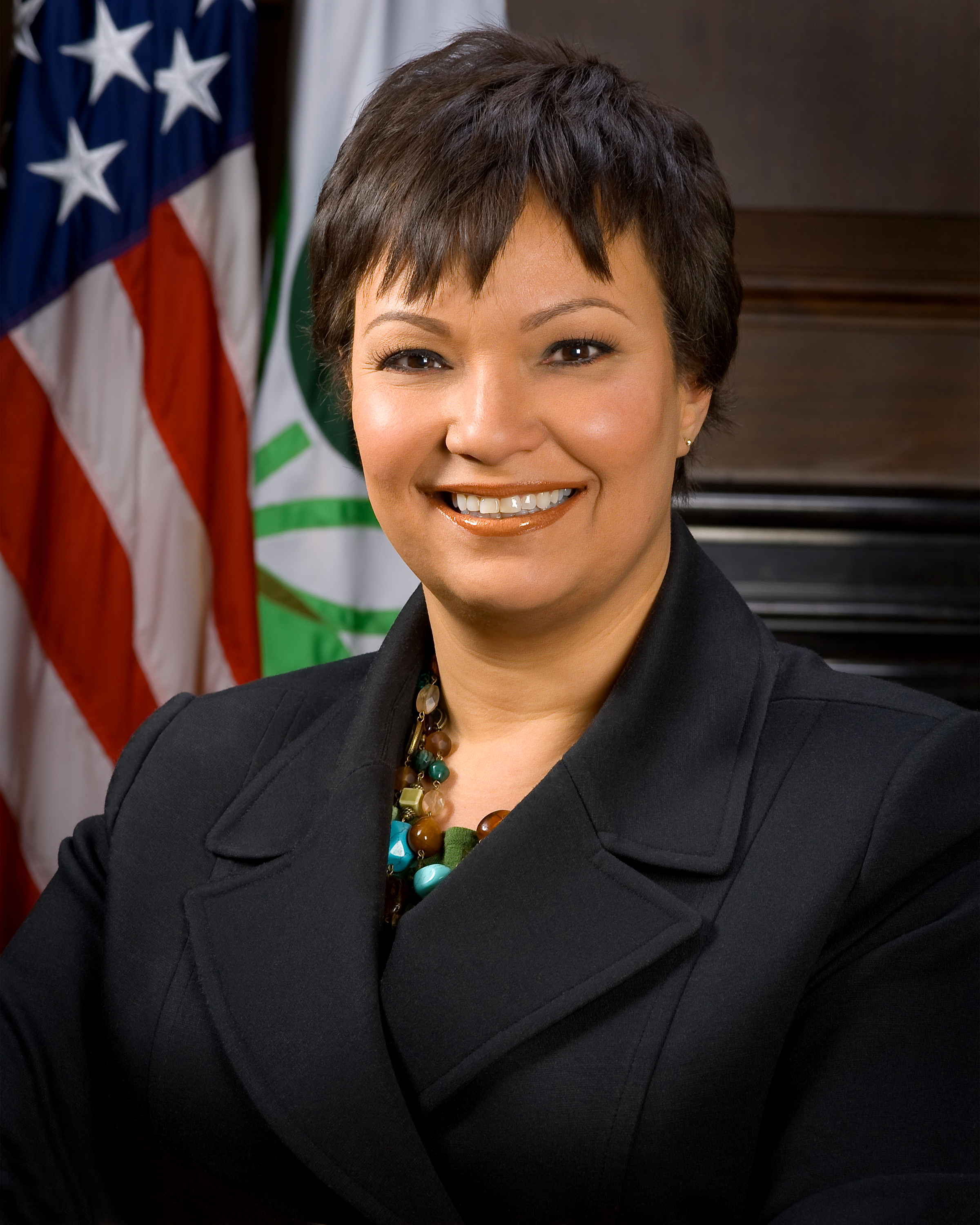
Lisa P. Jackson
(* 1962)

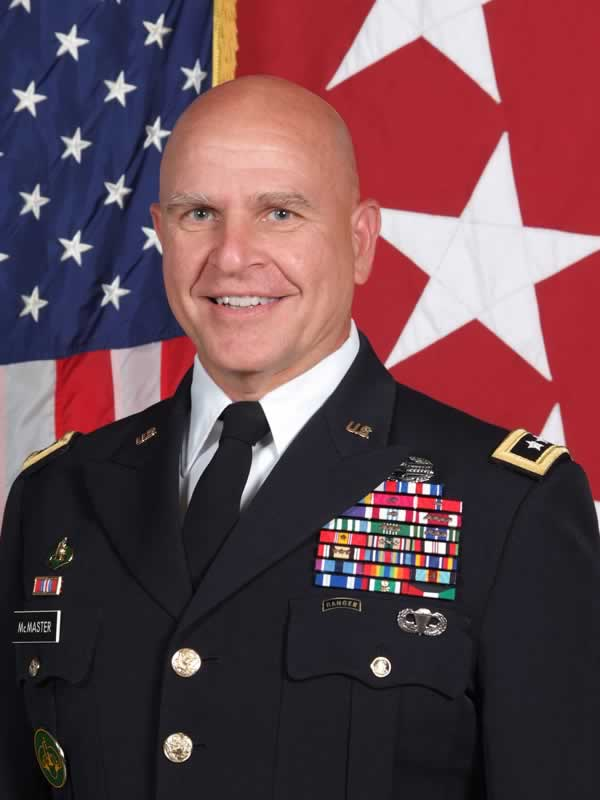
H. R. McMaster
(* 1962)

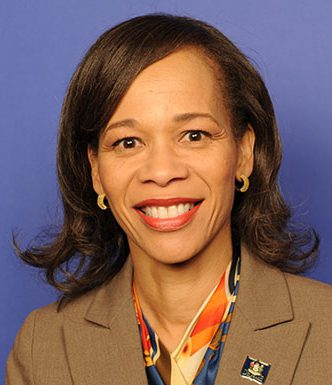
Lisa Blunt Rochester
(* 1962)

- Lisa P. Jackson (* 1962), Chemieingenieurin und Umweltpolitikerin
- Tamara Jenkins (* 1962), Drehbuchautorin, Schauspielerin und Regisseurin
- Nathaniel Kahn (* 1962), Drehbuchautor, Regisseur und Filmproduzent
- John Laurinaitis (* 1962), Wrestler
- H. R. McMaster (* 1962), General und ernannter US-Sicherheitsberater
- Joey Merlino (* 1962), Mobster
- Lisa Blunt Rochester (* 1962), Politikerin
- Ray Staszak (* 1962), Eishockeyspieler
- Brian Sullivan (* 1962), Manager

#### 1963
- Gabriel Finkelstein (* 1963), Historiker
- Mike Fitzpatrick (1963–2020), Politiker
- Richard Garfield (* 1963), Spieleentwickler
- Darryl Hall (* 1963), Jazzmusiker
- Lafayette Harris (* 1963), Jazzmusiker
- Johnny Hotbody (* 1963), Boxer
- Alicia Levy (1963–2007), Blues-Sängerin und Gitarristin
- Ellen Lupton (* 1963), Grafikdesignerin und Autorin
- Joe Matt (1963–2023), Cartoonist
- John Joseph McIntyre (* 1963), römisch-katholischer Bischof
- Nate Miller (* 1963), Boxer
- Freddie Pendleton (* 1963), Boxer im Leichtgewicht
- Charles Pettigrew (1963–2001), Sänger
- Mike Powell (* 1963), Leichtathlet
- Antoine Roney (* 1963), Jazz-Saxophonist
- Deborah Ross (* 1963), Juristin und Politikerin
- The Sandman (* 1963), Wrestler
- Terri Schiavo (1963–2005), Komapatientin, die aufgrund rechtlicher Auseinandersetzungen um ihr Leben in den Medien präsent war

#### 1964
- Debbie Black (* 1966), Basketballspielerin
- Marsha Cottrell (* 1964), Künstlerin
- Kate DiCamillo (* 1964), Schriftstellerin
- Kate Flannery (* 1964), Schauspielerin[78]
- Kim Gallagher (1964–2002), Leichtathletin und Olympionikin
- Ralph Garman (* 1964), Schauspieler
- Molly McCloskey (* 1964), Schriftstellerin
- Holly Robinson Peete (* 1964), Schauspielerin
- Lisa Peluso (* 1964), Schauspielerin[79]
- Tammy Tiehel (* 1964), Filmproduzentin und Filmmanagerin
- Tom Verica (* 1964), Schauspieler[80]
- Crystal Waters (* 1964), House-Sängerin
- Danny Woodburn (* 1964), Schauspieler

#### 1965
- Willard Burleson (* 1965), Generalleutnant der United States Army
- DJ Jazzy Jeff (* 1965), DJ und Musikproduzent
- Rich Gannon (* 1965), Footballspieler
- Deborah Harkness (* 1965), Wissenschaftshistorikerin und Schriftstellerin
- Bernard Hopkins (* 1965), Boxer
- Steve Little (1965–2000), Boxer
- Clayton Prince (* 1965), Schauspieler
- Brian S. Robinson (* 1965), Generalleutnant der United States Air Force
- Michael K. Rosen (* 1965), Biophysiker und Hochschullehrer
- Rod Rosenstein (* 1965), Jurist
- Karen Malina White (* 1965), Schauspielerin[81]
- Michael Worth (* 1965), Schauspieler
- Spantaneeus Xtasy (* 1965), Pornodarstellerin[82]
- Vincent Young (* 1965), Schauspieler[83]

#### 1966
- David Berkoff (* 1966), Schwimmer
- Debbie Black (* 1966), Basketballspielerin
- Sean M. Carroll (* 1966), Astrophysiker
- Gary Dourdan (* 1966), Schauspieler und Musiker
- Bo Kimble (* 1966), Basketballspieler
- Andrew Newberg (* 1966), Hirnforscher und Religionswissenschaftler
- Pooh Richardson (* 1966), Basketballspieler[84]
- Meldrick Taylor (* 1966), Boxer

#### 1967
- Jeffrey Clark (* 1967), Rechtsanwalt
- William Guthrie (* 1967), Boxer
- Rodney Harvey (1967–1998), Schauspieler und Model
- Randi Ingerman (* 1967), Schauspielerin
- Jeffrey McDaniel (* 1967), Autor
- Michael Sussman (* 1967), Drehbuchautor und Filmproduzent
- J. D. Walter (* 1967), Jazzsänger
- Richard Whiten (* 1967), Schauspieler und Synchronsprecher

#### 1968
- Patrick Brosnan (* 1968), Mathematiker

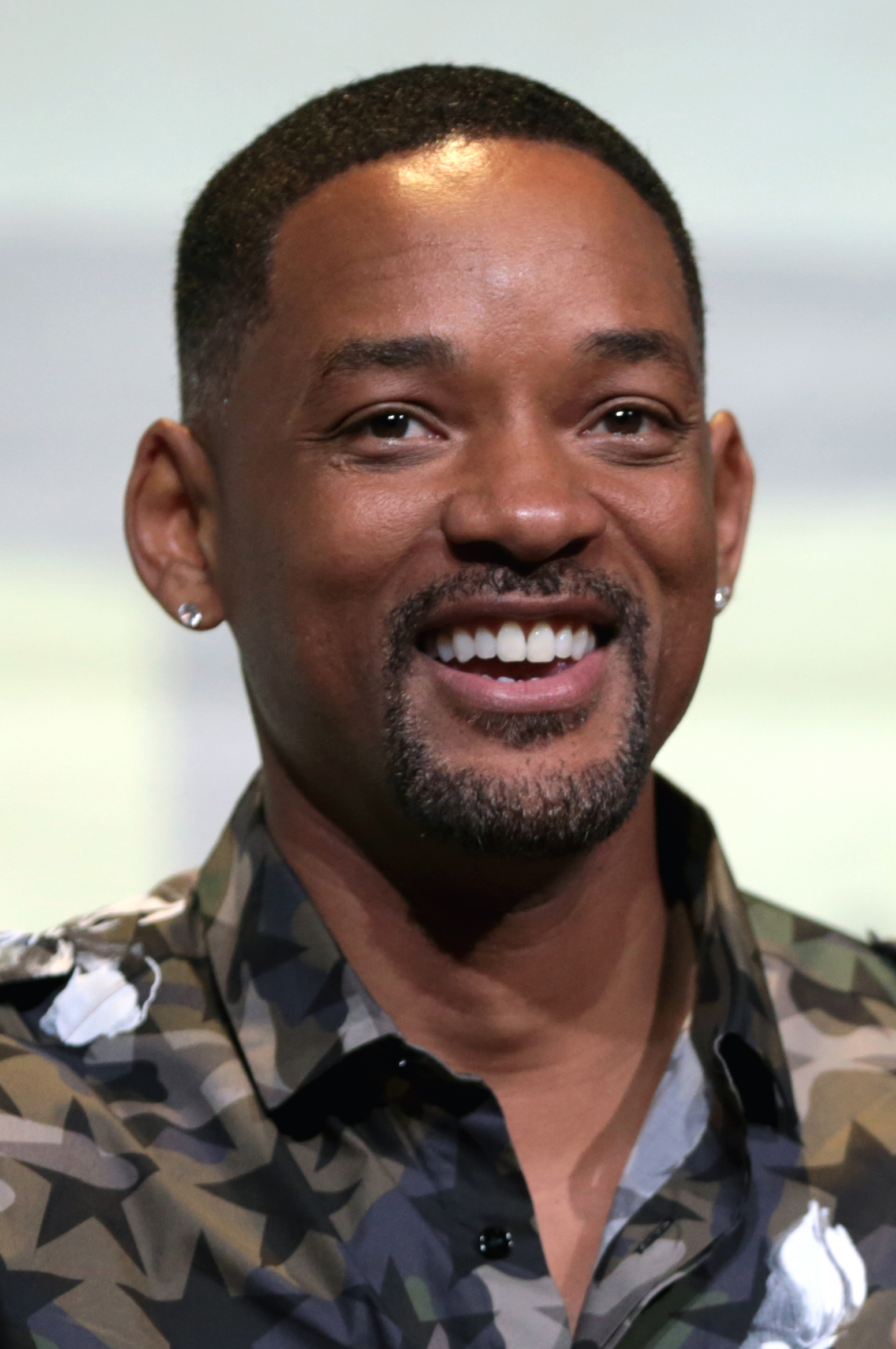
Will Smith
(* 1968)

- Edna Campbell (* 1968), Basketballspielerin[85]
- Jon Drummond (* 1968), Sprinter
- Samuel Fogarino (* 1968), Schlagzeuger
- Jennifer Chambers Lynch (* 1968), Regisseurin und Drehbuchautorin
- Adam McKay (* 1968), Drehbuchautor, Filmproduzent und Filmregisseur
- Ken Ono (* 1968), Mathematiker
- Gregory Pardlo (* 1968), Autor und Hochschullehrer
- Lionel Simmons (* 1968), Basketballspieler[86]
- Will Smith (* 1968), Schauspieler und Rapper
- Mathew St. Patrick (* 1968), Schauspieler
- Paul F. Tompkins (* 1968), Schauspieler, Drehbuchautor, Filmproduzent und Komiker
- Erik Williams (* 1968), Footballspieler

#### 1969
- Steady B (* 1969), Rapper und Produzent
- Charles Brewer (* 1969), Boxer im Supermittelgewicht
- Andrew Bryniarski (* 1969), Schauspieler
- Dominic Comperatore (* 1969), Schauspieler
- Colman Domingo (* 1969), Schauspieler, Tänzer, Bühnenautor, Theaterregisseur und Sänger
- Duane Eubanks (* 1969), Jazztrompeter
- Dan Faulk (* 1969), Jazzmusiker und Hochschullehrer
- Erin Hartwell (* 1969), Bahnradsportler und Radsporttrainer
- Michael Kelly (* 1969), Schauspieler
- Byron Landham (* 1969), Jazzmusiker
- Suzan G. LeVine (* 1969), Unternehmerin und Diplomatin
- Silas Weir Mitchell (* 1969), Schauspieler
- Christine O’Donnell (* 1969), Politikerin

#### 1970
- Jonathan Brown (* 1970), Kameramann

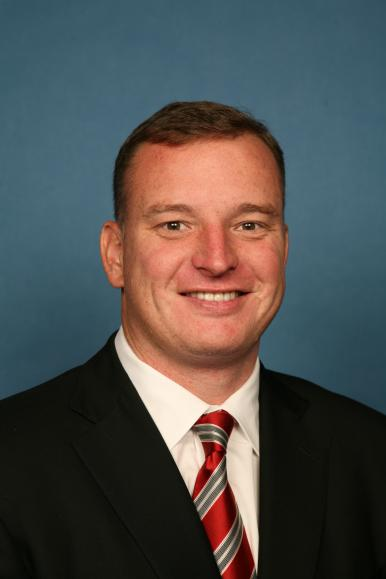
Tom Rooney
(* 1970)

- Dwayne Burno (1970–2013), Jazzmusiker
- Robert Hawkins (* 1970), Boxer[87]
- John Hennigan (* 1970), Pokerspieler
- Andrew A. Kosove (* 1970), Filmproduzent
- Michelle Malkin (* 1970), Kolumnistin
- Ned McGowan (* 1970), Flötist und Komponist
- Eric Owens (* 1970), Opern- und Konzertsänger
- Eric Reed (* 1970), Jazz-Pianist und Komponist
- Tom Rooney (* 1970), Politiker
- Kurt Rosenwinkel (* 1970), Jazz-Gitarrist
- Daniel Spielman (* 1970), Mathematiker und Informatiker
- Dawn Staley (* 1970), Basketballspielerin und -trainerin
- Wrath James White (* 1970), Schriftsteller
- Scott Wiener (* 1970), Politiker
- Josh Wink (* 1970), Musiker
- Lawrence Zazzo (* 1970), Opernsänger

### 1971–1980

#### 1971
- Shari Albert (* 1971), Schauspielerin[88]

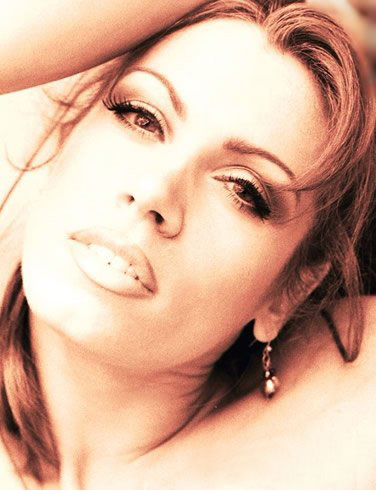
April Hunter
(* 1971)

- Jay Ashley (* 1971), Pornoregisseur und -darsteller
- Farid Barron (* 1971), Jazzpianist
- Rebecca Creskoff (* 1971), Schauspielerin[89]
- Jared Hasselhoff (* 1971), Bassist
- April Hunter (* 1971), Wrestlerin
- Sacha Jenkins (1971–2025), Journalist, Dokumentarfilmer, Autor, Musiker und Kulturhistoriker
- Ross Katz (* 1971), Filmproduzent und Filmregisseur
- Frank Leskaj (* 1972), ehemaliger US-amerikanisch-albanischer Schwimmer
- Lisa Lopes (1971–2002), Sängerin und Rapperin (TLC)
- Nathan Morris (* 1971), Sänger und Mitglied der Gruppe Boyz II Men
- Marc Nelson (* 1971), Sänger, Frontmann der Gruppe Az Yet
- Questlove (* 1971), Schlagzeuger und Musikproduzent
- Stevie Richards (* 1971), Wrestler
- Ivan Robinson (* 1971), Boxer
- Michael Rubin (* 1971), Hochschullehrer, Autor und Militärberater
- Daniel Traub (* 1971), Fotograf und Filmemacher

#### 1972
- Bahamadia (* 1972), Rapperin

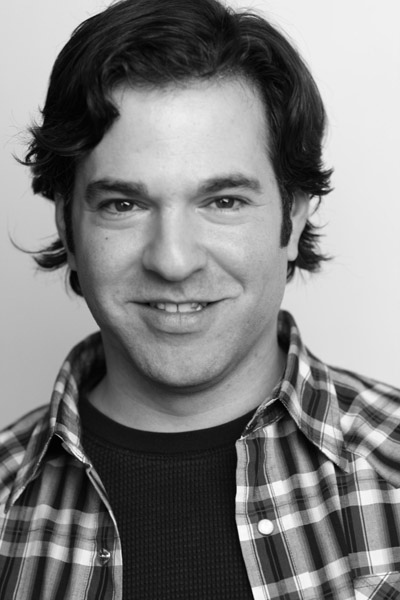
Stephen Susco
(* 1972)

- Warren Lyford DeLano (1972–2009), Bioinformatiker
- Eric Harding (* 1972), Boxer
- Marvin Harrison (* 1972), Footballspieler
- Jules Jordan (* 1972), Pornoregisseur, -darsteller und -produzent
- Kurupt (* 1972), Rapper
- Christian McBride (* 1972), Jazzbassist
- Aaron McKie (* 1972), Basketballspieler
- Jill Scott (* 1972), Sängerin
- LaMont Smith (* 1972), Leichtathlet und Olympiasieger
- Sonya Smith (* 1972), Schauspielerin[90]
- J. C. Spink (1972–2017), Filmproduzent
- Shawn Stockman (* 1972), R&B/Soul-Sänger und Mitglied der Boygroup Boyz II Men
- Stephen Susco (* 1972), Drehbuchautor, Filmproduzent und Regisseur
- Black Thought (* 1972), Rapper
- Fran Wilde (* 1972), Science-Fiction- und Fantasy-Autorin

#### 1973
- Dawn Burrell (* 1973), Weitspringerin
- Walter Fauntleroy (* 1973), Schauspieler
- Brian Fitzpatrick (* 1973), Politiker

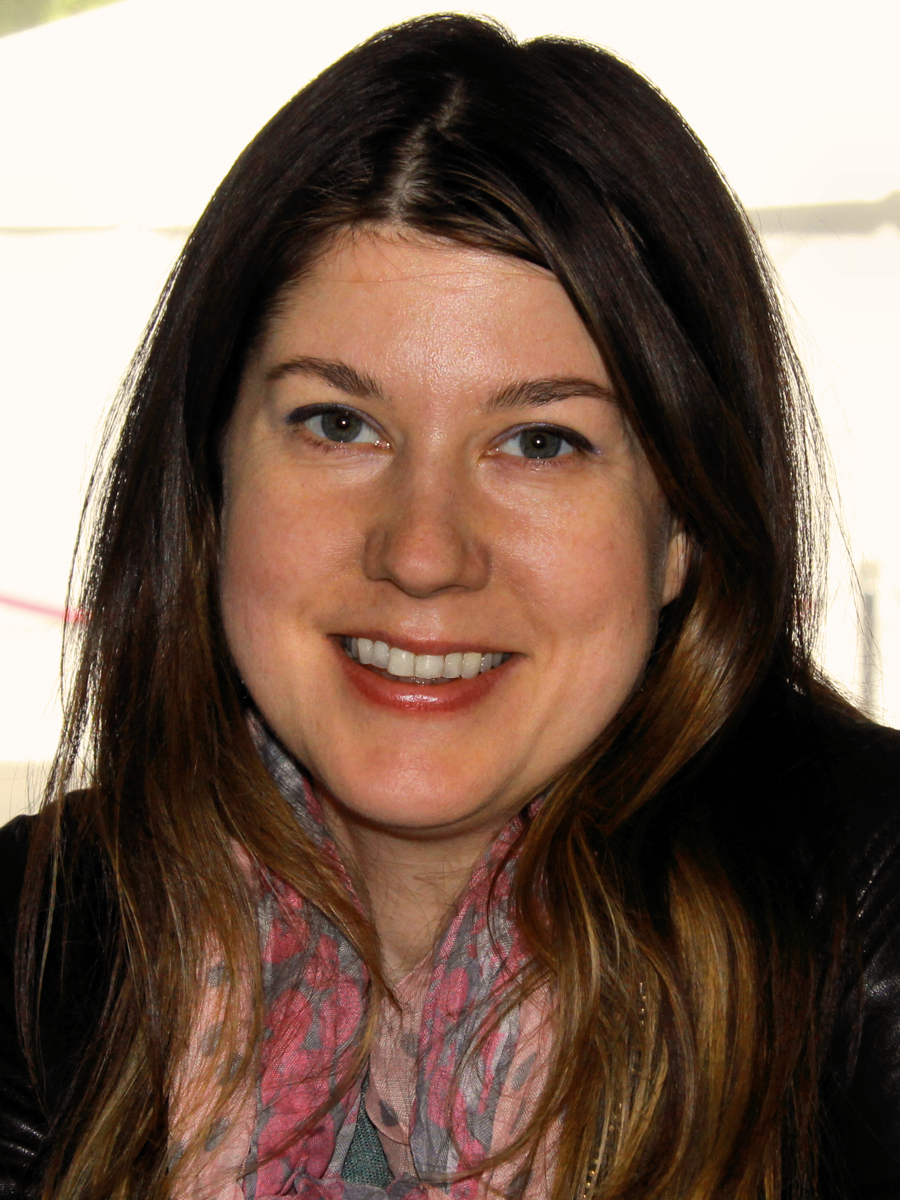
Maureen Johnson
(* 1973)

- Eddie George (* 1973), American-Football-Spieler
- Adam Goldstein (1973–2009), Musiker, DJ und Musikproduzent
- Micah Hauptman (* 1973), Schauspieler
- Ari Hoenig (* 1973), Jazzmusiker
- Maureen Johnson (* 1973), Schriftstellerin
- Amel Larrieux (* 1973), Sängerin und Singer-Songwriterin
- John Mackey (* 1973), Komponist
- Wanyá Morris (* 1973), Sänger und Frontmann der Gruppe Boyz II Men
- Patrick Murphy (* 1973), Politiker
- Fred Raskin (* 1973), Filmeditor
- David Reid (* 1973), Boxer
- Jose Antonio Rivera (* 1973), Boxer

#### 1974

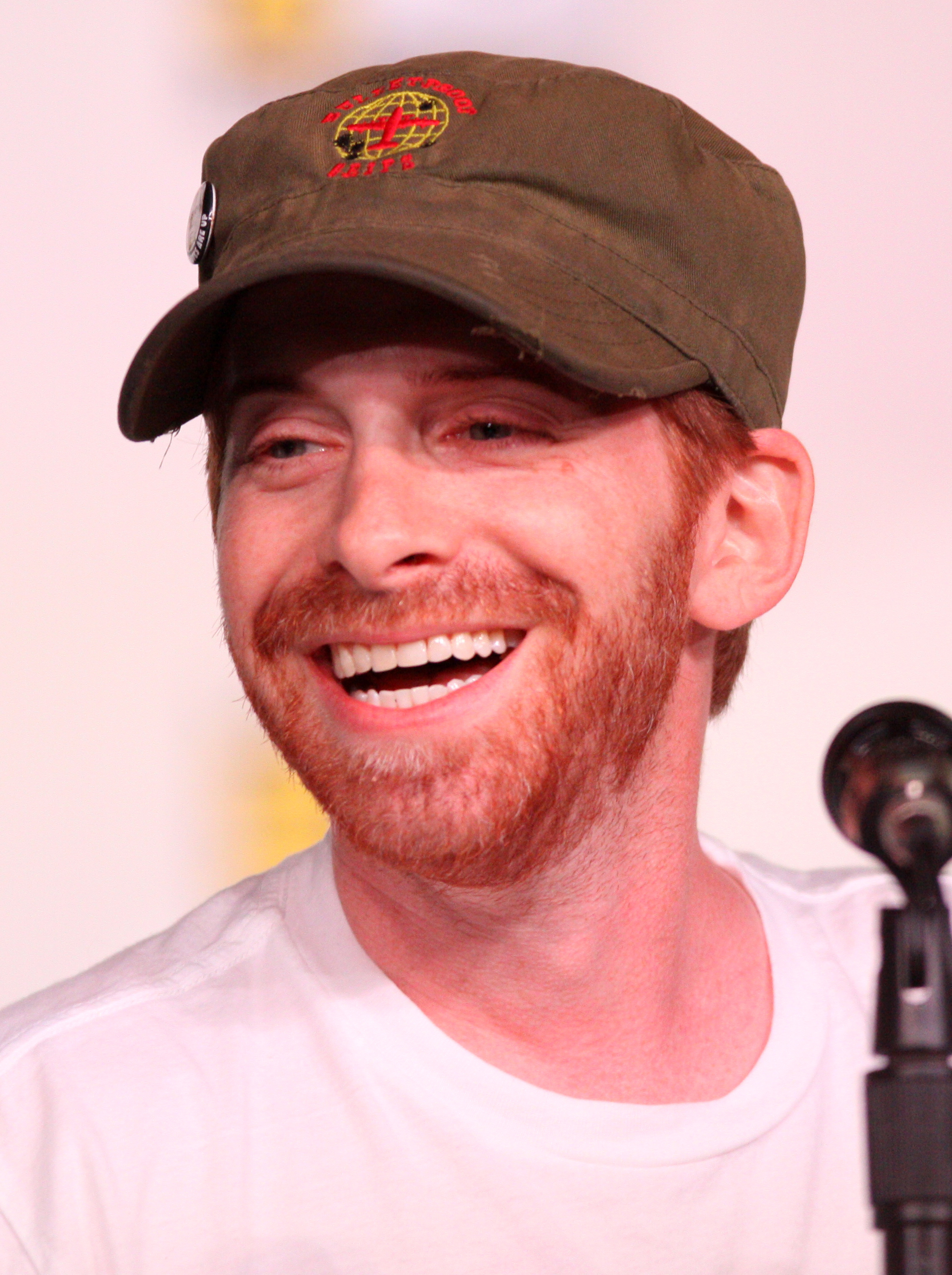
Seth Green
(* 1974)

- Jennifer Allora (* 1974), bildende Künstlerin in Puerto Rico
- Charli Baltimore (* 1974), Rapperin und Model
- Seth Green (* 1974), Schauspieler
- Matthias Kannengiesser (* 1974), deutscher Autor und Fachjournalist von EDV-Fachbüchern
- Joe Madureira (* 1974), Comiczeichner
- Glenn Nye (* 1974), Politiker
- Malik Rose (* 1974), Basketballspieler
- Beanie Sigel (* 1974), Rapper
- Rasheed Wallace (* 1974), Basketballspieler

#### 1975
- Brea Bee (* 1975), Schauspielerin
- Eugene Byrd (* 1975), Schauspieler
- Bradley Cooper (* 1975), Schauspieler
- Marc Jackson (* 1975), Basketballspieler[91]
- Cuttino Mobley (* 1975), Basketballspieler
- Thomas Shimada (* 1975), japanischer Tennisspieler

#### 1976
- Johnathan Blake (* 1976), Jazz-Schlagzeuger
- Rasheed Brokenborough (* 1976), Basketballspieler
- Steve Cunningham (* 1976), Boxer
- Danny Fortson (* 1976), Basketballspieler
- Ro Khanna (* 1976), Politiker
- Lisa Lassek (* 1976), Filmeditorin
- Joey Lawrence (* 1976), Schauspieler
- Kelly Monaco (* 1976), Model, Playmate und Schauspielerin
- Lynard Stewart (* 1976), Basketballspieler

#### 1977
- Brendan Boyle (* 1977), Politiker

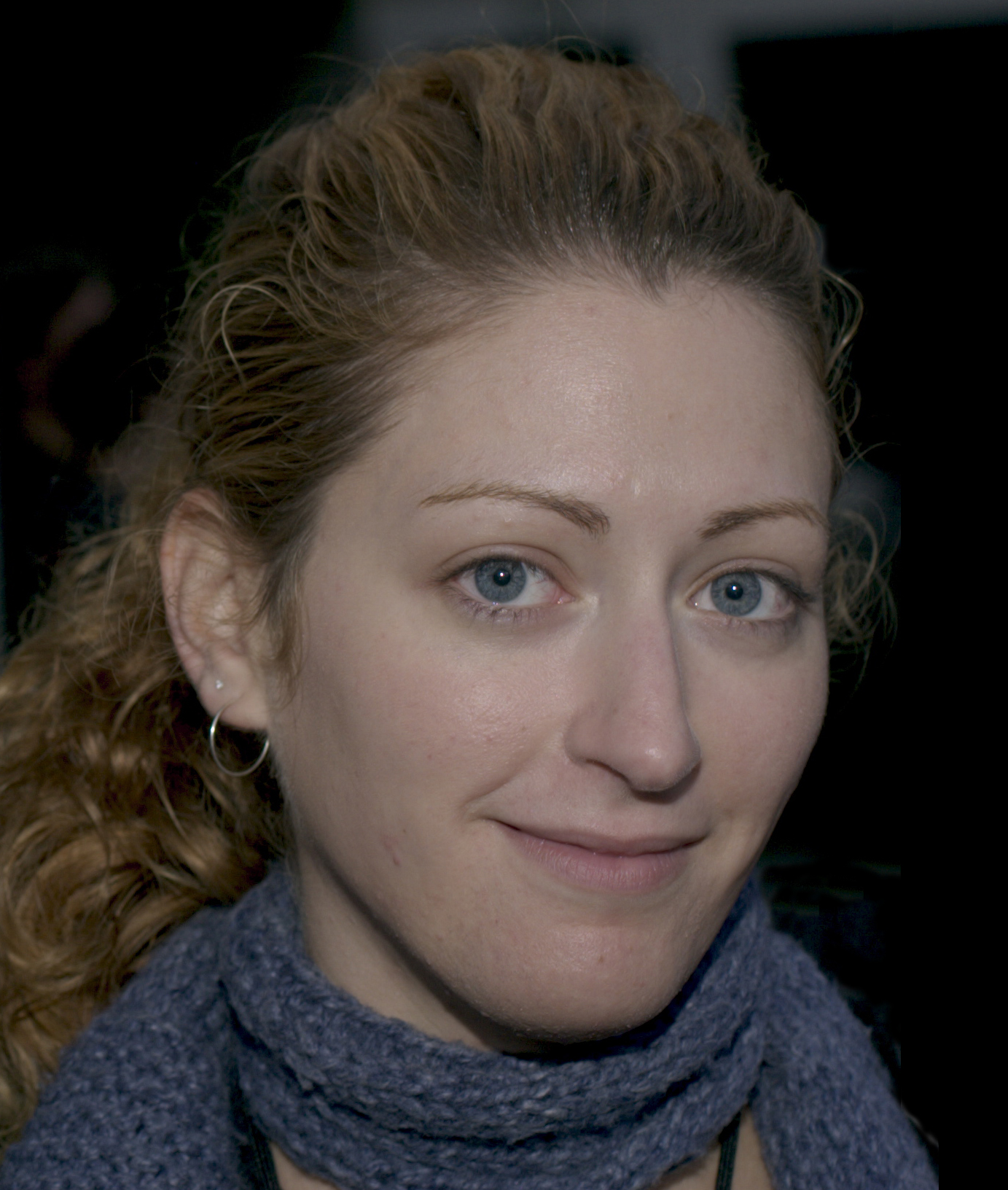
Jane McGonigal
(* 1977)

- Eddie Gustafsson (* 1977), schwedischer Fußballtorwart
- Michael-Hakim Jordan (* 1977), Basketballspieler
- Quiara Alegría Hudes (* 1977), Dramatikerin und Drehbuchautorin
- Khia (* 1977), Rapperin und Musikproduzentin
- Rob McElhenney (* 1977), Schauspieler, Drehbuchautor und Produzent
- Jane McGonigal (* 1977), Computerspieleentwicklerin und Autorin
- Garrett Miller (* 1977), Ruderer
- Katherine Moennig (* 1977)‚ Schauspielerin
- Chaz Lamar Shepherd (* 1977), Schauspieler
- Musiq Soulchild (* 1977), Soul- und R&B-Sänger
- Mary Elizabeth Williams (* 1977), Opernsängerin
- Jaguar Wright (* 1977), Contemporary-R&B- und Jazz-Sängerin

#### 1978

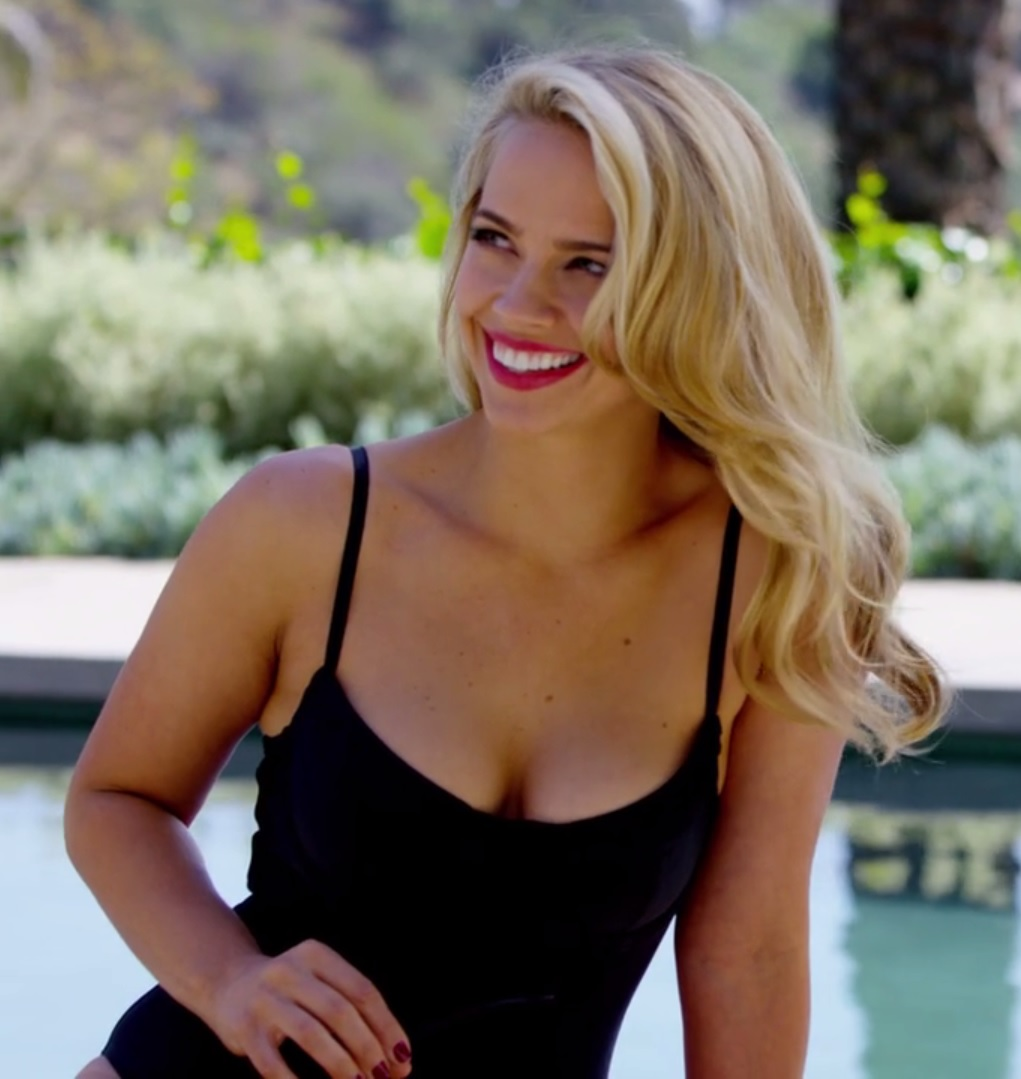
Jessica Barth
(* 1978)

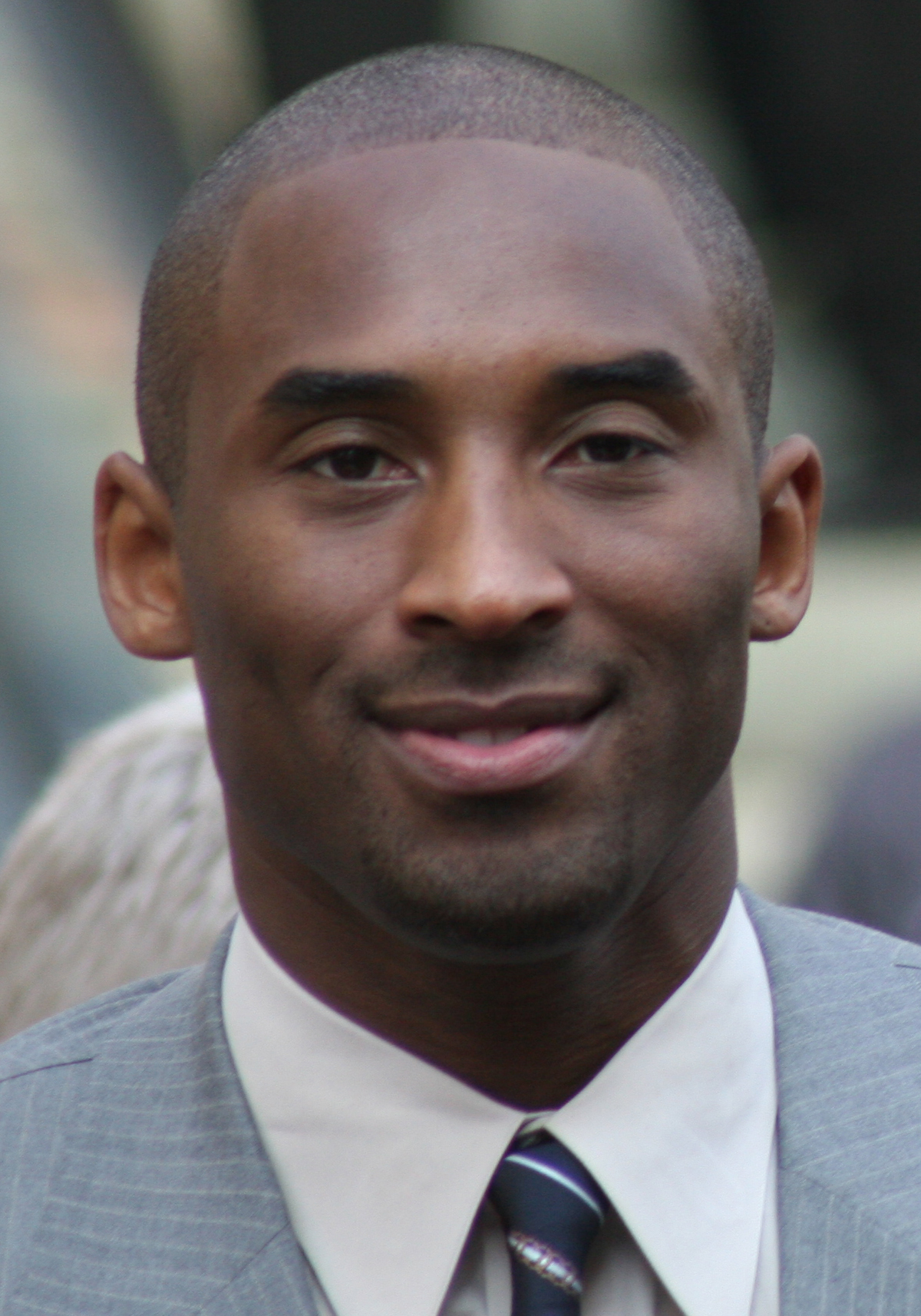
Kobe Bryant
(1978–2020)

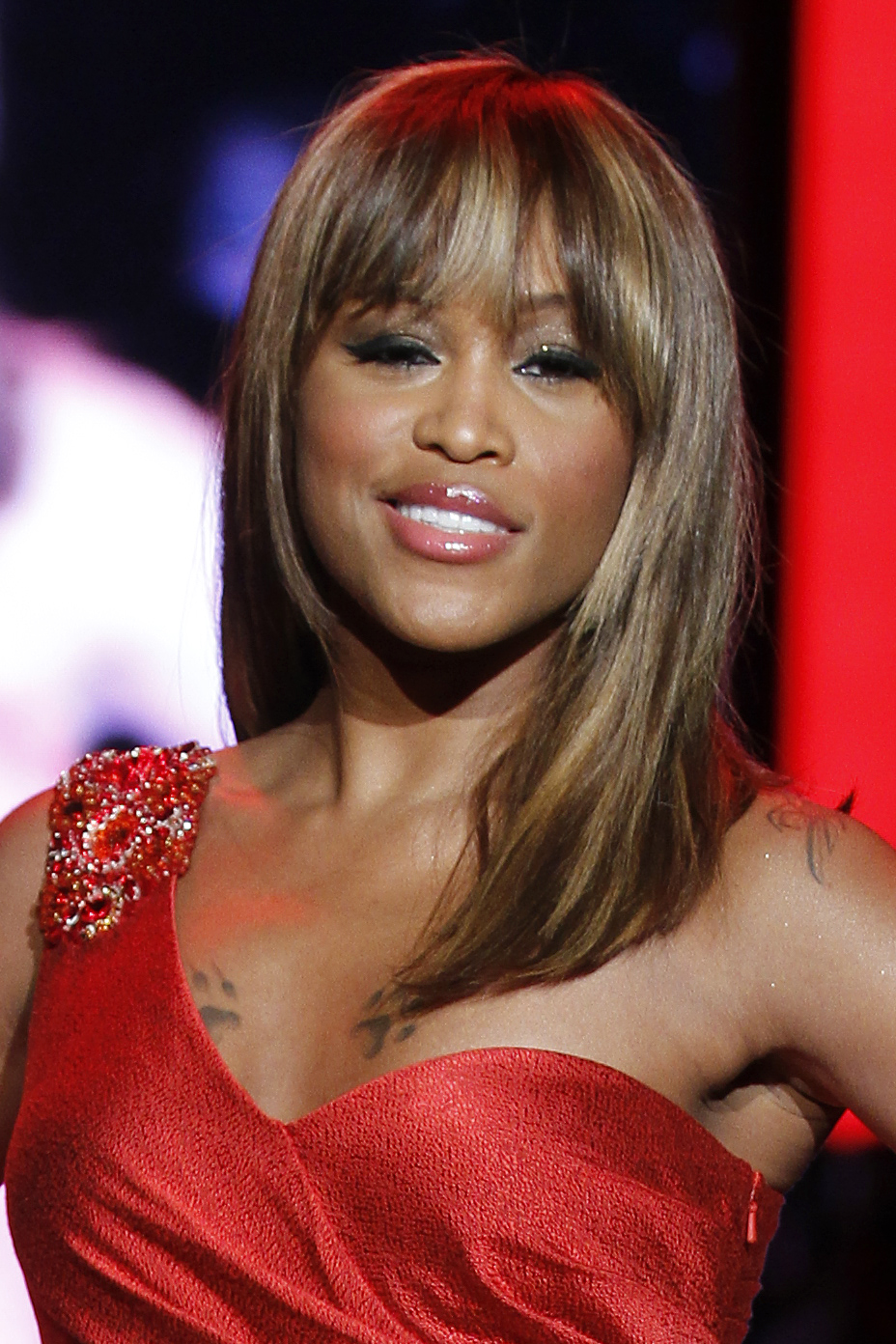
Eve
(* 1978)

- Michael Auer (* 1978), österreichisch-amerikanischer Literaturwissenschaftler
- Jessica Barth (* 1978), Schauspielerin
- Mohini Bhardwaj (* 1978), Kunstturnerin und Silbermedaillengewinnerin 2000
- Kobe Bryant (1978–2020), Basketballspieler
- DJ Drama (* 1978), Disc-Jockey und Musikproduzent
- Eve (* 1978 als Eve Jihan Jeffers), Rapperin und Schauspielerin
- Dave Hause (* 1978), Sänger
- Ryan C. Gordon (* 1978), Programmierer
- Amos Lee (* 1978), Singer-Songwriter und Gitarrist
- Mark Matkevich (* 1978), Schauspieler
- Irene Molloy (* 1978), Schauspielerin und Sängerin
- Andrea Nahrgang (* 1978), Biathletin
- Robin Wasserman (* 1978), Fantasy-Autorin
- Jesse Watters (* 1978), Fernsehmoderator

#### 1979
- Chris Albright (* 1979), Fußballspieler
- Bilal (* 1979), Soulsänger und Songwriter
- Sean Costello (1979–2008), Blues- und Soul-Sänger
- Freeway (* 1979), Rapper
- Mark Gerban (* 1979), erster Ruderer, der für den Staat Palästina bei Weltmeisterschaften antrat
- Vivian Green (* 1979), R&B-Sängerin
- Kevin Hart (* 1979), Schauspieler und Comedian
- Derrick Hodge (* 1979), Jazzmusiker
- Ronald Murray (* 1979), Basketballspieler
- Joanna Pascale (* 1979), Jazzsängerin
- John Salmons (* 1979), Basketballspieler

#### 1980
- Chris Beck (* ≈1980), Jazzmusiker
- George Burton (* ≈1980), Jazzmusiker
- Sarah Chang (* 1980), Violinistin
- Brian Marsella (* 1980), Musiker
- Keith Powell (* um 1980), Schauspieler
- Malik Scott (* 1980), Schwergewichtsboxer
- Jennifer Shahade (* 1980), Schach- und Pokerspielerin

### 1981–1990

#### 1981
- Scott Aaronson (* 1981), Informatiker
- Rock Allen (* 1981), Boxer
- Blake Bashoff (* 1981), Schauspieler[92]
- Stephen Costello (* 1981), Sänger (Tenor)
- Kyle Eckel (* 1981), Footballspieler
- D’or Fischer (* 1981), US-amerikanisch-israelischer Basketballspieler
- Joe Judge (* 1981), American-Football-Trainer
- Chris Kluwe (* 1981), American-Football-Spieler
- Gregory Michael (* 1981), Schauspieler
- Michael Rady (* 1981), Schauspieler
- Reef the Lost Cauze (* 1981), Hip-Hop-Künstler
- Dan Trachtenberg (* 1981), Film- und Fernsehregisseur
- Anthony Thompson (* 1981), Boxer
- Paul Volpe (* 1981), Pokerspieler

#### 1982
- Cassidy (* 1982), Rap-Musiker
- Lauren Cohan (* 1982), Schauspielerin

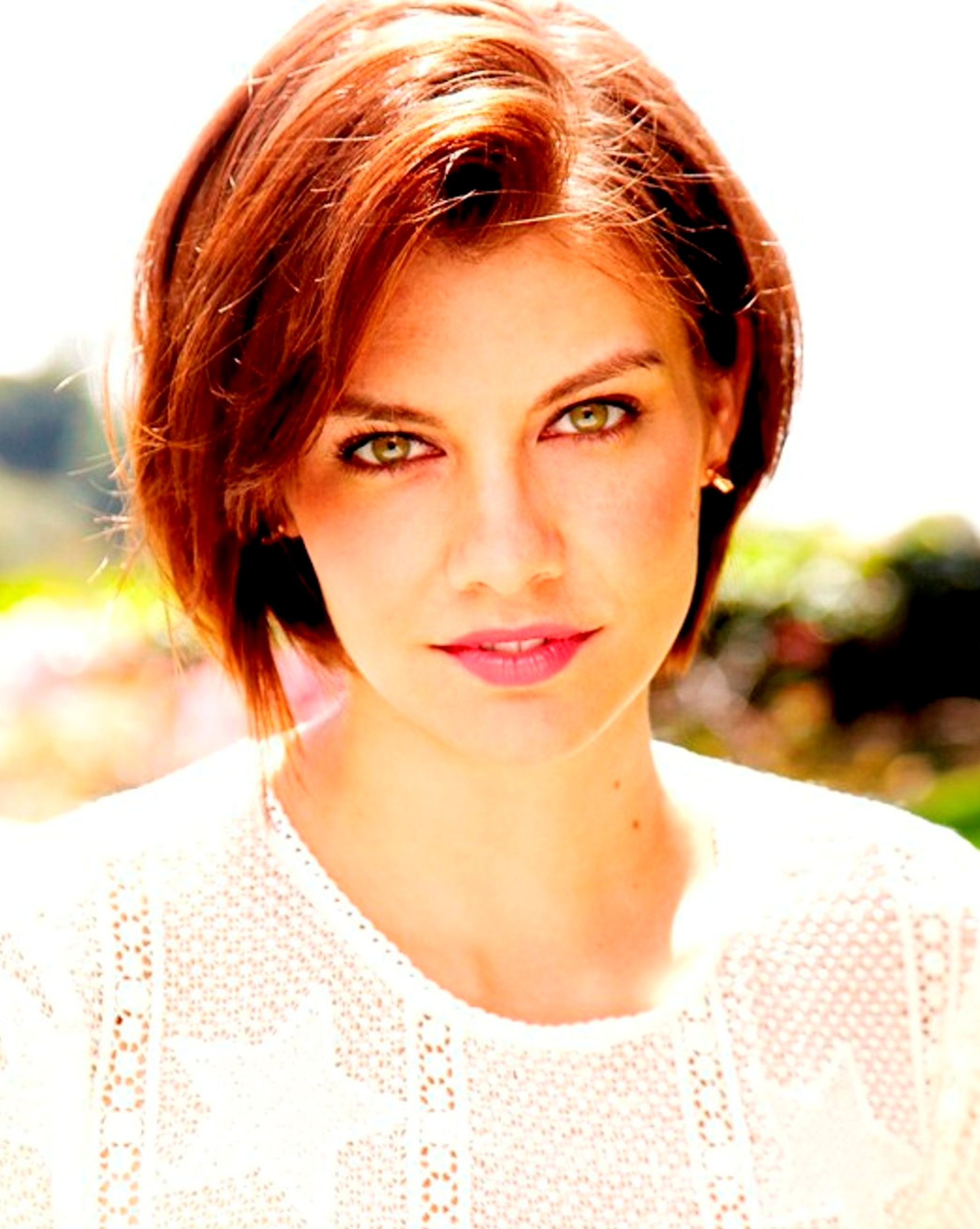
Lauren Cohan
(* 1982)

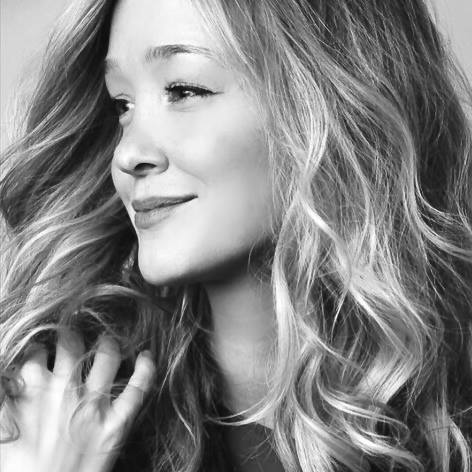
Katie Walder
(* 1982)

- Eddie Griffin (1982–2007), Basketballspieler
- Louisa Hall (* 1982), Squashspielerin und Autorin
- Tara Lipinski (* 1982), Eiskunstläuferin
- Ben Paterson (* 1982), Jazzmusiker
- Dawan Robinson (* 1982), Basketballspieler
- Kevin Stefanski (* 1982), American-Football-Trainer
- Katie Walder (* 1982), Schauspielerin

#### 1983
- Bobby Convey (* 1983), Fußballspieler
- Michael Cuffee (* 1983), Basketballspieler
- Jahri Evans (* 1983), American-Football-Spieler
- Brandon Gary (* 1983), Basketballspieler
- Stephanie Gatschet (* 1983), Schauspielerin
- Brent Grimes (* 1983), Footballspieler
- Paul Johnson (* 1983), Basketballspieler
- Nicole Kornher-Stace (* 1983), Schriftstellerin
- Roxy Reynolds (* 1983), Pornodarstellerin
- Roscoe (* 1983), Rapper
- Amber Rose (* 1983), Model
- Steven Smith (* 1983), Basketballspieler

#### 1984
- Eddie Alvarez (* 1984), Mixed-Martial-Arts-Kämpfer
- Mardy Collins (* 1984), Basketballspieler[93]
- Eric Froehlich (* 1984), Pokerspieler
- Bryant Jennings (* 1984), Schwergewichtsboxer
- Alison Klayman (* 1984), Dokumentarfilmerin und Journalistin
- Erin Krakow (* 1984), Schauspielerin
- Joanna Pacitti (* 1984), Pop-Rock-Sängerin und Schauspielerin
- Lenny Platt (* 1984), Schauspieler
- Michael Grant Terry (* 1984), Schauspieler

#### 1985
- Tyrone Brunson (* 1985), Boxer
- Jason Cain (* 1985), Basketballspieler
- Michael E. Green (* 1985), Basketballspieler
- Stefon Jackson (* 1985), Basketballspieler
- Rob Kurz (* 1985), Basketballspieler
- Gilly Lane (* 1985), Squashspieler
- Katrina Law (* 1985), Schauspielerin
- Benj Pasek (* 1985), Filmkomponist
- Jeff Segal (* 1985), Autorennfahrer

#### 1986

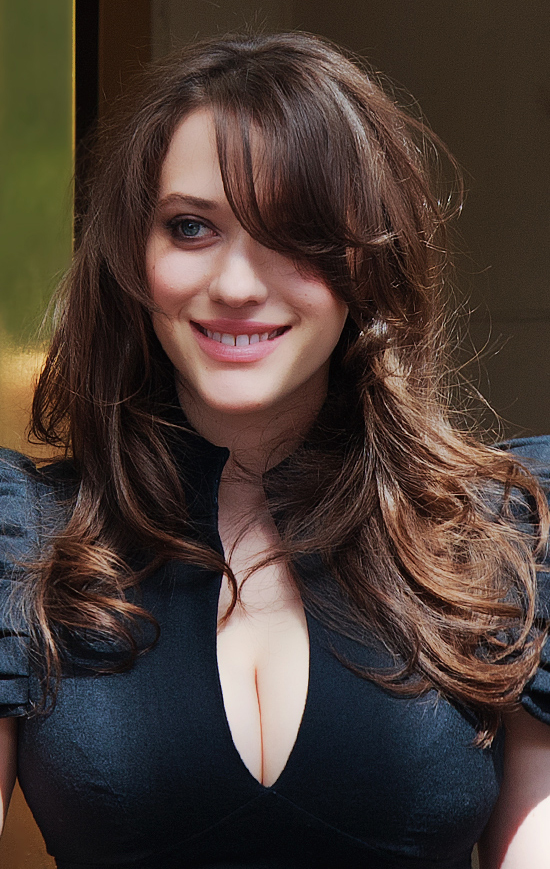
Kat Dennings
(* 1986)

- Dionte Christmas (* 1986), Basketballspieler[94]
- Jessica Czop (* 1986), Schauspielerin
- Kat Dennings (* 1986), Schauspielerin
- Molly Ephraim (* 1986), Schauspielerin
- Carlene Hightower (* 1986), Basketballspielerin
- Kyle Hines (* 1986), Basketballspieler
- Kyle Lowry (* 1986), Basketballspieler
- Tywain McKee (* 1986), Basketballspieler[95][96]
- Glenn Ochal (* 1986), Ruderer
- Daphne Oz (* 1986), Schauspielerin und Moderatorin[97]
- Gabriel Rosado (* 1986), Boxer
- Tomas Sinisalo (* 1986), finnischer Eishockeyspieler
- Marcus Tracy (* 1986), Fußballspieler
- Mark Tyndale (* 1986), Basketballspieler
- Drew Van Acker (* 1986), Schauspieler

#### 1987
- Shenita Landry (* 1987), Basketballspielerin
- Mallori Lofton-Malachi (* 1987), Fußballtorhüterin
- Aaron Mermelstein (* 1987), Pokerspieler
- Meek Mill (* 1987), Rapper
- Regine Nehy (* 1987), Film- und Fernsehschauspielerin
- Jazmine Sullivan (* 1987), R&B- und Soulsängerin

#### 1988
- Ellen Adair (* 1988), Schauspielerin
- Nia Ali (* 1988), Leichtathletin
- Danny García (* 1988), US-amerikanischer Profiboxer puerto-ricanischer Abstammung
- Gideon Glick (* 1988), Schauspieler
- Andrew Lawrence (* 1988), Filmschauspieler und Synchronsprecher; Bruder von Matthew und Joey
- Reggie Redding (* 1988), Basketballspieler
- Sarah Steele (* 1988), Schauspielerin

#### 1989
- Baauer (* 1989), Musiker
- Julia Cohen (* 1989), Tennisspielerin

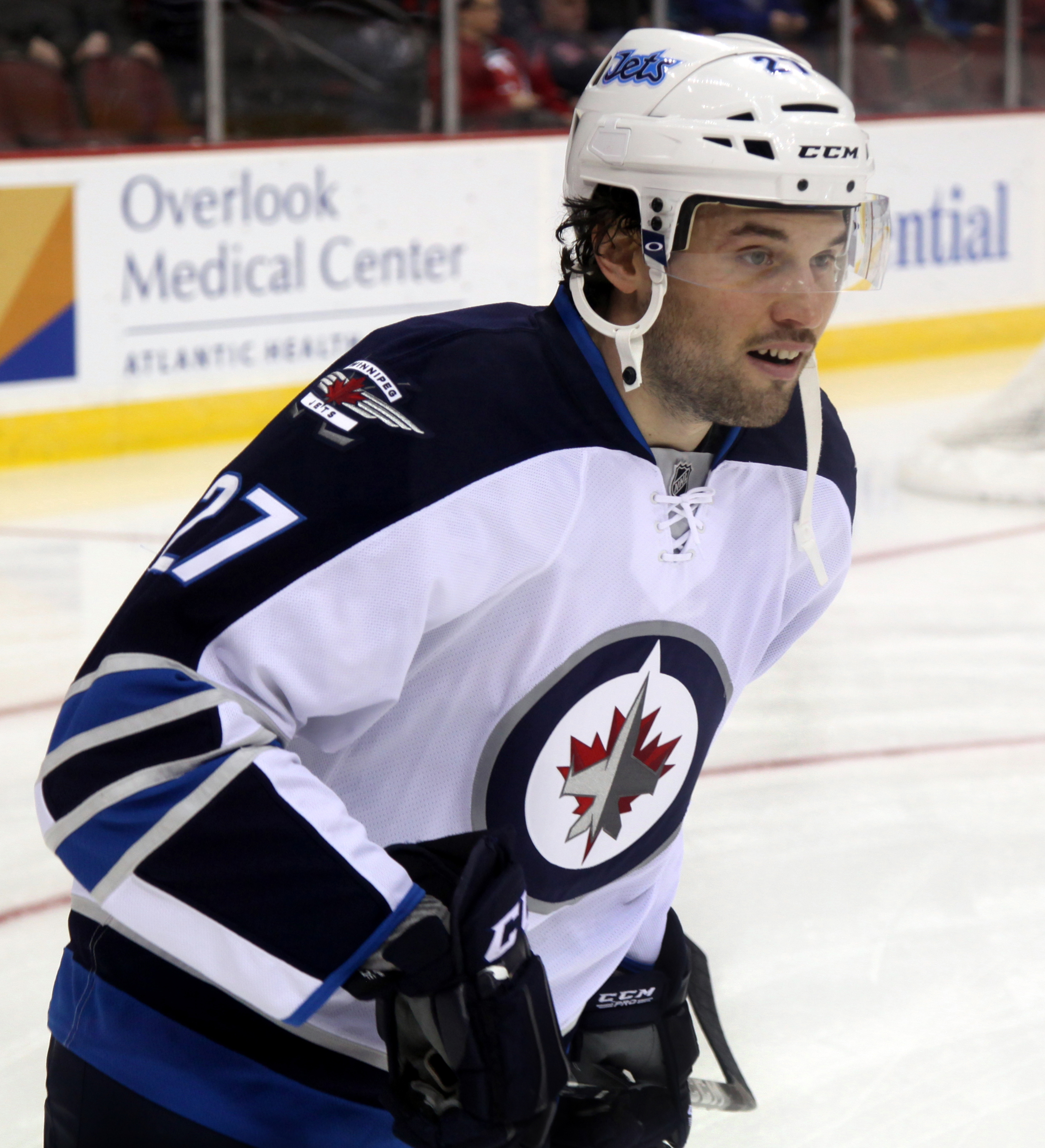
Eric Tangradi
(* 1989)

- Jesse Hart (* 1989), Boxer im Supermittelgewicht
- Sylvia Hoffman (* 1989), Bobfahrerin
- Marcus Morris (* 1989), Basketballspieler
- Markieff Morris (* 1989), Basketballspieler
- Eric Tangradi (* 1989), Eishockeyspieler
- Brad Wanamaker (* 1989), Basketballspieler
- Nafessa Williams (* 1989), Schauspielerin

#### 1990
- Ross Butler (* 1990), Schauspieler
- Tevin Farmer (* 1990), Boxer
- Keisha Hampton (* 1990), Basketballspielerin

### 1991–2000

#### 1991
- Maddy Evans (* 1991), Fußballspielerin

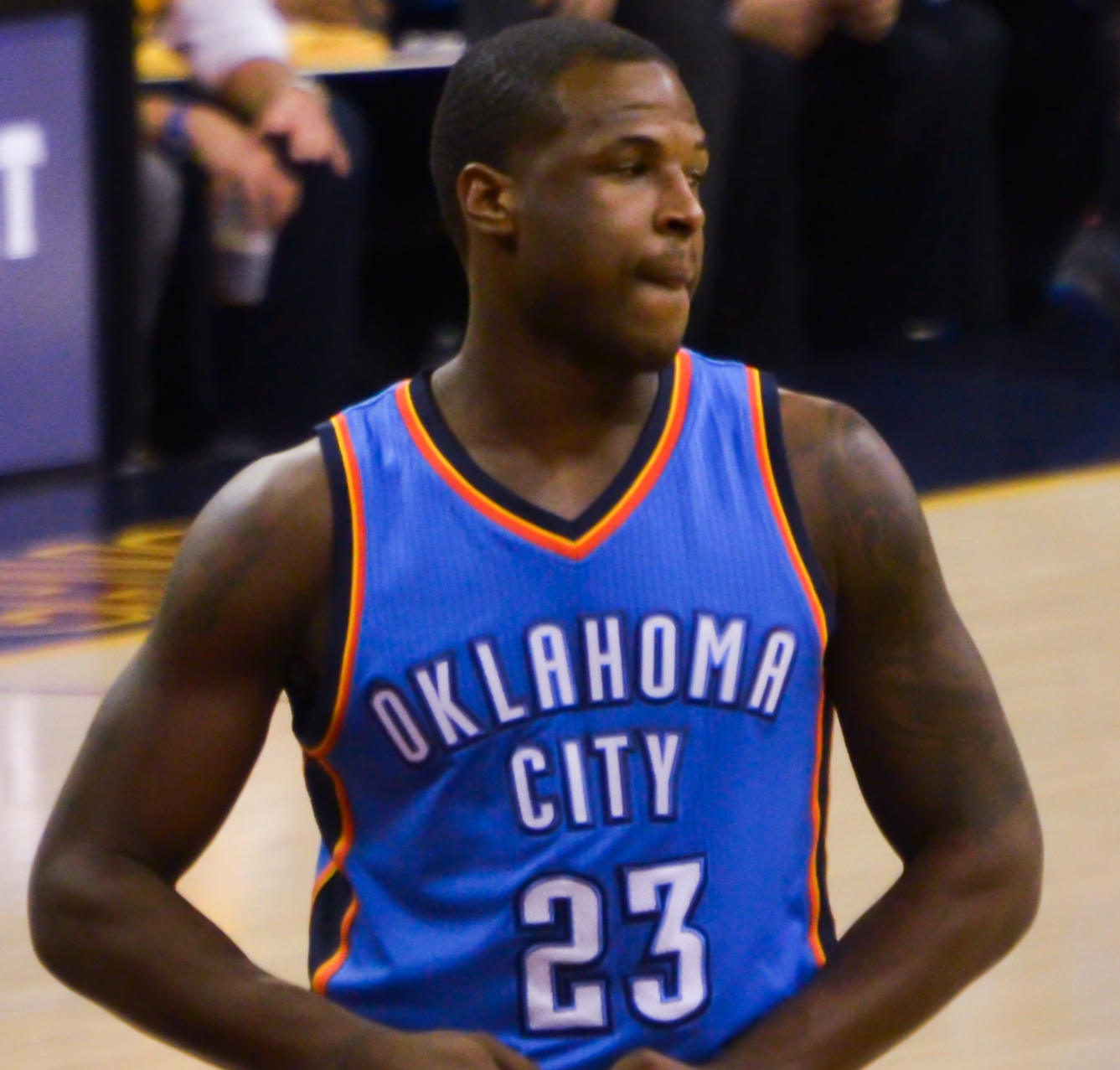
Dion Waiters
(* 1991)

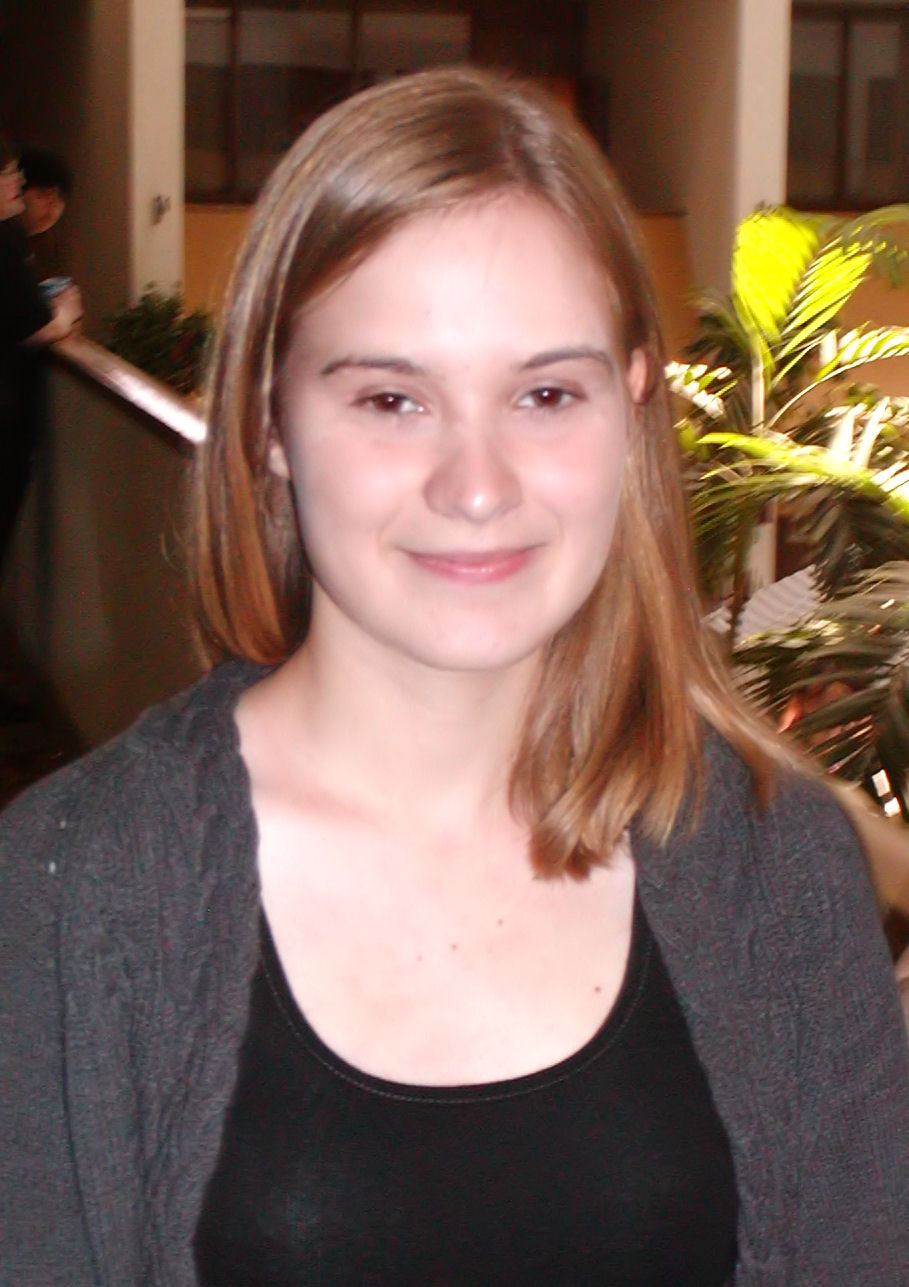
Emily Hagins
(* 1992)

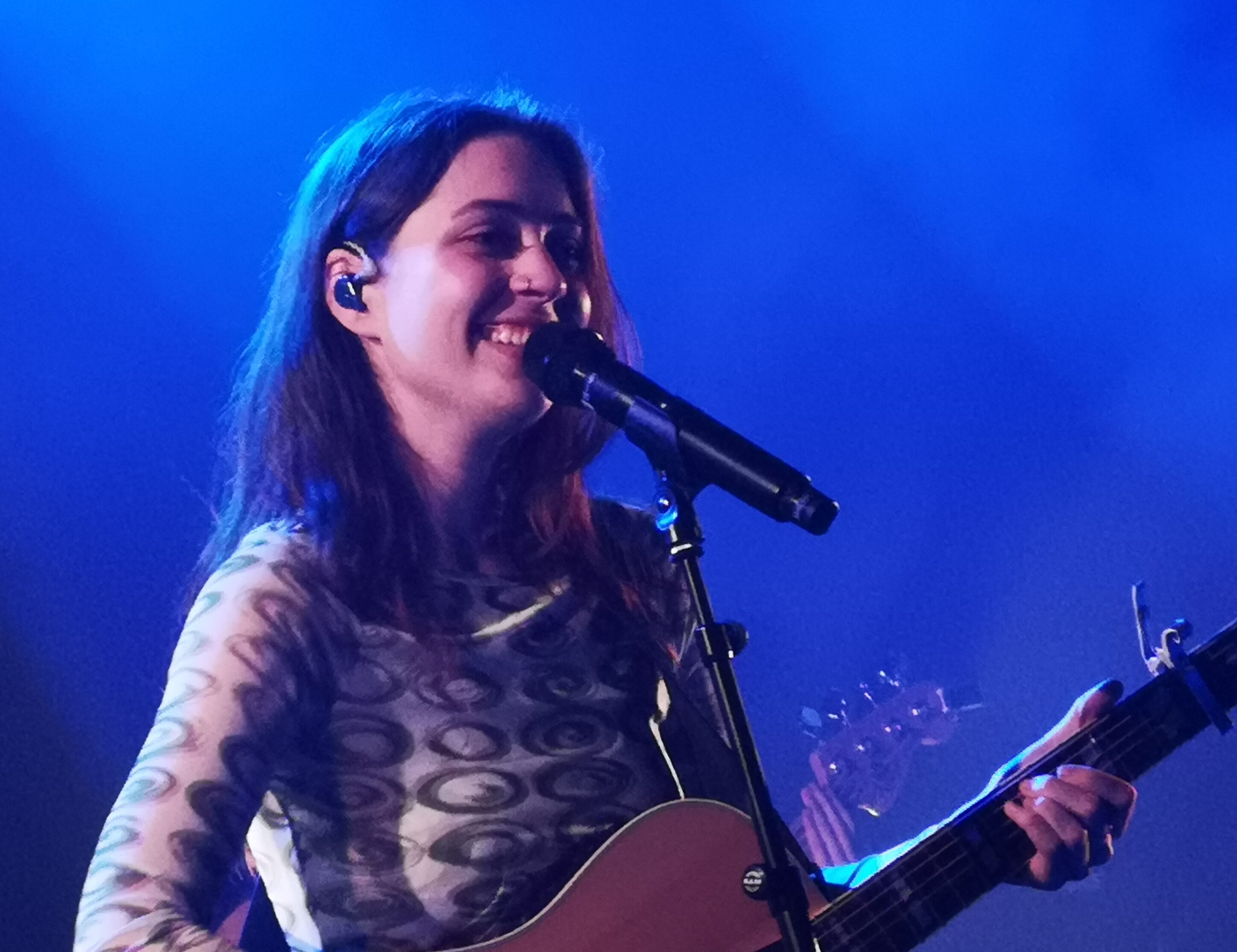
Lizzy McAlpine(* 1999)

- Maggie Lucas (* 1991), Basketballspielerin[98]
- Brandon McManus (* 1991), American-Football-Spieler
- Alexandra Riley (* 1991), Tennisspielerin
- PnB Rock (1991–2022), Rapper
- Addison Timlin (* 1991), Schauspielerin
- Dion Waiters (* 1991), Basketballspieler

#### 1992
- English Gardner (* 1992), Leichtathletin
- Jarrett Gilgore (* 1992), Jazzmusiker
- Marielle Hall (* 1992), Langstreckenläuferin
- Hari Nef (* 1992), Model und Schauspielerin; erste Transfrau auf dem Titelbild einer großen britischen Zeitschrift
- Courtney Niemiec (* 1992), Fußballspielerin
- Emily Hagins (* 1992), Regisseurin und Drehbuchautorin

#### 1993
- Kevin Byard (* 1993), American-Football-Spieler
- Max DiLeo (* 1993), US-amerikanisch-deutscher Basketballspieler
- Taylor Washington (* 1993), Leichtathletin
- Bryshere Y. Gray (* 1993), Schauspieler und Rapper
- Michael Kidd-Gilchrist (* 1993), Basketballspieler
- Betnijah Laney-Hamilton (* 1993), Basketballspielerin
- Chidi Okezie (* 1993), nigerianisch-US-amerikanischer Leichtathlet
- Rozes (* 1993), Sängerin und Songwriterin

#### 1994
- Kahleah Copper (* 1994), Basketballspielerin[99][100]
- Dylan Gelula (* 1994), Schauspielerin[101]
- Mark Indelicato (* 1994), Schauspieler und Sänger
- Tahjere McCall (* 1994), Basketballspieler[102]
- DeWayne Russell (* 1994), Basketballspieler
- Bianca Ryan (* 1994), Kinderstar und Sängerin
- Lil Uzi Vert (* 1994), Rapper
- Stanley Whittaker (* 1994), Basketballspieler

#### 1995
- Eli Apple (* 1995), American-Football-Spieler
- Jonnu Smith (* 1995), American-Football-Spieler

#### 1996
- Mikal Bridges (* 1996), Basketballspieler
- Chris Godwin (* 1996), American-Football-Spieler
- Zaire Franklin (* 1996), American-Football-Spieler
- Darmani Rock (* 1996), Boxer
- Armani White (* 1996), Rapper

#### 1997
- De’Andre Hunter (* 1997), Basketballspieler
- Sydney Park (* 1997), Schauspielerin[103]

#### 1998
- Aleksandar Donski (* 1998), bulgarischer Tennisspieler
- Jessika Gbai (* 1998), ivorische Leichtathletin
- Matthew Olosunde (* 1998), Fußballspieler
- Ian Parish (* 1998), Volleyballspieler

#### 1999
- Christian Barmore (* 1999), American-Football-Spieler
- Chanel Brissett (* 1999), Hürdenläuferin
- Lizzy McAlpine (* 1999), Singer-Songwriterin
- D’Andre Swift (* 1999), American-Football-Spieler

#### 2000
- Thelma Davies (* 2000), liberianisch-US-amerikanische Sprinterin
- Kyle Garland (* 2000), Leichtathlet
- Kyle Pitts (* 2000), American-Football-Spieler
- Rashee Rice (* 2000), American-Football-Spieler
- Mattias Samuelsson (* 2000), Eishockeyspieler

### Geburtsjahr unbekannt
- Harry Crafton (* 20. Jh.), R&B-Songwriter, Sänger und Gitarrist
- Joey B. Ellis (* 20. Jh.), Rapper
- Brad Furman (* 20. Jh.), Filmregisseur und Filmproduzent
- Rebecca Goldin (* 20. Jh.), Mathematikerin und Hochschullehrerin
- Robin Johannsen (* 20. Jh.), Opernsängerin
- Michael Kaplan (* 20. Jh.), Kostümbildner
- Eric Lugosch (* 20. Jh.), Fingerstyle-Gitarrist
- Donna Morein (* 20. Jh.), Mezzosopranistin
- Michael Ode (* um 1996), Jazzmusiker
- Andrew Owens (* 20. Jh.), Opernsänger
- Ursula Rucker (* 20. Jh.), Poetry-Soul-Songwriterin
- Jodie Sands (* 20. Jh.), Popsängerin
- Amy Westcott (* 20. Jh.), Kostümdesignerin
- Mocean Worker (* 20. Jh.), Nu-Jazz-Musiker

## 21. Jahrhundert
- Bryce Young (* 2001), American-Football-Spieler
- Marvin Harrison Jr. (* 2002), American-Football-Spieler
- Jillian Shea Spaeder (* 2002), Schauspielerin
- Maia Weintraub (* 2002), Florettfechterin
- Jaeden Martell (* 2003), Schauspieler
- Brandan Craig (* 2004), Fußballspieler
- Quinn Sullivan (* 2004), US-amerikanisch-deutscher Fußballspieler
- Isabeau Levito (* 2007), Eiskunstläuferin
- Cavan Sullivan (* 2009), Fußballspieler